# Governo Lula (2023–presente)
O terceiro mandato do governo Lula, também chamado de 3.º governo Lula, é o período atual da história política brasileira em que Luiz Inácio Lula da Silva exerce a presidência da República desde 1.º de janeiro de 2023, representando seu retorno ao cargo para um terceiro mandato após ter sido presidente de 2003 a 2011. Lula, do Partido dos Trabalhadores, foi escolhido por voto popular direto na eleição presidencial de 2022, derrotando o então candidato à reeleição Jair Bolsonaro.
Sob o slogan "União e Reconstrução", o governo era composto inicialmente por 37 ministérios, quatorze a mais que o governo anterior. Chegou a ter 39 ministérios, se igualando, em número de ministérios, ao segundo governo da ex-presidente Dilma Rousseff, e atualmente tem 38 ministérios.

## Antecedentes
Em entrevista à revista francesa Paris Match em 20 de maio de 2021, Lula confirmou sua pré-candidatura na eleição presidencial no ano seguinte. Buscando formar uma frente ampla com apoio de figuras civis e políticas de outros espectros, o Partido dos Trabalhadores (PT) convidou Geraldo Alckmin, antes adversário político de Lula, para ser seu candidato a vice-presidente em uma coligação integrada pelo PSB, PC do B, PV, PSOL, REDE, Solidariedade, Avante e Agir.
Lula terminou o primeiro turno na primeira colocação com 48,43% dos votos válidos, contra 43,20% de Jair Bolsonaro, com quem disputou o segundo turno, tendo o vencido por 50,90% a 49,10% do eleitorado, o resultado mais acirrado de uma eleição presidencial no Brasil. Empossado presidente em 1.º de janeiro de 2023, Lula foi o primeiro mandatário eleito para três mandatos e o primeiro desde Getúlio Vargas a exercer mais de um mandato não consecutivo, sendo também, aos 77 anos, o mais idoso a assumir o cargo.

## Eleições de 2022
Em seu discurso após a vitória nas urnas, Lula adotou um tom moderado, falando que pretende "pacificar o país", mas de forma indireta chamou seu adversário político, Jair Bolsonaro, de autoritário e fascista, ao dizer que derrotou o autoritarismo e o fascismo, como já vinha se referindo antes da vitória nas eleições devido a Bolsonaro ter frequentemente flertado com esse regime, e posteriormente, antes da sua posse, afirmou: "vamos ter que derrotar o bolsonarismo nas ruas", em uma campanha marcada pela polarização e pelo maniqueísmo, no qual a campanha de Lula tentou caracterizá-lo como a única alternativa no segundo turno para quem acreditava na democracia, enquanto que Bolsonaro buscou associar Lula ao comunismo e aos regimes antidemocráticos de esquerda como os da Venezuela,Cuba, e Nicarágua. O novo governo enfrentará um Congresso bastante conservador, com muitos ministros de Bolsonaro e figuras próximas ao bolsonarismo ocupando cadeiras no parlamento.

## Período de transição
Em 1.º de novembro de 2022, o vice-presidente eleito Geraldo Alckmin foi definido como coordenador da equipe de transição do governo. No dia 3, Alckmin e o ministro da Casa Civil, Ciro Nogueira, reuniram-se para iniciar a transição do governo. O vice-presidente eleito também se encontrou com lideranças políticas com vistas a alterar o orçamento federal ainda em 2022, de modo a viabilizar objetivos do futuro governo.
Sua equipe de transição, composta por 913 integrantes, foi considerada a mais numerosa da história do Brasil. No entanto, a composição consistia, majoritariamente, de voluntários, com apenas 22 integrantes sendo remunerados, mesmo com a legislação permitindo até 50 vagas com salários. Dos cargos com remuneração, os salários variam em níveis de 2.701,46 a 17.327,65 reais, estes gastos somaram 242.645,32 reais para cada mês da transição. A equipe de transição, assim, reservou 1,6 milhão de reais, sendo este é o menor orçamento disponível para uma transição de governo em termos reais desde 2006, considerando a inflação, ano que passou a incluir reserva para gastos com a transição, mesmo em casos de reeleição, enquanto o da transição de Bolsonaro havia gastado todos os 2,9 milhões de reais que tinha disponíveis, o mais alto desde o supracitado ano. Em 20 de novembro de 2022, quando a equipe ainda possuía cerca de 300 integrantes, ela foi marcada por um caráter diverso, sendo politicamente ampla e buscou ser representativa do povo brasileiro. À época, era composta por, 64% de homens brancos, com 17 partidos na equipe de transição, entre eles o PP até então aliado do ex-presidente Bolsonaro no congresso, sendo 1/3 pertencente ao Partido dos Trabalhadores, a maioria até então paulistas, e de variados grupos étnicos. O Sudeste era predominante com 48% dos membros, seguido do Nordeste com 19% dos membros, sendo que brancos representavam 75%, enquanto os negros (pardos e pretos, inclusive autodeclarados) somavam 18%. Havia, ainda, 11 indígenas (3,8% do total) e quatro integrantes de origem asiática.

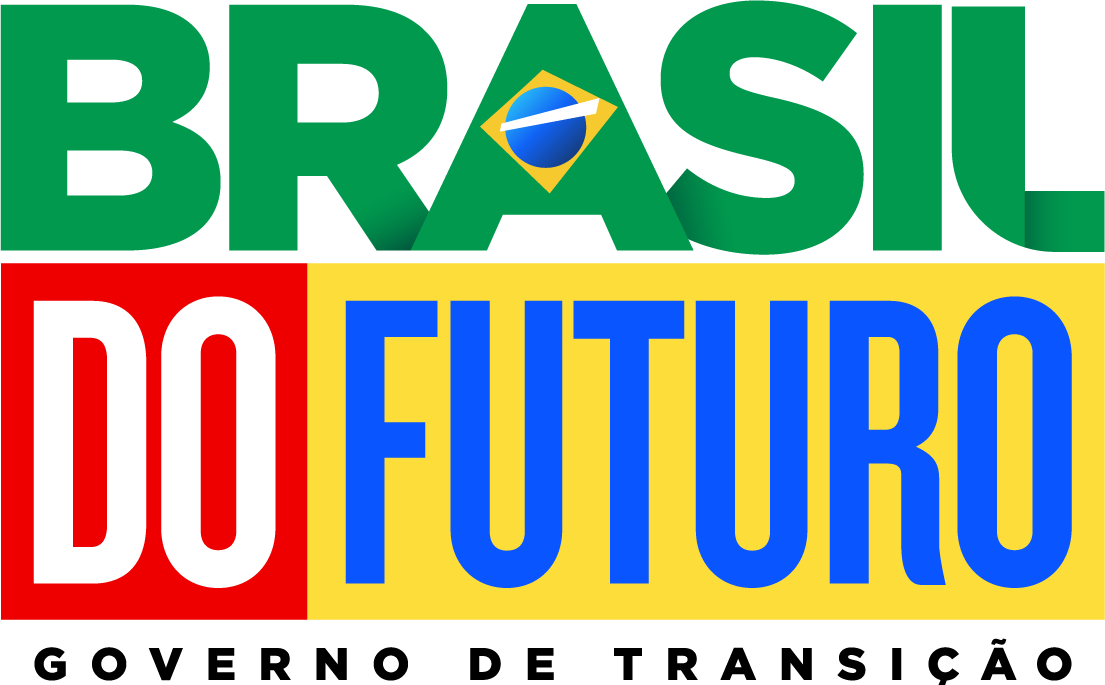
Logotipo do governo de transição

Uma das primeiras medidas anunciadas pela equipe de transição foi a busca de recursos para garantir que fossem cumpridas as promessas de Lula na campanha eleitoral, como a manutenção do Auxílio Brasil (que voltaria a se chamar Bolsa Família) no valor de 600 reais por família, que custaria 52 bilhões de reais, com acréscimo de 150 reais para cada criança de até 6 anos de idade, que custaria 18 bilhões de reais, o reajuste do salário mínimo acima da inflação e a correção das tabelas do imposto de renda e do SUS, dentre outras medidas, que não cabem no orçamento de 2023, já definido por Bolsonaro. As soluções possíveis encontradas pela equipe de Lula foram a aprovação de uma Proposta de Emenda à Constituição autorizando que o teto de gastos seja ultrapassado, de forma excepcional, inicialmente, em cerca de 200 bilhões por quatro anos, ou a abertura de crédito extraordinário ao orçamento, com prévio aval do Tribunal de Contas da União, para evitar questionamentos sobre a constitucionalidade da medida.

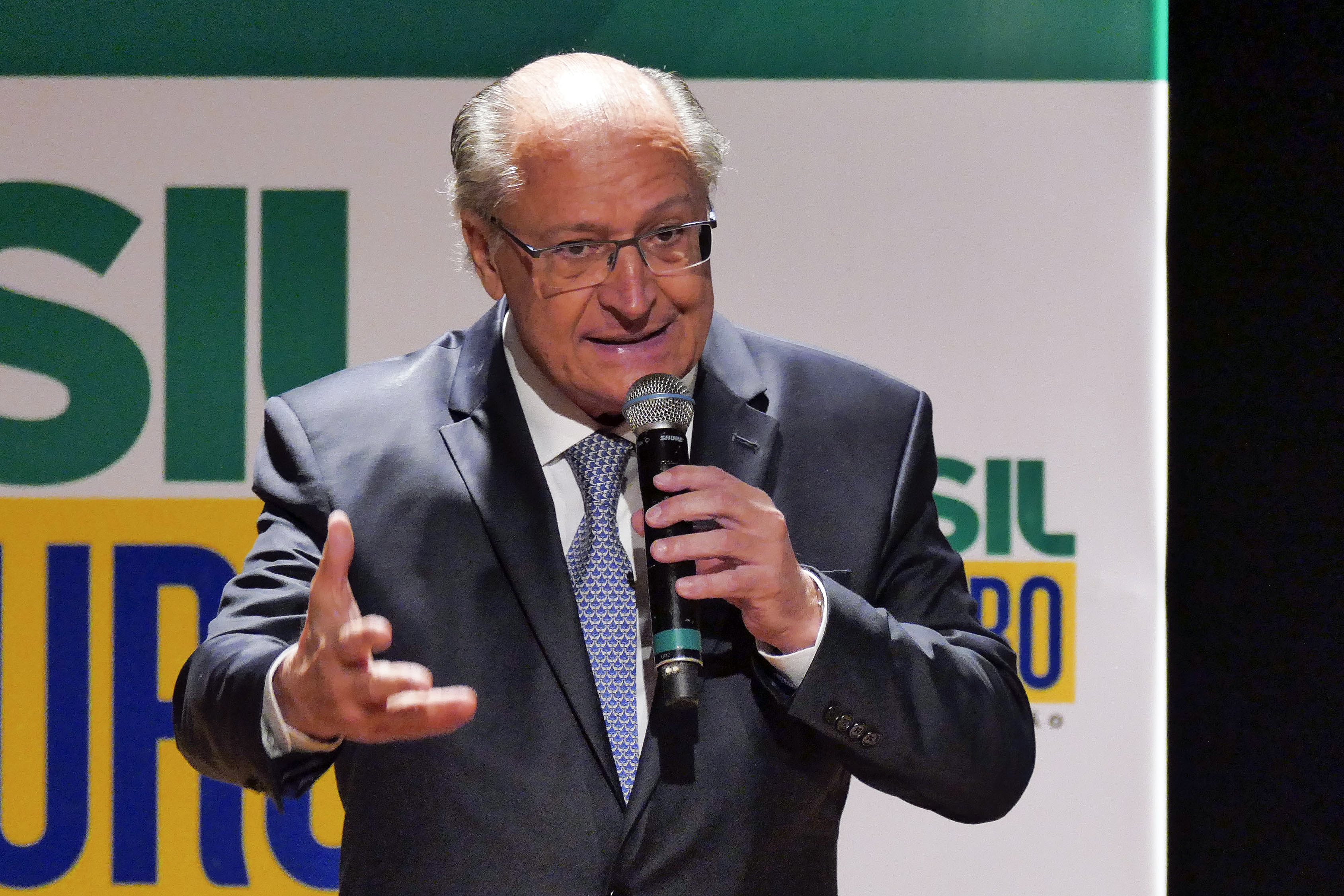
Vice-presidente eleito, Geraldo Alckmin discursa na abertura dos trabalhos do Governo de Transição, no Centro Cultural Banco do Brasil (CCBB), em Brasília

A equipe de transição decidiu, afinal, que a autorização para ultrapassar as restrições ao crescimento das despesas imposta pelo teto de gastos deveria ser obtida mediante aprovação de uma emenda constitucional (PEC da Transição), chamada também de "PEC do Estouro". A medida, que não veio acompanhada de contrapartidas para corte de despesas em outras áreas do orçamento federal nem de aumento da arrecadação, não foi bem recebida no mercado financeiro, levando ao aumento dos juros futuros, à desvalorização do real e à queda do Ibovespa. De acordo com o ex-ministro Henrique Meirelles, criador do teto de gastos, que apoiou Lula na campanha eleitoral e que era cogitado para ocupar o cargo de Ministro da Economia, a política econômica de Lula irá pelo mesmo caminho do governo Dilma, período no qual ocorreu a maior recessão da história brasileira. E uma nota técnica da Consultoria de Orçamento da Câmara disse que a "PEC da Transição eleva dívida em 10 pontos até 2026". Entretanto, partidos do chamado centrão sinalizaram que a licença para ultrapassar o teto de gastos será mais modesta, apenas o suficiente para manter em 600 reais o auxílio brasil e para reajustar o salário mínimo acima da inflação, e somente para o ano de 2023, em um valor estimado em 58,4 bilhões de reais. Para os anos seguintes o governo teria de negociar com a nova composição do parlamento.
Outra medida colocada em prática pela equipe de Lula, liderado pela presidente do partido do então presidente eleito, Gleisi Hoffmann, foi a tentativa de barrar a nomeação de autoridades jurídicas e diplomáticas por parte do Bolsonaro. Segundo a assessoria de Lula, esses novos cargos podem servir como apoio político ao presidente. Assim, como tentou impedir, sem sucesso, a indicação Ilan Goldfajn a presidência do Banco Interamericano de Desenvolvimento (BID), ele foi indicado no então governo Bolsonaro, pelo então ministro da economia, Paulo Guedes.
Em 8 de novembro, foi instituído o Gabinete de Transição Governamental, sendo organizado em Gabinete do Coordenador, Coordenações, Conselho de Transição Governamental e pelos Grupos Técnicos, este último contando com 31 grupos técnicos, a Coordenação dos Grupos Técnicos faz parte das Coordenações. O Gabinete tem como sede o Centro Cultural do Banco do Brasil em Brasília,

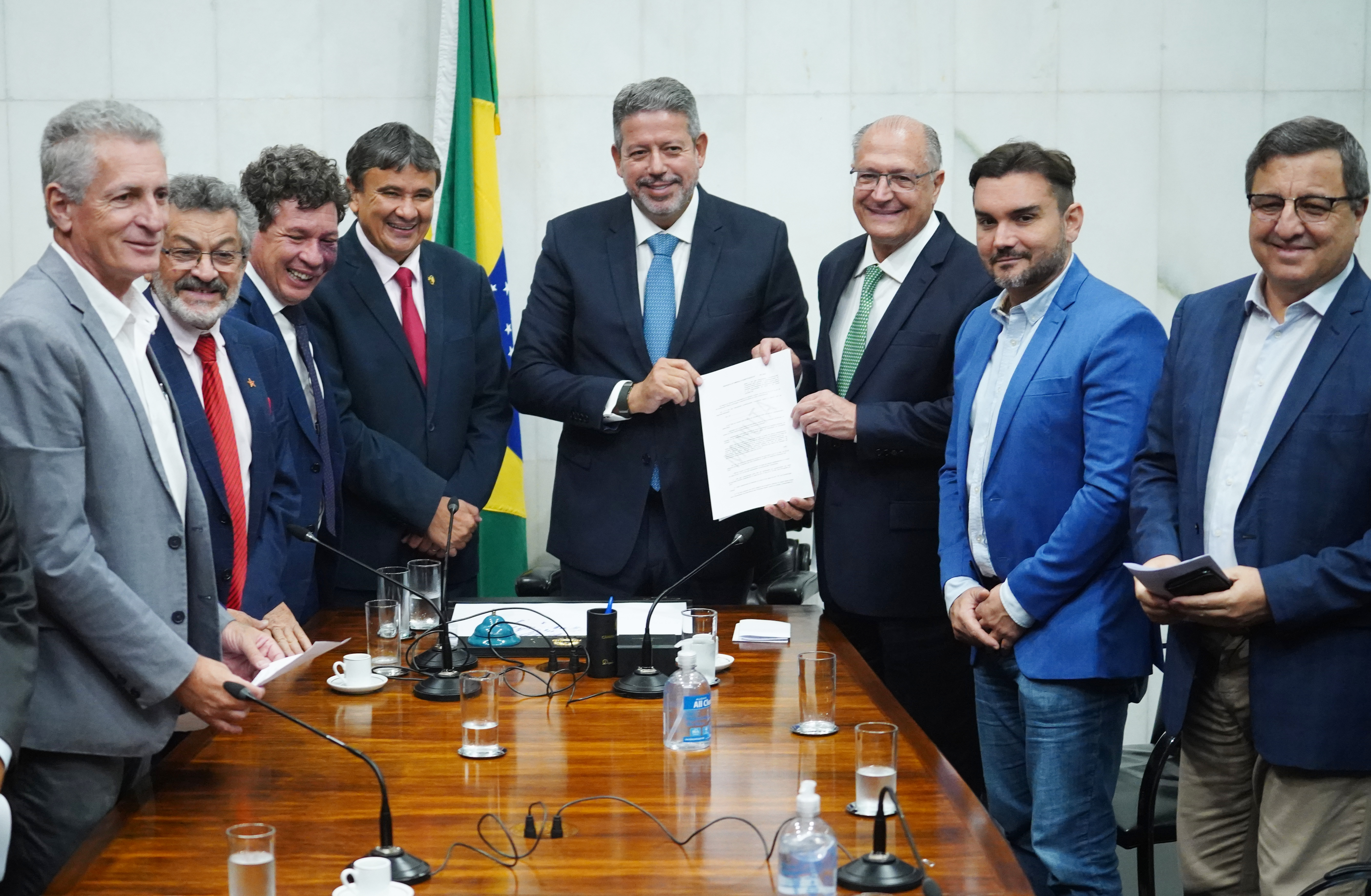
Geraldo Alckmin entrega PEC da transição ao presidente da Câmara dos Deputados, Arthur Lira

Em 16 de novembro, Geraldo Alckmin entregou a minuta da "PEC da Transição" ao Senado Federal, propondo que todos os valores incluídos no Orçamento da União para custear o Auxílio Brasil sejam desconsiderados do limite do teto de gastos. No dia seguinte, Lula, que participava da COP27, no Egito, reiterou sua defesa ao fim do teto de gastos. A reação do mercado financeiro foi intensa, com o Ibovespa registrando, ao longo do dia, queda de 2,72%, e o dólar atingindo a cotação de 5,5308 reais, a maior desde julho. Os economistas Arminio Fraga, Pedro Malan e Edmar Bacha, que apoiaram Lula durante a campanha eleitoral, divulgaram durante o dia uma carta pública induzindo o novo governo a manter a responsabilidade fiscal. Para atenuar a repercussão das medidas de desajuste fiscal, Guido Mantega, integrante da equipe de transição de governo e ex-ministro da Fazenda dos governos Lula e Dilma, condenado pelo Tribunal de Contas da União em decorrência das pedaladas fiscais, pediu seu desligamento, e Geraldo Alckmin foi a público defender a responsabilidade fiscal, sugerindo que, no longo prazo, o governo buscará o superávit primário para equilibrar as contas públicas. Para reduzir o tamanho do estouro no teto de gastos, o senador Alessandro Vieira, que apoiou Lula durante a campanha eleitoral, apresentou uma proposta alternativa, reduzindo de 198 bilhões de reais para 70 bilhões de reais a autorização para expansão dos gastos federais, e determinando que o governo federal apresente, ainda em 2023, uma proposta permanente para equilíbrio das contas do governo federal, em substituição ao teto de gastos, o que sinalizou para o mercado que o Congresso Nacional não autorizará medidas excessivamente irresponsáveis do ponto de vista fiscal. Nelson Barbosa, Ministro da Fazenda e do Planejamento durante o governo Dilma e integrante da equipe de transição, defendeu que um aumento no gasto federal de até 136 bilhões de reais não representaria, na proporção do PIB, uma expansão.

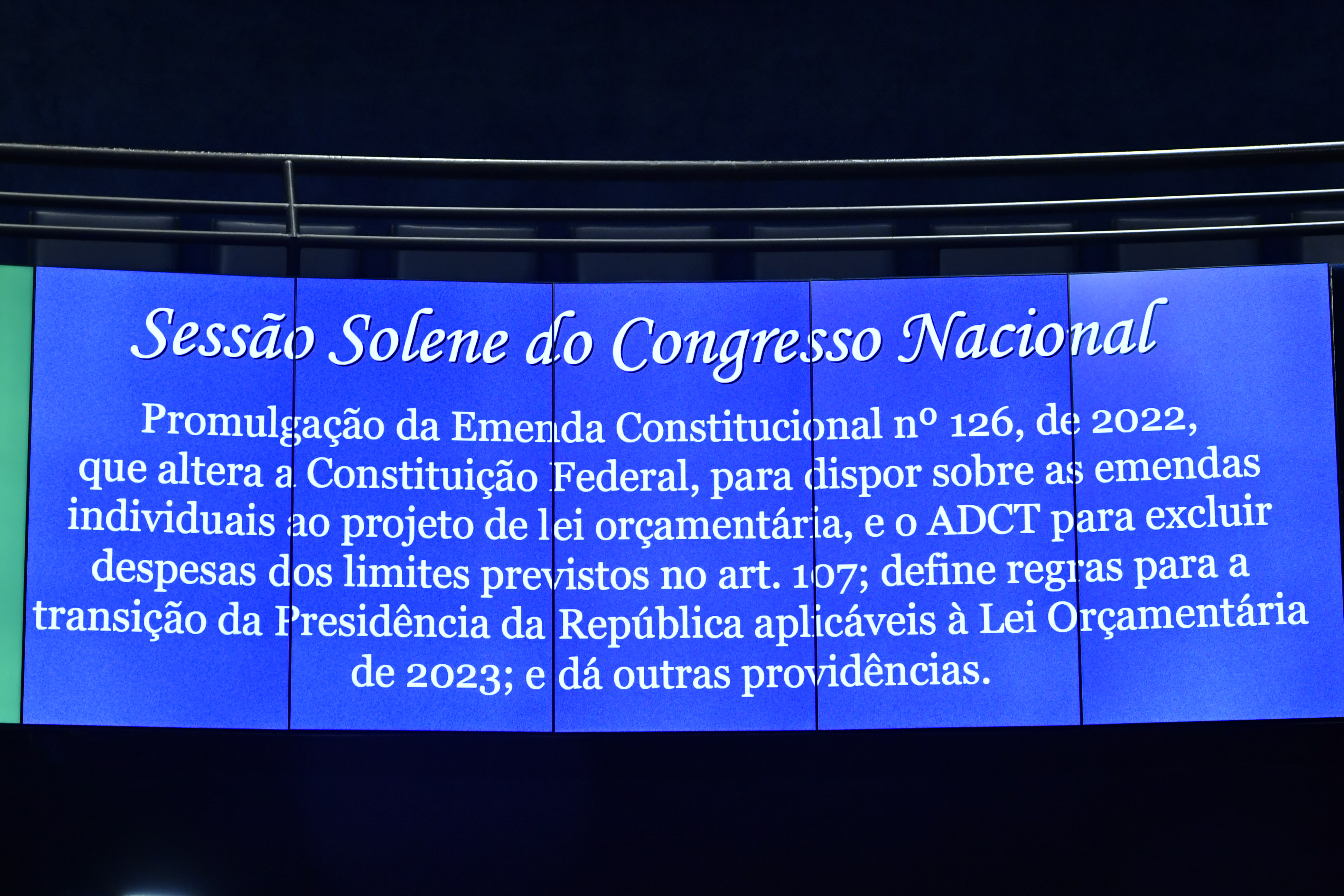
Painel eletrônico do Congresso Nacional na aprovação da EC 126

A "PEC da Transição" foi aprovada pelo plenário do Senado Federal em 7 de dezembro, em dois turnos, conseguindo o substancial apoio de 64 senadores em cada turno. O texto aprovado pelo Senado e enviado à Câmara dos Deputados eleva a base de cálculo do teto em 145 bilhões de reais para os anos de 2023 e 2024, ou seja 2 anos, e estabelece a obrigatoriedade do envio de projeto de lei complementar ao Congresso Nacional pelo Presidente da República, até o final de agosto de 2023, com o objetivo de instituir novo regime fiscal para substituir o teto de gastos. A versão inicial do parecer apresentado pelo relator da PEC aumentou as dúvidas sobre a disciplina fiscal do novo governo, pois utilizou como justificativa para a expansão dos gastos públicos sem correspondente aumento na arrecadação uma teoria econômica heterodoxa, a Teoria Monetária Moderna (MMT, na sigla em inglês), apontada pelos críticos como "terraplanismo econômico", "traquinagem juvenil" e "pérola da magia negra". Proposta semelhante, revista por seu sucessor, acabou por encerrar precocemente o governo da premiê britânica Liz Truss. Haddad, futuro Ministro da Fazenda, atuou nos bastidores, após as críticas do mercado, para retirar as referências à teoria do parecer aprovado.
Ainda em dezembro, citando a PEC de Transição, a equipe de transição passou a acusar o governo Bolsonaro de ter quebrado o país com uma série de ataques, e quem resolveria a questão fiscal do país era o novo governo eleito através da PEC, o que gerou atritos com a equipe de Paulo Guedes do governo Bolsonaro, responsável por fazer a transição de governo, ao qual chamou as acusações de infundadas e que o governo do ex-presidente foi o primeiro a encerrar o mandado com endividamento em queda.
A Câmara aprovou a "PEC da Transição" mantendo os 145 bilhões de reais para apenas 2023, ou seja, reduzindo de 2 anos para 1 ano. Em 21 de dezembro de 2022, a PEC foi promulgada pelo Congresso Nacional.
Em seu último dia de gestão, o governo Bolsonaro decretou a redução à tributação das maiores empresas do Brasil, retirando 5,8 bilhões de reais por ano de receitas do governo Lula. Pega de surpresa, a equipe econômica de Haddad deve revogar tais medidas, uma vez que o rombo previsto no Orçamento de 2023 é de 220 bilhões de reais. O economista José Roberto Afonso, professor do Instituto de Desenvolvimento e Pesquisa (IDP) e pesquisador da Universidade de Lisboa, descreveu essa redução de última hora como "amoral" e finalizou "é curioso saber por que se esperou o último dia do ano para tomar essa decisão e se por acaso isso foi combinado com o governo a ser empossado. [...] Mais curioso ainda será saber se essa medida, que reduz arrecadação e piora o déficit, mas beneficia as maiores empresas do País e aumenta os seus ganhos financeiros em termos líquidos, em caráter permanente, será tão criticada quanto as outras medidas que aumentaram o auxílio emergencial para os mais pobres".

## Plano de governo
Não tendo formalizado suas propostas em um plano de governo, na véspera do segundo turno Lula divulgou um documento denominado Carta para o Brasil do Amanhã, abordando resumidamente treze propostas para seu novo governo. Embora o documento não afirme que o teto de gastos será revogado, por repetidas vezes durante a campanha eleitoral Lula defendeu a sua abolição, sem indicar se outro mecanismo o substituirá. Críticos do então candidato alegaram durante a campanha que ele estava pedindo um "cheque em branco", enquanto seus defensores rebatiam que em seus dois mandatos o governo federal apresentou superávit primário e que Lula sabe a importância de se governar com responsabilidade fiscal.
Dentre as propostas da Carta para o Brasil do Amanhã estão:
1. Retomada de obras paradas e prioritárias, para expandir o mercado interno de consumo. Investimento em serviços públicos e sociais, em infraestrutura e em recursos naturais estratégicos. Uso das empresas estatais como indutoras do crescimento e da inovação tecnológica. Construção de uma nova legislação trabalhista, e oferta de crédito subsidiado para trabalhadores das micro, pequenas e médias empresas.
2. Manter o valor do Auxílio Brasil, que voltará a se chamar Bolsa Família, em 600 reais por família e com acréscimo de 150 reais por criança de até 6 anos de idade. Renegociação das dívidas dos inadimplentes com desconto e juros subsidiados. Isenção do imposto de renda para quem recebe até 5 mil reais mensais. Reforma tributária. Igualdade salarial para homens e mulheres.
3. Busca do desmatamento zero na Amazônia e emissão zero de gases do efeito estufa. Apoio à agricultura de baixo carbono e à agricultura familiar. Combate ao garimpo ilegal.
4. Construção de creches. Aumento dos recursos da merenda escolar. Implantação do ensino em tempo integral. Premiação em dinheiro para o estudante que completar o ensino médio. Criação de universidades. Expansão do ensino técnico. Formar mais professores e aumentar sua remuneração.
5. Fortalecimento do SUS, com investimento na vacinação e em telemedicina. Continuar os programas Farmácia Popular e Médicos pelo Brasil.
6. Investir no Minha Casa Minha Vida, atualmente denominado Casa Verde e Amarela. Universalizar o acesso à luz e à água. Estruturar um novo Programa de Aceleração do Crescimento.
7. Revogar as normas que facilitaram o acesso às armas de fogo. Equipar, treinar e remunerar melhor as polícias.
8. Investir em cultura e esportes.
9. Promover ações que garantam tratamento igualitário perante a lei às pessoas independente de etnia, gênero, orientação sexual, idade, credo, dentre outros.
10. Desenvolver a indústria nacional e garantir a autossuficiência de itens como respiradores, fertilizantes, diesel, gasolina, microprocessadores, satélites, aeronaves e plataformas de petróleo. Trazer a indústria brasileira para o século XXI.
11. Agricultura sustentável. Investir fortemente na Embrapa e no financiamento e assistência ao agronegócio. Estabelecer uma política de preços mínimos para os produtos agrícolas.
12. Superar o isolamento internacional e buscar reposicionar o Brasil como protagonista no mundo, investindo na integração regional e dialogar com Rússia, Índia, China e África do Sul (que, junto com o Brasil, são denominados com o acrônimo BRICS), além da África, União Europeia e Estados Unidos.
13. Preservar o estado democrático de direito e as instituições de estado do Brasil.

## Ministros
Embora ainda não tivesse oficializado as escolhas, Lula confirmou, em 1.º de dezembro, o advogado Fernando Haddad, ex-prefeito de São Paulo, ex-ministro da Educação e seu substituto na campanha eleitoral de 2018, para o cargo de Ministro da Fazenda, o diplomata Mauro Vieira no cargo de Ministro das Relações Exteriores, o ex-ministro do Tribunal de Contas da União José Múcio no cargo de Ministro da Defesa (sendo o primeiro civil a assumir a função desde Raul Jungmann) e o ex-governador do Maranhão, Flávio Dino, como Ministro da Justiça. Em 9 de dezembro, Rui Costa foi anunciado como o ministro-chefe da Casa Civil. No dia 29 de dezembro, Lula finalizou a lista dos ministérios, definindo 37 ministros ao todo.

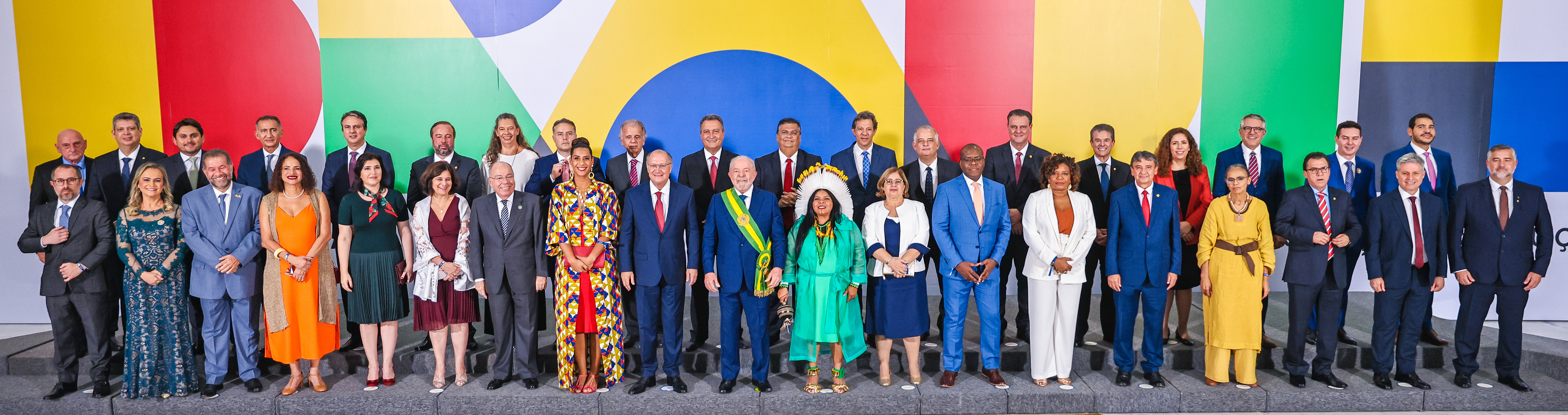
Lula e sua equipe ministerial em 1.º de janeiro de 2023, dia de sua posse.

### Mudanças ministeriais
A primeira mudança ministerial ocorreu em julho de 2023. Daniela Carneiro, após pedir desfiliação do União Brasil, foi substituída por Celso Sabino (UNIÃO-PA) na pasta do Turismo.
No dia 6 de setembro de 2023, foi feita a primeira reforma ministerial do governo, com fins de obter maior governabilidade. Lula substituiu Ana Moser pelo deputado André Fufuca (PP-BA) no Ministério do Esporte e Márcio França (PSB-SP) por Silvio Costa Filho, do Republicanos, no Ministério de Portos e Aeroportos. Márcio França assumiu o recém-criado Ministério das Micro e Pequenas Empresas.
Na quarta-feira do dia 31 de Janeiro de 2024, Lula exonerou oficialmente Flávio Dino do comando do ministério da Justiça, após tê-lo indicado ao cargo de ministro do Supremo Tribunal Federal (STF) na vaga deixada por Rosa Weber com sua aposentadoria compulsória. Para substituí-lo, foi nomeado Ricardo Levandowski, ex-membro da Suprema Corte, que deixou o colegiado no ano anterior, também por aposentadoria compulsória.
No dia 6 de setembro de 2024, o ministro dos Direitos Humanos, Silvio Almeida, foi exonerado do cargo após a divulgação de que a ONG Me Too Brasil recebeu denúncias de assédio sexual contra ele. Em 9 de setembro, o presidente anunciou que a deputada estadual mineira Macaé Evaristo (PT) ocupará a chefia do Ministério dos Direitos Humanos.

## Posse presidencial

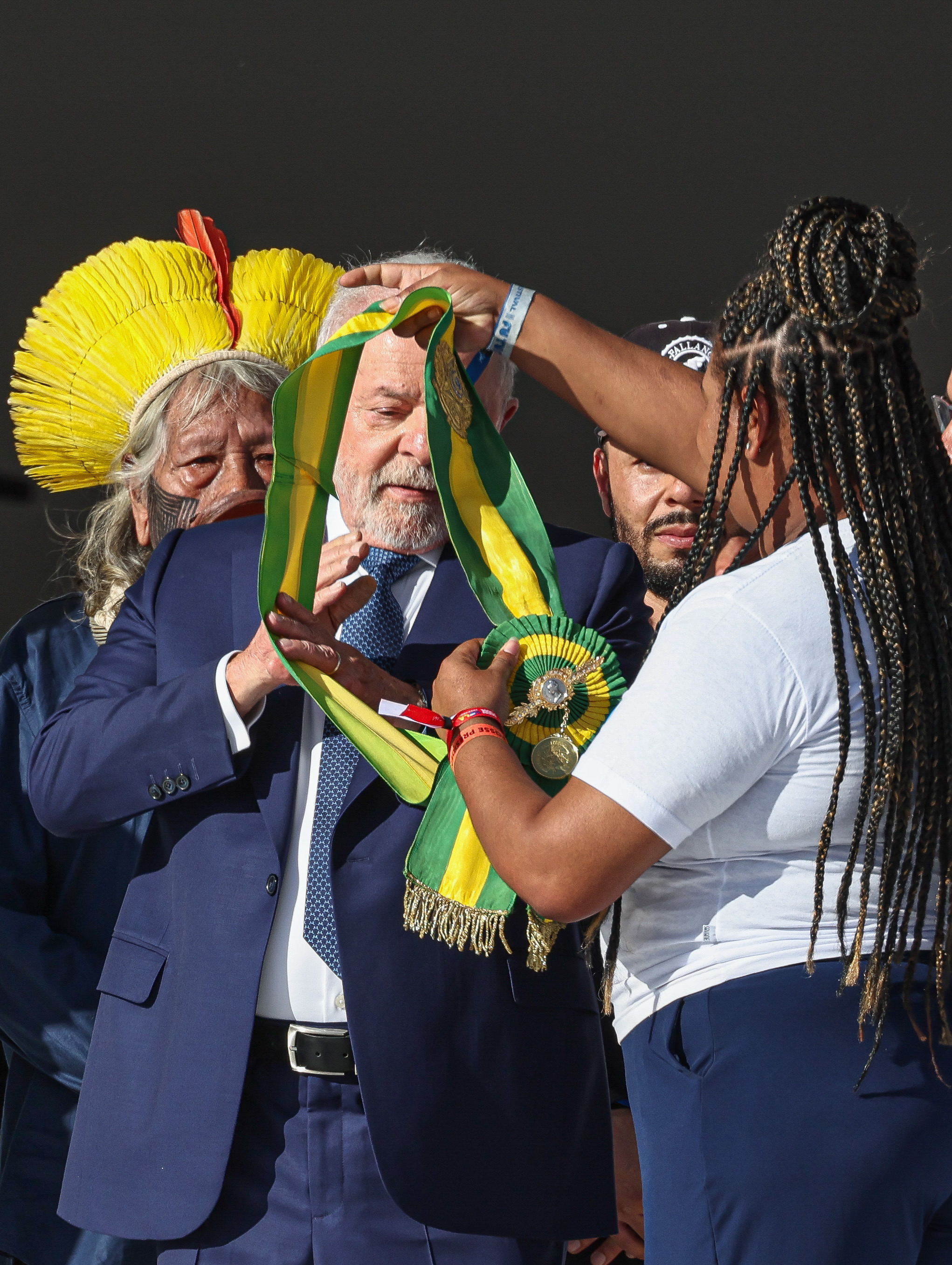
Presidente da República, Luiz Inácio Lula da Silva recebe a faixa presidencial da catadora Aline Souza.

Lula e Alckmin tomaram posse como 39.º presidente do Brasil e 26.º vice-presidente do Brasil, respectivamente, no dia 1º de janeiro de 2023, em cerimônia realizada no Congresso Nacional em Brasília, dando início ao segundo governo Lula (ou seu terceiro mandato). Aos 77 anos, Lula é o presidente mais velho a tomar posse no Brasil.

## Política interna

### Primeiras medidas
O governo Lula assinou uma série de decretos e atos normativos na sua primeira semana de governo, popularmente conhecido como uma "desbolsonarização" da União, com exonerações em massa de servidores do segundo escalão, e retirou empresas como Petrobras e Correios do processo de privatização.
No mesmo dia da posse, Lula assinou seus primeiros decretos, em um ato que ficou conhecido como "revogaço". Foram revogadas medidas do governo anterior envolvendo armas, meio ambiente e sigilo de dados. Na política de armas, Lula decretou, por exemplo, a "suspensão temporária da autorização para novos clubes de tiro". Quanto ao meio ambiente, foi revogado um decreto de Bolsonaro que foi visto como um incentivo à prática do garimpo ilegal. Segundo a ministra Marina Silva, outro "revogaço" está por vir. O fim do teto de gastos, atacado veementemente durante o discurso na Câmara, está previsto.
Criou também a Secretaria de Políticas Digitais, cujo objetivo é combater a desinformação, as fake news e discursos de ódio na internet, bem como estimular o pluralismo. Será subordinada à Secretaria de Comunicação Social (Secom).
O segundo dia de governo foi marcado por mais "revogaços", entre eles o processo de privatização de oito estatais, e a criação de escolas próprias para pessoas com deficiência. Foram também exonerados quase mil servidores públicos federais ligados, de alguma forma, ao governo anterior.
A lei 14.534/23, sancionada em 11 de janeiro pelo presidente Lula, estabelece o número do CPF como forma única e suficiente de identificação do cidadão nos sistemas de serviços públicos. O CPF deverá constar nos principais documentos emitidos por tais serviços, e os órgãos públicos não poderão exigir outros números (como o RG).
A lei 14.531/23, sancionada no mesmo dia, estabelece ações de apoio à saúde mental e prevenção ao suicídio de profissionais de segurança pública. A lei amplia e detalha o programa Pró-Vida, criado em 2018, que prevê estratégias de prevenção da "violência autoprovocada" em três níveis. A prevenção primária envolve conscientização e promoção do problema, a secundária inclui atendimento psicológico e organização de programas, e a terciária abrange medidas como tratamento e acompanhamento médico-psicológico para os policiais que já tentaram atentar com a própria vida.

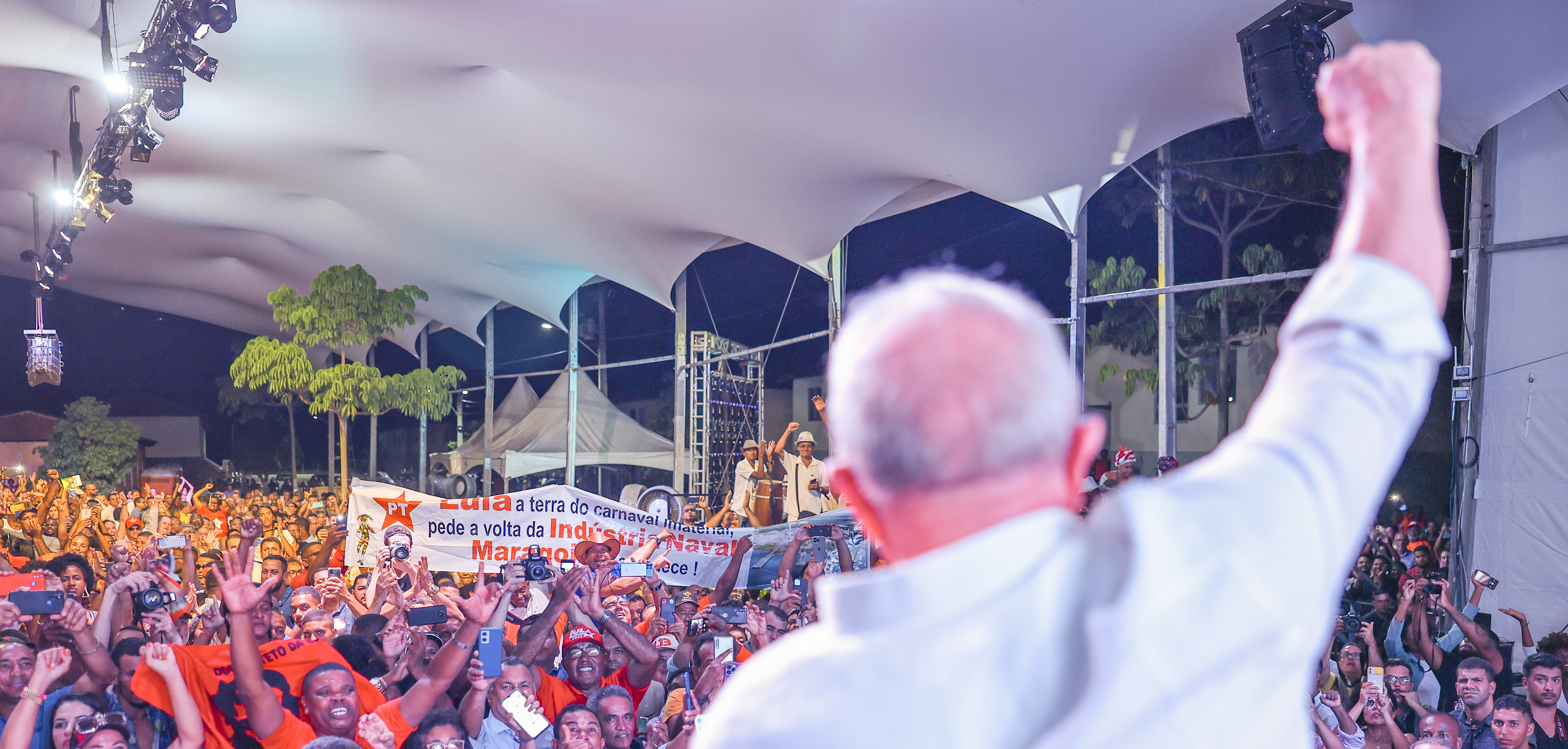
Lula durante lançamento do novo programa Minha Casa, Minha Vida em Santo Amaro, Bahia

No dia 17 de janeiro, Lula retirou o Brasil da Declaração do Consenso de Genebra sobre Saúde da Mulher e Fortalecimento da Mulher. Assinado por Bolsonaro em 2020, o documento afirmava que "não há direito internacional ao aborto nem qualquer obrigação internacional por parte dos Estados de financiar ou facilitar o aborto". O documento, que também apoia famílias formadas por cônjuges heterossexuais, foi assinado por países como Arábia Saudita, Egito, Indonésia, Estados Unidos, totalizando 31 países.
Em 16 de fevereiro, Lula retomou a política de valorização real (acima da inflação) do salário mínimo, a qual havia sido implementada nas suas gestões anteriores (2003 a 2010) e nas de Dilma Rousseff (2011 a 2016), e abandonada nos governos Temer e Bolsonaro. Alguns economistas criticam políticas de aumento constante e contínuo do salário mínimo, ainda mais em caso de aumento acima da inflação, pois, segundo estes especialistas, caso o aumento de salário se dê acima do aumento da produtividade — o que é o caso brasileiro — podem ocorrer consequências negativas, como aumento do desemprego e da inflação, além de prejudicar as contas públicas, já que, no Brasil, o valor do salário mínimo serve de referência para o cálculo do valor dos benefícios previdenciários. O novo valor do salário mínimo, à época, passou a ser 1 320 reais, uma correção acima da inflação. Também houve aumento da isenção de Imposto de Renda para 2 640 reais, ante o valor anterior de 1 900 reais.
Em 10 de março, anunciou reajuste nos valores da merenda escolar do ensino público, após terem passado congelados há cinco anos. O aumento é de 39% e o valor é 5,5 bilhões no ano.

### Educação
Em fevereiro de 2023, o presidente Luiz Inácio Lula da Silva anunciou que o governo federal iria reajustar o valor de bolsas de estudo em doutorado, mestrado, graduação e pesquisas, em evento no Palácio do Planalto, no dia 16 de fevereiro.
Em abril de 2023, mediante forte pressão externa, o governo, por meio do Ministério da Educação, anunciou a suspensão do Novo Ensino Médio. Entretanto, não houve a revogação do projeto, que foi aprovado ainda no governo Temer.
Em 31 de julho de 2023, o governo sancionou o Programa Escola em Tempo Integral, projeto concebido pelo Ministério da Educação (MEC) e modificado pela Câmara dos Deputados.
No final de janeiro de 2025, o piso salarial dos professores foi aumentado em 6,27 por cento, sendo o valor de 4 867,77 reais. Além disso, os ministérios do Turismo e da Educação assinaram um acordo com o setor hoteleiro em que professores da rede pública e privada de ensino passam a ter direito a 15 por cento de desconto em hospedagem em todo o país que sejam associados à Associação Brasileira da Indústria de Hotéis (Abih Nacional).

#### Renegociação de dívidas do FIES
Em 6 de novembro de 2023, o ministro da educação Camilo Santana anunciou que pessoas com dívidas no Fundo de Financiamento ao Estudante do Ensino Superior (FIES) poderiam, agora, renegociá-las juntamente ao governo federal. A atitude assemelha-se ao programa Desenrola Brasil, também criado durante o governo Lula.

#### Expansão de IFs
O governo anunciou no dia 12 de março de 2024 a construção de 100 novos Institutos Federais de Educação, Ciência e Tecnologia em todas as unidades federativas do Brasil até 2026. Serão investidos 3,9 bilhões de reais nas obras, verba viabilizada por meio do Novo PAC. O governo estima a criação de 140 mil novas matrículas, a maioria em cursos técnicos integrados ao ensino médio. A região que receberá mais Institutos será o Nordeste, com 38 novas unidades planejadas, e o Estado que receberá o maior número de Institutos será São Paulo, com 12 novos unidades.
Em maio de 2024, professores de universidades e institutos federais exigindo reajuste salarial paralisaram aulas em 64 instituições de ensino que durou dois meses.

#### Programa Pé de Meia
No dia 16 de janeiro de 2024, o presidente Lula sancionou o programa "Pé-de-Meia", que prevê o pagamento de um incentivo financeiro mensal para os alunos de ensino médio, incentivando sua continuidade nos estudos até a conclusão do ensino básico. O programa visa conter a evasão ou abandono escolar, que haviam dobrado durante a pandemia, e terá como alvo alunos oriundos de famílias de baixa renda inscritas no CadÚnico, com renda familiar per capita de até 218 reais mensais. Entrando em vigor no dia 26 de janeiro de 2024, o valor do programa ficou em dois mil reais anuais, 200 reais na matrícula, mais 9 parcelas de 200 reais. De acordo com o Estadão, o custo anual do programa aos cofres públicos chegou a 12,5 bilhões, valor maior que a estimativa de 7,1 bi.

#### Mais Professores
Em janeiro de 2025, foi lançado o Mais Professores, com o objetivo de ampliar a participação de professores em regiões mais afastadas do centro do país. O programa deve conceder bolsas de 2 100 reais mensais a docentes com formação específica que atuarem em regiões com maior carência de profissionais, como nas áreas de física, matemática e biologia. O Mais Professores envolve ações integradas no fortalecimento da formação docente, incentivo do ingresso de professores no ensino público e valorização os profissionais do magistério. Será realizada a Prova Nacional Docente, que auxiliará estados, Distrito Federal e municípios nos processos de seleção e de ingresso no magistério e haverá o Bolsa Pé-de-Meia Licenciaturas com o intuito de fomentar o ingresso, a permanência e a conclusão nos cursos de licenciatura.

#### Estratégia Nacional de Escolas Conectadas
Em setembro de 2023, o governo lançou a Estratégia Nacional de Escolas Conectadas (ENEC). O programa é dividido em quatro principais eixos de conectividade: implantação de infraestrutura de rede de acesso à internet em alta velocidade; disponibilização de acesso à internet com velocidade adequada; instalação de redes Wi-Fi nas escolas; e fornecimento de energia elétrica. O ENEC receberá investimentos de 8,8 bilhões de reais, dos quais 6,5 bilhões de reais são provenientes do eixo "Inclusão Digital e Conectividade" do Novo PAC, por meio de quatros fontes: Leilão do 5G, Fundo de Universalização dos Serviços de Telecomunicações (Fust), Programa de Inovação Educação Conectada (PIEC) e Lei 14.172 de 2021.

### Ciência e tecnologia
Em fevereiro, Lula assinou uma medida para o aumento do valor para bolsas de pesquisa e declarou que "é proibido neste governo tratar [como] gasto dinheiro que vai para educação, dinheiro que vai para bolsa, dinheiro que vai para cuidar da saúde". Posteriormente, reestruturou o Conselho Nacional de Ciência e Tecnologia (CCT) e recompôs o Fundo Nacional de Desenvolvimento Científico e Tecnológico (FNDCT). A ministra da Ciência, Tecnologia e Inovação, Luciana Santos, afirmou que o investimento na área é prioridade do governo.

### Cultura
Em outubro de 2023, o Ministério da Cultura lançou o Programa Territórios da Cultura, por meio do qual deve ser implementada uma rede de espaços e equipamentos integrados de cultura em territórios periféricos dedicada à arte, educação, expressão corporal, educação cidadã, trabalho e renda.
Dentre as modalidades previstas no programa estão as Biblioteca-Parque, CEU da Cultura, MovCEU, além de reformas, adaptações e modernização de equipamentos culturais. O programa será executado em parceria com os estados, Distrito Federal e municípios e poderá ser executado com recursos do Fundo Nacional da Cultura (FNC) e da Política Nacional Aldir Blanc de Fomento à Cultura (PNAB), do Novo Programa de Aceleração do Crescimento (PAC), além de outras fontes.
Em julho de 2024, foi criado o Programa Retomada Cultural RS com o objetivo de fomentar políticas públicas para a recuperação do setor cultural do Rio Grande do Sul após a catástrofe natural que atingiu o estado.

### Direitos humanos

#### Direitos das mulheres
"[Estamos fazendo] o que faltou do governo anterior, quando optou pela destruição de políticas públicas, cortou recursos orçamentários essenciais e chegou a estimular de forma velada a violência contra mulher. Tenho a satisfação de dizer a vocês que finalmente o Brasil voltou. Voltou para combater a discriminação, o assédio, o estupro, o feminicídio e todas as formas de violência contra a mulher".

— Lula
Com intuito de garantir políticas que assegurem os direitos das mulheres, o governo Lula criou, em 8 de março, no Dia Internacional da Mulher, inúmeras ações e medidas para tal. Entre elas, está a criação do Programa de Proteção e Promoção da Dignidade Menstrual, o qual prevê a distribuição de absorventes pelo Sistema Único de Saúde (SUS) a pessoas em situação de vulnerabilidade, abaixo da linha da pobreza. O documento regulamenta a lei nº 14.214/2021, a qual havia sido vetada por Jair Bolsonaro em 2021. A previsão é de que 8 milhões de pessoas sejam beneficiadas pela iniciativa, com um investimento de 418 milhões de reais por ano, de acordo com o Ministério da Saúde.
Outra medida foi o Projeto de Lei de igualdade salarial, a qual exige que empresas sejam mais transparentes e fortaleça a fiscalização e o combate à discriminação salarial entre mulheres e homens. O projeto foi aprovado em 4 de maio. Houve, também, a criação de pacotes relacionados ao trabalho, saúde,educação, esporte, cultura, ciência, entre outros. Segundo a ministra da Mulheres, Cida Gonçalves, o pacote anunciado terá custo total de 956 milhões de reais, ante o valor de 43,28 milhões de reais reservado, em 2022, ao combate à violência contra mulher.

#### Direitos LGBT+
Em dezembro de 2023, o Ministério dos Direitos Humanos e Cidadania lançou dois programas voltados à proteção da comunidade LGBT+. O primeiro se trata do Programa Nacional de Fortalecimento das Casas de Acolhimento LGBTQIA+ (Programa Acolher+), que busca oferecer abrigo para a população LGBT+ efetivamente expulsa ou na iminência de ser expulsa de casa em virtude de LGBT-fobia. Por sua vez, a Estratégia Nacional de Enfrentamento à Violência contra Pessoas LGBTQIA+ visa, dentre outras coisas, à compilação de dados, fortalecimento de serviços de proteção, promoção, defesa de direitos e de políticas públicas voltadas a esse grupo.

#### Direitos dos povos indígenas
Assumindo o cargo de presidente, Lula emitiu em 1º de Janeiro de 2023 a medida provisória Nº1,154, que criou o Ministério dos Povos Indígenas, e renomeou a Fundação Nacional do Índio (FUNAI) para Fundação Nacional dos Povos Indígenas. A autoridade sobre esta fundação, vinculada pelo governo anterior ao Ministério da Agricultura e Pecuária, também foi transferida por esta medida para o Ministério dos Povos Indígenas, sob comando da ministra Sônia Guajajara. Joênia Wapichana assumiu a presidência da FUNAI, sendo a primeira mulher indígena a assumir o cargo.
No dia 3 de Janeiro de 2023, Joênia Wapichana anunciou a criação de diversos grupos de trabalhos para retomar as demarcações de terras indígenas que haviam sido paralisadas na gestão anterior, como são os casos da Terra Indígena Jeju e Areal (Pará), Tekoha Porã (São Paulo), Karugwá e Pyhaú (São Paulo), Ka’aguy Poty (Rio Grande do Sul), Cambirela (Santa Catarina), Passo Piraju/Nu Porã (Mato Grosso do Sul), a área reivindicada pelo povo Mukurin (Minas Gerais), além de constituir novos grupos para a Terra indígena Aranã Índio (Minas Gerais), Aranã Caboclo (Minas Gerais) e área reivindicada pelas etnias Cassupá e Salamãi em Rondônia.
A presidente da FUNAI também liderou a criação de uma força tarefa para lidar com a crise humanitária ianomâmi que havia começado durante a administração anterior, com a entrada de garimpeiros ilegais em terra protegida com a conivência da administração federal. Para lidar com esta crise, o ministério da saúde declarou em 20 de Janeiro de 2023 estado de emergência de saúde pública por conta das mortes de crianças de doenças curáveis e desnutrição. Entre 2019 a 2023, um total de 570 crianças Ianomâmi morreram por desnutrição, fome e contaminação por mercúrio. Lula acusou o antecessor Jair Bolsonaro de genocídio contra os Ianomâmi. Desde 2023, após alta na mortes de índigenas, o governo deixou de publicar boletins sobre a situação.
Em 2025, o governo havia homologado 13 Terras Indígenas: Arara do Rio Amônia (AC), Acapuri de Cima (AM), Rio Gregório (AC), Kariri-Xocó (AL), Uneiuxi (AM), Rio dos Índios (RS), Tremembé da Barra do Mundaí (CE) e Avá-Canoeiro (GO),  Aldeia Velha (BA), Cacique Fontoura (MT), Potiguara de Monte-Mor (PB), Morro dos Cavalos (SC) e Toldo Imbu (SC).

#### Igualdade racial
Em 21 de março, no Dia Nacional de Combate à Discriminação Racial, Lula assinou o pacote pela Igualdade Racial, composto por sete medidas, dentre as quais, está o programa Aquilomba Brasil e a meta de possuir, no mínimo, 30 por cento de negros em cargos e funções comissionadas. O presidente havia criado a Secretaria de Políticas de Promoção da Igualdade Racial em 2003, a qual, em seu terceiro mandato, transformou no Ministério da Igualdade Racial, chefiado pela jornalista Anielle Franco.
Em 21 de Dezembro de 2023, Lula sancionou o projeto de lei aprovado na câmara que tornou o Dia Nacional de Zumbi e da Consciência Negra em um feriado nacional.

### Economia

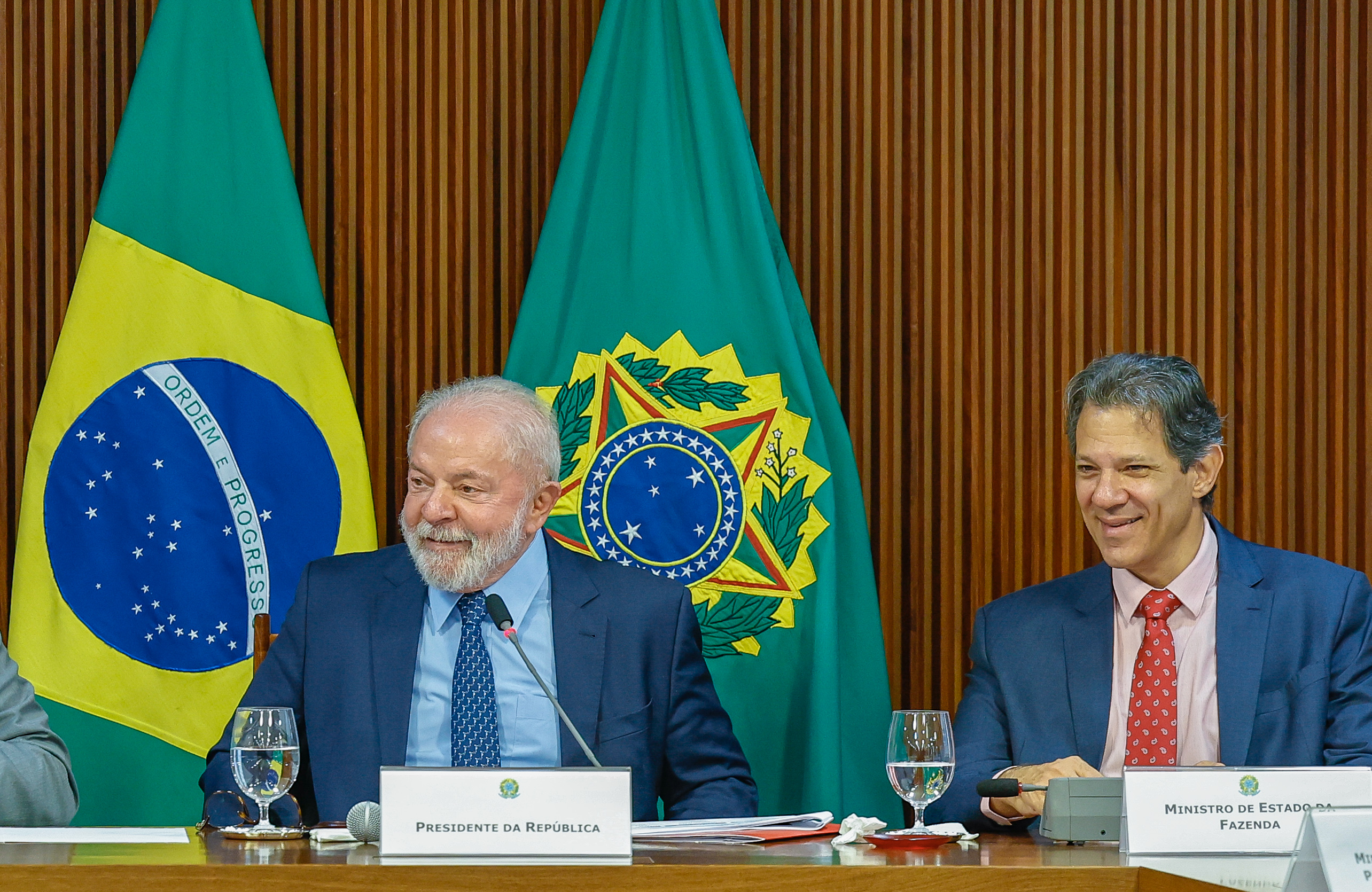
Lula em reunião ao lado do ministro da Fazenda, Fernando Haddad

Dentre as medidas do primeiro dia de governo, Lula assinou uma medida provisória prorrogando a desoneração dos combustíveis instituída por Bolsonaro em 2022. A desoneração de Bolsonaro foi considerada "demagógica" pelo ministro Fernando Haddad e "estelionato eleitoral" com "viés eleitoreiro", de acordo com análise de especialistas na área da economia, visto que ele a teria feito com intuito de buscar uma reeleição, mas sem encarar "o real problema dos preços dos combustíveis no país, que é a política de preços da Petrobras". Os tributos federais continuaram zerados para a gasolina e o etanol até o final de fevereiro, enquanto que a desoneração do gás natural, diesel e biodiesel durará até o final do ano. A prorrogação, com impacto estimado em 25 bilhões de reais, foi vista como uma derrota de Haddad e uma vitória da presidente do Partido dos Trabalhadores, Gleisi Hoffmann, preocupada com o impacto político que a elevação dos preços já no primeiro dia de governo causaria. Ao final de fevereiro, foi anunciada a reoneração da gasolina e do diesel, de forma gradual, e a taxação da exportação de petróleo cru, por 4 meses.  No início de 2024, o governo federal restabeleceu a tributação integral do PIS/Cofins sobre o diesel, de cerca de 35 centavos por litro.
Lula criticou duramente, no início do governo, o presidente do Banco Central, Roberto Campos Neto, pela manutenção da taxa básica de juros no patamar de 13,75% ao ano, e chegou a cogitar acabar, no futuro, com a autonomia da instituição. Os presidentes do Senado e da Câmara descartaram essa possibilidade. Segundo alguns analistas, estes ataques de Lula ao presidente do BC são "um tiro no próprio pé", já que minam a credibilidade da autoridade monetária (Banco Central), o que, consequentemente, aumenta as expectativas de inflação dos agentes econômicos, resultando em mais inflação na prática, além de aumentar os juros futuros, tendo efeito contrário ao pretendido. Campos Neto, buscando distensionar a relação com o Planalto, concedeu, em fevereiro, uma entrevista ao programa Roda Viva, da TV Cultura, na qual adotou tom apaziguador, evitando o confronto com o governo. Em pesquisa realizada com os agentes do mercado financeiro em março de 2023, 94% informaram não confiar em Lula, enquanto que 68% disseram confiar em Campos Neto. Ao longo do ano, com a intermediação de Haddad, a relação entre Lula e Campos Neto melhorou e os ataques pessoais feitos por autoridades petistas cessaram, limitando-se a criticar o ritmo de corte da taxa básica de juros, de 0,5% ao ano, a cada reunião do Copom. O IPCA de 2023, de 4,62%, ficou acima da meta de inflação, de 3,25%, mas ainda dentro do intervalo de tolerância.
Haddad anunciou, em março de 2023, que foi firmado acordo com os estados e o Distrito Federal para compensação da perda de arrecadação decorrente da modificação, feita em 2022, dos critérios para cobrança do ICMS sobre combustíveis, energia elétrica, comunicações e transportes. Serão repassados 26,9 bilhões de reais, até 2026, mediante abatimento das dívidas dos entes federativos com a União.
O Ministério da Previdência Social, por meio do Conselho Nacional de Previdência Social, determinou a redução da taxa máxima de juros mensal dos empréstimos consignados em benefícios pagos pelo Instituto Nacional do Seguro Social, de 2,14% para 1,70% ao mês. A medida, que não contou com a aprovação da Fazenda nem da Casa Civil, fez quase todas instituições financeiras deixarem de oferecer essa linha de crédito, por a considerarem, agora, economicamente inviável.
Em dezembro de 2023, o FMI projetou que o Brasil voltaria a ser uma das dez maiores economias do mundo ao final do ano; o país havia saído do ranking entre os anos de 2019 e 2022, quando caiu para a 13.ª colocação. O ano encerrou com déficit primário de 230 bilhões de reais, o segundo pior da história, atrás apenas de 2020, ano da pandemia de COVID-19. Segundo Haddad, o resultado foi majorado, em parte, pela decisão de imediato pagamento, mediante crédito extraordinário, do estoque de precatórios não pagos durante o Governo Bolsonaro, no valor de 92 bilhões de reais, em decorrência da Emenda Constitucional nº 113/21.
Também ao final de 2023, a balança comercial brasileira marcou o maior superávit da série histórica, com 98 bilhões de dólares, um salto significativo em relação ao superávit de 2022, de 61 bilhões de dólares, que era o recorde anterior. Este aumento foi sustentado pelo aumento de 1,7% nas exportações e pela queda de 11,7% nas importações, decorrente do recuo de 8,8% no preço dos itens importados, como adubos e fertilizantes, cujo preço diminuiu 44,9% na comparação com 2022. A balança corrente apresentou déficit de 28 bilhões de dólares em 2023 e o investimento direto no país somou 62 bilhões de dólares. Além disso, no dia 14 de dezembro de 2023, o Ibovespa, da B3, terminou a sessão acima dos 130 mil pontos e atingiu o maior patamar de fechamento da história até então, quando novamente bateu outro recorde em agosto de 2024, com mais de 136 mil pontos.
Antes do recesso, Lula assinou um decreto que aumenta o salário mínimo do valor de 1 320 reais a 1 412 reais. A medida passou a ser válida no dia 1 de janeiro de 2024. Tal ação é fruto da política de valorização do salário mínimo idealizada pelo presidente em sua campanha eleitoral de 2022 e no início do seu mandato. O ano de 2023 encerrou com queda no desemprego, que caiu para 7,8%, a menor taxa desde 2014, e com o PIB 3,2% de crescimento. A alta decorreu, especialmente, da agropecuária, responsável por 30% do crescimento, e em particular pela colheita da soja na região Centro-Sul do país. Houve crescimento, em todo país, do setor de serviços e do mercado de trabalho. Os gastos governamentais cresceram acima da inflação, em decorrência do espaço fiscal de 145 bilhões de reais aberto pela PEC da transição. O crescimento superou o primeiro ano dos governos Bolsonaro, Temer, Dilma 2, Lula 1 e FHC 2, sendo inferior somente ao primeiro ano dos governos Dilma 1, Lula 2 e FHC 1. O ano de 2024 encerrou apresentando queda no desemprego, tendo caído para 6,2% e atingido o menor patamar anual da série histórica iniciada em 2012, e com a balança comercial de 74,6 bilhões de dólares em 2024, apresentando o segundo melhor resultado da história, atrás apenas do ano anterior.
Em fevereiro de 2024, dando continuidade ao aumento da isenção de Imposto de Renda, Lula editou medida provisória que isenta do pagamento de quem recebe até 2 824 reais — equivalente a dois salários mínimos por mês. Seguindo a tendência global de desvalorização, o real, dentre as vinte moedas mais negociadas no mundo, foi a que mais se desvalorizou em 2024 em relação ao dólar, perdendo 21,82% de seu valor. No entanto, em janeiro de 2025, apresentou recuperação com um aumento de 6,41%, tornando-se a moeda que mais se valorizou no cenário mundial. O valor do salário mínimo subiu para 1 518 reais em janeiro de 2025.
No dia 12 de março de 2025, Lula anunciou um novo programa de crédito consignado privado, batizado de "Crédito do Trabalhador". Empregados com carteira assinada terão crédito com empréstimo em folha sem necessidade de convênio entre empresas e bancos. A linha de crédito é destinada a todos os empregados com carteira assinada, um universo de 47 milhões de pessoas, além de microempreendedores individuais (MEI). O novo modelo entrará em operação a partir de 21 de março, mas só para novos contratos.

#### Isenção de imposto de renda
Como parte da promessa de campanha de isentar do Imposto de Renda os cidadãos com renda mensal de até cinco mil reais, Lula iniciou seu mandato elevando a faixa de isenção de 1 900 para 2 640 reais. No início de 2024, o valor foi ampliado para 2 824 e, em 2025, chegou a 3 036 reais, equivalente a dois salários mínimos. Ainda em 2025, a Câmara aprovou o projeto de campanha do governo de isenção para 5 mil reais.

#### Novo arcabouço fiscal
Em razão do dispositivo incluído na "PEC da Transição", o governo precisava encaminhar ao Congresso Nacional um novo arcabouço fiscal para substituir a regra do teto de gastos. Em agosto de 2023, o novo regime fiscal entrou em vigor, estabelecendo um piso e um teto para o crescimento real das despesas fiscais de 0,6% e 2,5%, respectivamente. Os investimentos passam a ter um piso mínimo de correção ao nível da inflação. Além disso, o crescimento dos gastos fiscais limita-se a 70% do crescimento real das receitas governamentais do ano anterior. O novo arcabouço determina a aplicação de gatilhos graduais de contenção de gastos caso o governo não consiga sistematicamente cumprir as metas fiscais.
Com a aprovação, o governo dizia esperar conseguir zerar o déficit primário em 2024 e obter superávits de 0,5% e 1% do PIB em 2025 e 2026, respectivamente. A expectativa era vista com ceticismo não apenas pelo mercado, mas também por integrantes do próprio governo e por parlamentares, e o próprio presidente já verbalizou que dificilmente a meta de 2024 será atingida, defendendo a expansão dos gastos em obras públicas, ainda que à custa da ampliação do endividamento.
Ao longo de 2024, com a economia e a inflação crescendo acima do previsto inicialmente, passou a haver incerteza sobre as finanças governamentais para os anos seguintes, visto que, embora o arcabouço tenha limitado o crescimento total das despesas federais a 2,5% acima da inflação, várias despesas possuíam indexador próprio, vinculado ao crescimento da economia, o que tornaria inviável o cumprimento da meta de superávit primário e a contenção do nível de endividamento público. Como consequência da incerteza e após o anúncio da isenção do Imposto de Renda para quem ganha salário até 5 mil reais mensais, o dólar subiu e atingiu a cotação recorde de 6,26 reais em 18 de dezembro de 2024, levando o Banco Central a vender, em um único mês, em torno de 5% da reserva brasileira em moeda estrangeira, para atenuar a subida da moeda americana. Além do câmbio, o Tesouro Nacional teve problemas para rolar a dívida pública brasileira, pois os credores passaram a exigir taxas reais acima de 8% ao ano para emprestar dinheiro ao governo brasileiro, algo que não ocorria desde a crise de 2008. Posteriormente, no final do mês de janeiro, o dólar caiu para 5,83 reais.
Para tentar sinalizar o compromisso do Governo Federal com a higidez das finanças públicas, Haddad anunciou um pacote de ajuste fiscal que incluía a restrição ao pagamento de supersalários, o estabelecimento de critérios mais rígidos para concessão do BPC-LOAS, mudança na previdência dos militares federais e a limitação de todas despesas federais indexadas (como o reajuste do salário mínimo) ao teto de crescimento do novo arcabouço fiscal. De acordo com a estimativa do governo, o pacote implicaria na economia de 70 bilhões de reais em 2025 e 2026. O governo conseguiu aprovar parte das medidas, porém não evitou sua desidratação, que resultou na manutenção do BPC-LOAS com os critérios atuais e na continuidade das atuais regras para pagamento de verbas além do teto constitucional, até a regulação por lei ainda em tramitação. A proposta de reforma na previdência dos militares, que elevaria, a partir de 2032, a idade mínima para aposentadoria, não avançou na Câmara dos Deputados.

#### Programa Desenrola Brasil
Em julho de 2023, o Ministério da Fazenda lançou a primeira fase do Programa Emergencial de Renegociação de Dívidas de Pessoas Físicas Inadimplentes (conhecido como "Desenrola Brasil"), que foi dividido em duas fases. Em outubro do mesmo ano, a segunda fase, em que dívidas não-bancárias foram renegociadas, foi lançada.
O programa visa a renegociação de dívidas de natureza privada de pessoas físicas inscritas em cadastro de inadimplentes, bem como a redução do endividamento e facilitação de acesso ao mercado de crédito pelas mesmas. O programa é composto por quatro participantes: o governo federal, os devedores, os credores (instituições financeiras, serviços de utilidade pública, empresas varejistas, prestadores de serviços em geral, incluindo microempreendedores individuais e empresas de pequeno porte), e agentes financeiros, como bancos. Em outubro, 81% dos brasileiros endividados aprovaram as medidas.

#### Reforma tributária
Entre seus principais pontos estão a isenção de impostos sobre a cesta básica, a criação do IVA (Imposto sobre Valor Agregado), e a criação do “imposto seletivo”, ou imposto do pecado (imposto sobre itens prejudiciais à saúde e ao meio ambiente). Também ficarão isentos de cobrança do IVA medicamentos, produtos hortícolas, dispositivos médicos, entre outros bens e tributos, enquanto outros produtos como lanchas, jatinhos e iates passarão a ser suscetíveis a cobranças de IPVA. A reforma também cria uma tributação progressiva sobre heranças.
O congresso nacional promulgou a reforma no dia 20 de dezembro de 2023, em uma sessão solene onde participaram os três chefes dos poderes da república, assim como os ministros Fernando Haddad, do ministério da fazenda, e Simone Tebet, do ministério do planejamento.
Após a aprovação da reforma, a agência de classificação de risco S&P Global Ratings elevou a nota de crédito do Brasil e destacou "melhores perspectivas de crescimento econômico".
Em dezembro de 2024, foi aprovado pelo Senado Federal a regulamentação da reforma tributária enviada pelo Ministério da Fazenda, com o Imposto sobre valor agregado, ou IVA, valendo a partir de 2033, sendo este de 28%, maior que a média de países da OCDE que é de 15%. Atualmente o maior imposto sobre valor acrescentado (IVA) do mundo é da Hungria de 27%.

#### Taxação dee-commerce
Nos primeiros dias do governo Lula, através da Receita Federal e do ministro Fernando Haddad, anunciou-se que o governo removeria a isenção de impostos em compras internacionais que custassem até 50 dólares, entre pessoas físicas. Segundo membros do governo, algumas empresas de e-commerce estariam passando-se por pessoas físicas a fim de não pagar a tributação, que não cobre negócios entre pessoas jurídicas ou entre uma pessoa jurídica e uma pessoa física. Tal medida sofreu forte repercussão negativa, visto que a atitude significaria, na prática, um aumento dos valores das compras, já que o comprador precisaria pagar o valor do produto mais a tributação prevista. No desenrolar da situação, o governo recuou e manteve a lei atual.
Apesar da repercussão negativa, o governo implementou, em agosto de 2023, o programa Remessa Conforme, que isenta do imposto de importação as compras internacionais no valor de até 50 dólares nas lojas cadastradas na Receita Federal, exigindo apenas o pagamento do ICMS, com alíquota de 17%, calculado sobre o preço da mercadoria, o frete e o próprio ICMS (cálculo "por dentro"). Para as compras acima de 50 dólares é exigido o imposto de importação, com alíquota de 60% e aplicação subsequente do ICMS de 17%, perfazendo uma tributação efetiva de 92% sobre as compras internacionais.
Embora a adesão ao Remessa Conforme não seja obrigatória, as mercadorias enviadas por empresas não participantes passam por uma avaliação mais criteriosa, enquanto as do Remessa Conforme são liberadas rapidamente.

#### Recuperação Judicial de empresas
De acordo com a Revista VEJA, o Brasil registrou, em 2024, o número de 2.273 pedidos de recuperação judicial solicitados por empresas. É o maior índice contabilizado desde o início da série histórica, segundo o Indicador de Falência e Recuperação Judicial da Serasa Experian.
O número de empresas inadimplentes, e os pedidos de recuperação judicial, tiveram aumento em 2025, segundo pesquisa da Federação do Comércio de Bens, Serviços e Turismo do Estado de São Paulo (FecomercioSP).

#### Resultado das Estatais
Segundo o Banco Central (Bacen), as contas das estatais federais fecharam o ano com prejuízos de 6,7 bilhões de reais, o maior rombo em 23 anos. Foi o maior rombo desde a série histórica. Entram nesse cálculo empresas do governo como Correios, a Emgepron, Hemobrás, Casa da Moeda, Infraero, Serpro, Dataprev e Emgea. Em 4 de julho de 2025, o então presidente dos Correios, Fabiano Silva, pediu demissão.

### Meio ambiente
Logo após ter vencido as eleições de 2022, Lula foi convidado, em 1.º de novembro, a participar da Conferência das Nações Unidas sobre as Mudanças Climáticas (COP27), no Egito. O convite do presidente egípcio despertou esperanças entre ativistas climáticos e funcionários de organizações internacionais de que o Brasil fortaleceria suas políticas ambientais. Lula aceitou o convite e, ao participar da COP27, prometeu lutar para zerar o desmatamento na Amazônia e a degradação em outros biomas. Ele também prometeu a realização de uma Conferências das Nações Unidas sobre as Mudanças Climáticas na Amazônia. A participação de Lula foi elogiada pela mídia internacional. O francês Les Échos afirmou que ele era "esperado como estrela no Egito", enquanto o The New York Times destacou que a chegada dele eletrizou a COP 27. Posteriormente, o presidente anunciou que o Brasil estava fazendo uma candidatura oficial para Belém sediar a COP 30, o que foi, posteriormente, aprovado.
Em 4 de janeiro de 2023, anunciou-se que o país buscava uma cúpula amazônica entre membros da Organização do Tratado de Cooperação Amazônica (OTCA) e outros não membros, o que teria sido bem recebido pelos países da OTCA. Em 26 de janeiro, Lula convidou o presidente francês, Emmanuel Macron, para participar da cúpula da OTCA devido à localização do departamento francês da Guiana Francesa na região amazônica.
De acordo com a ONG MapBiomas, em 2023, primeiro ano do governo, o desmatamento no Brasil caiu 11,6%. Foram derrubados 1 829 597 hectares de vegetação nativa em 2023, enquanto em 2022 haviam sido derrubados 2 069 695 hectares. Houve diminuição de quase 50% do desmatamento na Amazônia; porém, na comparação com 2022, o desmatamento no Cerrado aumentou 43%.
Em 2024, o Instituto Nacional de Pesquisas Espaciais, identificou um aumento de 100% no número de queimadas em relação ao mesmo período de 2023, sendo 50% desses incêndios registrados na Amazônia, e 32% no Cerrado. Em outubro de 2024, o MapBiomas e IPAM divulgaram que a área queimada foi 150% maior em relação a 2023, o equivalente ao tamanho do estado de Roraima, através do Monitor do Fogo do MapBiomas. Segundo o Monitoramento Atmosférico Copernicus (Cams), da União Européia, o Brasil bateu recorde de emissão de carbono, sendo liberadas 180 toneladas de megatoneladas de carbono na atmosfera, muito devido ao aumento de queimadas, colocando-o próximo ao registrado em 2007, quando o país bateu o record anterior, sendo os estados do Amazonas e Mato Grosso os maiores emissores. Marina Silva, Ministra do Meio Ambiente, afirmou que as ações do Governo Federal não podem ser isoladas, e sociedade deve se responsabilizar, defendendo também mais recursos públicos no combate as queimadas. Em outubro de 2024, um estudo da Universidade Federal de Minas Gerais mostrou que o desmatamento da Floresta Amazônica é um dos maiores problemas para a agricultura brasileira, pois altera os padrões de chuvas e aumenta as temperaturas, reduzindo a produtividade.
De acordo com o presidente do Ibama, Rodrigo Agostinho, "100% das queimadas no Brasil são ação humana" e se intensificou quando houve, em 2024, ações criminosas orquestradas por todo o estado de São Paulo e por todo o país, tendo vários suspeitos sido identificados e, consequentemente, presos e/ou multados; em outubro, o valor das multas aplicadas já somavam mais de 224 milhões de reais. Ainda naquele ano, foram instaurados 5 690 inquéritos policiais envolvendo casos ambientais e 1 322 pessoas foram indiciadas por crimes ambientais.
Após a suspensão da homologação de unidades de conservação no governo anterior, o governo Lula criou até 2024 seis novas unidades de conservação (Parque Nacional da Serra do Teixeira, Floresta Nacional de Parima, Reserva Extrativista de Filhos do Mangue, Reserva Extrativista Virandeua, Refúgio da Vida Silvestre do Sauim-de Coleira, Monumento Natural de São Desidério) e foram ampliadas as áreas de três (Reserva Extrativista Chocoaré-Mato Grosso, Estação Ecológica de Maracá e Parque Nacional do Viruá).

### Infraestrutura

#### Energia
O governo Lula, favorável à geração de energias renováveis, inaugurou, em 22 de março, o primeiro parque híbrido de energia renovável do país autorizado pela Agência Nacional de Energia Elétrica (Aneel): o Complexo Renovável Neoenergia – Parque Eólico Chafariz, o qual consiste em geração de energia eólica e solar renovável, localizado em Santa Luzia, Paraíba.
Em reunião com o Ministro de Minas Energia, Alexandre Silveira, o presidente mostrou apoio à universalização da energia elétrica derivada de fontes renováveis, à redução de custo do serviço, em especial, para a população mais carente do país. Também, foram discutidas metas para colocar o Brasil em posição principal global na geração de energia limpa, além do incentivo a transporte público mais sustentável.

#### Transportes
Por decisão do Ministério dos Portos e Aeroportos, em agosto de 2023 foram restringidos, a partir de 2024, os voos chegando e partindo do aeroporto Santos Dumont, que somente poderiam ocorrer com origem ou destino distante até 400 quilômetros, limitando, na prática, o aeroporto para voos entre o Rio de Janeiro e São Paulo e Belo Horizonte. A medida buscava desviar parte dos voos para o aeroporto do Galeão, administrado pela empresa RIOgaleão, controlada pelo Grupo Changi, de Singapura. Contudo, decisão foi revista em novembro, trocando a restrição de distância por restrição no volume de passageiros, que será limitado a 6,5 milhões por ano.
O governo pretende iniciar uma nova onda de investimento na expansão da malha ferroviária brasileira, sendo a estratégia aumentar os investimentos em linhas férreas conduzida pelo ministério do transporte. Dentro do Novo PAC, o governo pretende investir R$ 94,2 bilhões em 35 empreendimentos, sendo 55,1 bilhões de reais até 2026 e mais 39,1 bilhões nos anos seguintes. A maior parte será por meio da iniciativa privada. O foco, dessa vez, será o transporte de passageiros. O jornal Poder360 apurou que são 7 os projetos de trens para passageiros mais avançados, trechos de em médio 100km conectando munícipios e regiões metropolitanas. Dentre estes, o mais longo seria o que conecta Fortaleza com Sobral, no Ceará, um trecho de mais de 200 km. As demais seriam nos estados do Maranhão, Bahia, Rio de Janeiro, Paraná, Rio Grande do Sul e Distrito Federal. Atualmente, há somente duas linhas regulares de passageiros: entre Vitória e Belo Horizonte, e entre São Luís a Parauapebas. Ambas também servem para transporte de cargas. Para a construção destas linhas, o governo vê como essencial aproveitar a infraestrutura ferroviária já existente, orientada para o transporte de cargas, mas que estão subutilizadas ou em estado precário de manutenção.

#### Novo PAC

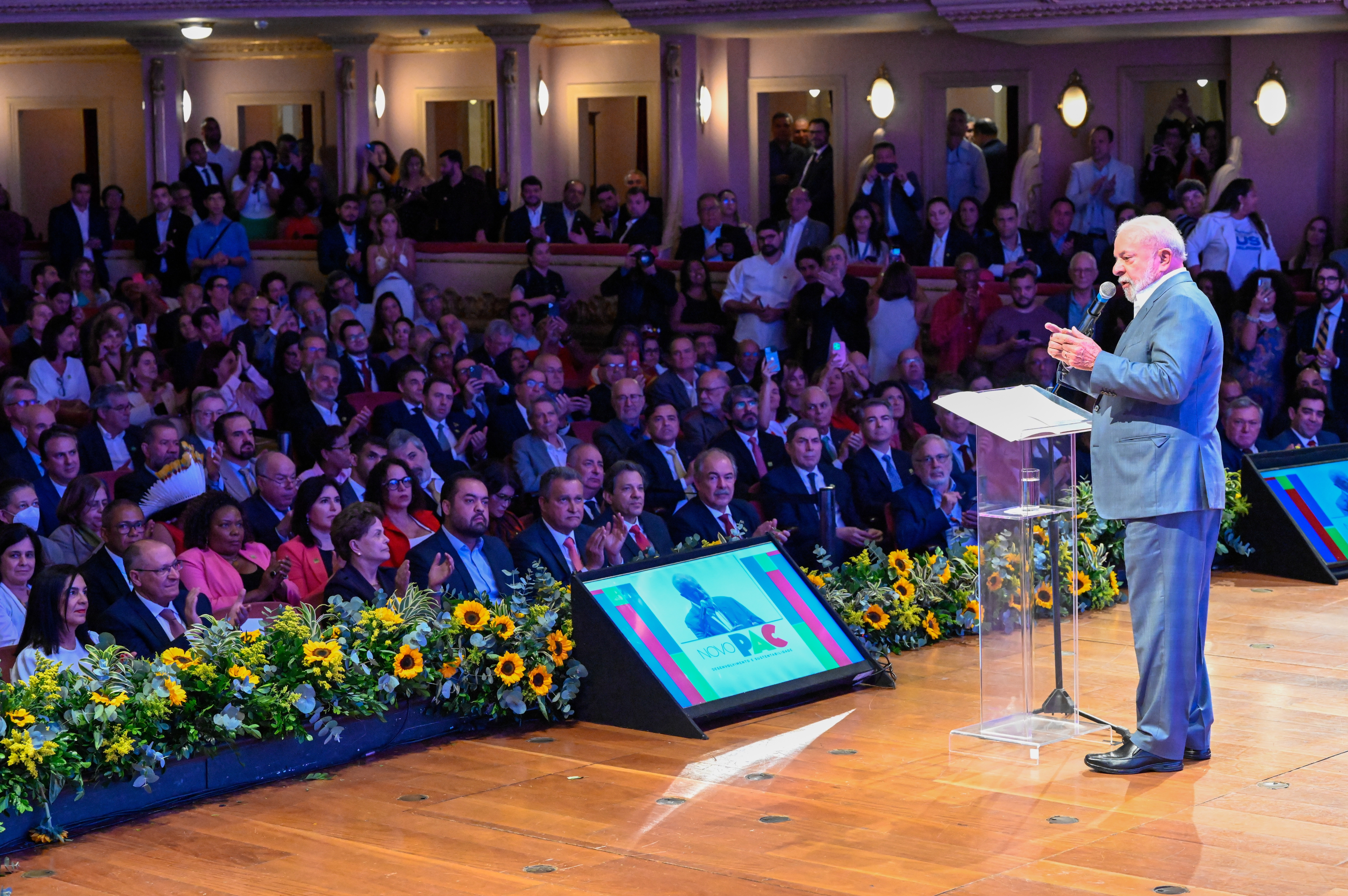
Presidente Luiz Inácio Lula da Silva durante o Lançamento do Novo PAC no Teatro Municipal do Rio de Janeiro.

No dia 3 de julho, o presidente Lula anunciou a terceira edição do Programa de Aceleração do Crescimento, ou PAC. A nova edição se concentraria, segundo o presidente, em obras na infraestrutura, com foco voltado para investimentos em ferrovias, portos, aeroportos, além de obras de cunho social, como Minha Casa, Minha Vida, Luz Para Todos e Água para Todos. O presidente ainda anunciou o início da construção da Ferrovia de Integração Oeste-Leste (FIOL) como primeira obra do programa, que ligará o sudoeste baiano a costa do sul da Bahia.
Lançado em 11 de agosto, o novo PAC tem como estimativa para investimento cerca de 60 bilhões anuais, concentrando-se em sete grandes áreas: transportes, infraestrutura urbana, água para todos, inclusão digital e conectividade, transição e segurança energética, infraestrutura social e defesa. Novo programa somará 1,68 trilhão em investimentos, com recursos divididos na seguinte forma: Orçamento Geral da União (OGU): 371 bilhões de reais, empresas estatais: 343 bilhões, financiamentos: 362 bilhões, e setor privado: 612 bilhões de reais.

### Saúde
Ao entrar em seu terceiro governo, Lula encontrou inúmeros desafios na área da saúde deixados, principalmente, pelo governo Bolsonaro, que realizou inúmeros cortes, sendo o orçamento de 149,9 bilhões de reais para 2023, o menor valor desde 2014. O SUS, por exemplo, em 2017, recebia 15,77% da receita corrente líquida; em 2019, o número caiu para 13,54%, apresentando, em três anos, uma perda de mais de 22,5 bilhões de reais. De acordo com o IBGE, houve desmonte deliberado do SUS nos governos Temer e Bolsonaro. Nesse período, ocorreu o desmantelamento do programa Mais Médicos, redução dos recursos para atendimentos na urgência e emergência, fechamento de inúmeras UPAs 24h em diferentes capitais do país, as quais não receberam mais recursos do governo federal. Outro setor que sofreu corte foi o Programa Farmácia Popular, que teve 60% de seus recursos interrompido em 2022.
No dia 20 de março, Lula e a ministra da Saúde, Nísia Trindade, anunciam a retomada do programa Mais Médicos, criado em 2013 com o propósito de expandir o número de profissionais de saúde em áreas menos desenvolvidas economicamente e no interior do país. O programa havia sido parcialmente substituído pelo Médicos pelo Brasil, de Bolsonaro, porém este não prosperou. O Mais Médicos deve priorizar profissionais brasileiros e, segundo Paulo Pimenta, ministro-chefe da Secretaria de Comunicação Social, aumentar o número de profissionais da saúde e melhorar o SUS, e completou: "O desmonte do programa, nos últimos anos, mostra o descaso que sofreu o SUS.
Em setembro de 2023, a atenção à pessoa com Transtorno do Espectro Autista (TEA) passou a constar na Política Nacional de Saúde da Pessoa com Deficiência (PNSPD).
A partir de janeiro de 2024, o Farmácia Popular passou a disponibilizar gratuitamente absorventes para estudantes da rede pública de baixa renda, pessoas em situação de rua ou em vulnerabilidade extrema, como parte do Programa de Proteção e Promoção da Saúde e Dignidade Menstrual.
Em fevereiro de 2025, o Ministério da Saúde anunciou a gratuidade sobre 41 medicamentos e itens, contra diabetes, asma, hipertensão, osteoporose, anticoncepção, colesterol alto, rinite, doença de Parkinson, glaucoma, rinite e incontinência, além de fraudas geriátricas e produtos para dignidade menstrual.

#### Dengue
Nove meses após a aprovação pela Anvisa, ocorrida em março de 2023, o Ministério da Saúde anunciou, em dezembro daquele ano, que o Brasil incluiria no programa nacional de imunizações, a partir de 2024, a vacina contra dengue desenvolvida pela farmacêutica Takeda. Contudo, a quantidade de doses inicialmente disponibilizada pelo SUS foi pequena, sendo destinada apenas a crianças e adolescentes entre 10 e 14 anos de idade, residentes em cerca de 10% dos municípios do país. A vacina pode ser aplicada pela rede privada desde a aprovação da Anvisa.
Em 2024, o número de mortos por dengue no país disparou (6 041), com uma elevação de 400% na comparação com 2023 (1 179), ultrapassando os óbitos por COVID-19 (5 960) daquele ano (2024). As mortes por dengue em 2024 superaram o total dos oito anos anteriores (4 992). A explosão dos casos de dengue fez com que deputados da oposição, do PL, apelidassem Lula de "presidengue" e compartilhassem dados falsos sobre a quantidade de mortes.

### Social

#### Combate à fome
Durante seus dois primeiros mandatos, Lula comprometeu-se em diminuir a fome, pobreza extrema e exclusão social. Ele criou programas de sucesso, como o Fome Zero, de acordo com a World Food Prize Foundation, que lhe agraciou com o Prêmio Mundial de Alimentação em 2011, em reconhecimento aos seus esforços no combate à fome. Em 2014, na gestão de Dilma, o Brasil havia saído do Mapa da Fome da ONU, porém voltou ao Mapa nos anos seguintes por falta de políticas públicas voltadas à área, segundo análises de especialistas.
No dia 28 de fevereiro de 2023, Lula reinstalou o Conselho Nacional de Segurança Alimentar e Nutricional (Consea), desativado por Bolsonaro em 2019. Em 22 de março, relançou o Programa de Aquisição de Alimentos (PAA), cujo objetivo é garantir a segurança alimentar e nutricional e incentivar a produção de alimentos da agricultura familiar.
De acordo com o Relatório das Nações Unidas sobre o Estado da Insegurança Alimentar Mundial, cerca de 15 milhões de pessoas deixaram de passar fome no Brasil em 2023 e a insegurança alimentar severa caiu 85%, passando de 17,2 milhões de brasileiros em estado de insegurança alimentar severa em 2022 para 2,5 milhões em 2023.
Em julho de 2025, O Brasil saiu novamente do Mapa da Fome, segundo relatório da ONU, e menos de 2,5% da população está em risco de subalimentação (situação em que uma pessoa consome, de forma habitual, menos calorias do que o necessário para manter uma vida ativa e saudável).

#### Bolsa Família
O Bolsa Família havia sido rebatizado pelo governo anterior como Auxílio Brasil. O atual governo resgatou a nomenclatura anterior, e passou a denominá-lo Bolsa Família novamente, preservando o valor mínimo de 600 reais que já vinha sendo pago e acrescentando, a partir de março de 2023, o valor de 150 reais por filho de até 6 anos de idade, conforme prometido na campanha eleitoral, o que elevou o valor médio por família para 670 reais.
Em julho de 2023, o governo federal anunciou que mais de 43 milhões de pessoas deixaram a linha de pobreza em junho, atribuindo a conquista em grande parte à reformulação do Bolsa Família, que agora possui o tíquete médio no valor de 705 reais, o maior da história do programa.
Ao longo do ano de 2023, o Cadastro Único, base de informações utilizada para definir as famílias elegíveis para o Bolsa Família, foi revisado e 1,7 milhão de famílias unipessoais foram excluídas. De acordo com o governo, membros de famílias beneficiadas pelo programa haviam se desmembrado e constituído, nominalmente, uma família independente, para poderem receber pagamento individual do benefício, aproveitando-se da característica declaratória do cadastro.

#### Moradias
Em 14 de fevereiro, o governo retomou, por medida provisória, a nomenclatura Minha Casa, Minha Vida para o programa criado em 2009, durante seu primeiro governo, e transformado por Bolsonaro em 2020, quando passou a ser denominado Programa Casa Verde e Amarela. A medida provisória também reestruturou o programa, com a proposta de atender famílias com renda mensal de até 8 mil reais, na zona urbana, e anual de até 96 mil reais, na zona rural. Com o intuito de diminuir o déficit habitacional, em setembro de 2023, foi publicada uma portaria que isentou beneficiários do Bolsa Família e do Benefício de Prestação Continuada de pagarem prestações de imóveis comprados no programa.

### Vistos
Buscando desfazer uma política de Bolsonaro — que, segundo o atual governo, tomou a decisão de "romper com o padrão da política migratória brasileira, historicamente alicerçada nos princípios da reciprocidade e da igualdade de tratamento" —, o governo determinou ao Itamaraty que voltasse a exigir visto para entrada de cidadãos da Austrália, Canadá, Estados Unidos e Japão no Brasil, tal qual esses países já fazem quando se trata de um cidadão brasileiro. A decisão foi tomada após consultas ao governo desses quatro países a respeito da possibilidade de também isentar os brasileiros de vistos, em respeito ao princípio da reciprocidade; princípio que o Ministério das Relações Exteriores já defendia desde 2017, quando posicionou-se contra a proposta do Ministério do Turismo sobre remover exigência de visto de maneira definitiva a esses países. A decisão do Itamaraty havia levado em conta, também, um decreto editado pelo então presidente Donald Trump, em janeiro de 2017, com intuito de complicar a concessão de visto a cidadãos de vários países, dentre os quais o Brasil estava incluso.
"O Brasil não concede isenção unilateral de vistos de visita, sem reciprocidade, a outros países. [...] Em atenção aos interesses dos cidadãos brasileiros, o governo brasileiro estará pronto a seguir negociando, com os quatro mencionados países, acordos de isenção de vistos em bases recíprocas." — Ministério das Relações Exteriores (Itamaraty).
A volta da cobrança de vistos foi recebida com críticas por algumas entidades ligadas ao setor de turismo e hotelaria. Para Feliciano Sá Guimarães, diretor do Centro Brasileiro de Relações Internacionais, a medida é um entrave ao desenvolvimento do turismo nacional e "uma vã defesa nacionalista retrógrada". Embora a Confederação Nacional do Turismo (Cntur) a "não viu com bons olhos", Wilson Luis Pinto, presidente executivo da entidade, declarou crer que o governo tomou uma medida calculada e que o país não deixará de ser uma opção para os viajantes estrangeiros. "Quem decidiu que quer vir para cá, vai vir". Luis Pinto também se mostrou favorável à proposta: "Eu, como brasileiro, não acho justo passar meses na fila, pagar uma taxa para ter um visto, e o americano poder comprar uma passagem e vir para o Brasil".
O governo avaliou que a retomada do visto teria baixo impacto no turismo e, segundo a Polícia Federal, apesar de, 2019, ter havido alguns picos de entrada de pessoas provenientes da América do Norte no Brasil após a isenção do visto, esse número não apresentou muita alta em comparação ao momento anterior à medida. Por outro lado, o número de turistas japoneses sofreu queda depois a isenção passou a valer. Além disso, será permitido que os cidadãos desses países usem o visto eletrônico, que vigorava antes da isenção unilateral.
O restabelecimento da exigência de visto para turistas dos referidos países, que originalmente ocorreria a partir de outubro de 2023, foi adiado inicialmente para janeiro de 2024 e depois para abril de 2024. Oficialmente, o governo declarou que a medida buscaria não prejudicar o turismo durante a alta temporada. Na realidade, o adiamento decorreu da incapacidade dos consulados locais em lidar com a nova demanda, inviabilizando que milhares de turistas americanos e canadenses conseguissem o visto a tempo de viajar para o Brasil.
Em 2024, o Brasil bateu o recorde histórico na entrada de turistas estrangeiros, com mais de 6,6 milhões de viajantes internacionais no país. Em 2025, o passaporte brasileiro posicionou-se na 16.ª colocação entre os 20 mais poderosos do mundo da consultoria norte-americana Henley & Partners, ao passo que o ranking internacional Passport Index o classificou na 11.ª.

### Servidores
O governo reajustou em 9%, a partir de maio de 2023, a remuneração dos servidores e empregados públicos civis do Poder Executivo Federal, com custo anual estimado em cerca de 14 bilhões de reais, e aumentou em 200 reais o auxílio-alimentação pago aos servidores e empregados ativos.
Os servidores dos demais poderes receberam reajuste em percentual superior (18%), escalonado em 3 parcelas, até 2025. O teto salarial do serviço público passou a ser de 41.650 reais a partir de abril de 2023, e será de 44.008 reais em fevereiro de 2024 e 46.366 reais em fevereiro de 2025.
O governo federal também criou 665 novos cargos em comissão, com remuneração de até 14 849 reais, e 1 578 funções comissionadas, com retribuição de até 8 909 reais. Os cargos em comissão não precisam ser ocupados por servidores de carreira, diferentemente das funções comissionadas, que somente podem ser ocupadas por quem já é servidor público e que somam à remuneração o valor da retribuição da função.
O Concurso Público Nacional Unificado (CPNU), também chamado de Concurso Nacional Unificado (CNU), é uma iniciativa do Ministério da Gestão e Inovação em Serviços Públicos (MGI) do Governo Federal do Brasil para centralizar e agilizar o processo de contratação de novos servidores públicos federais.

### Industrialização e Neoindustrialização

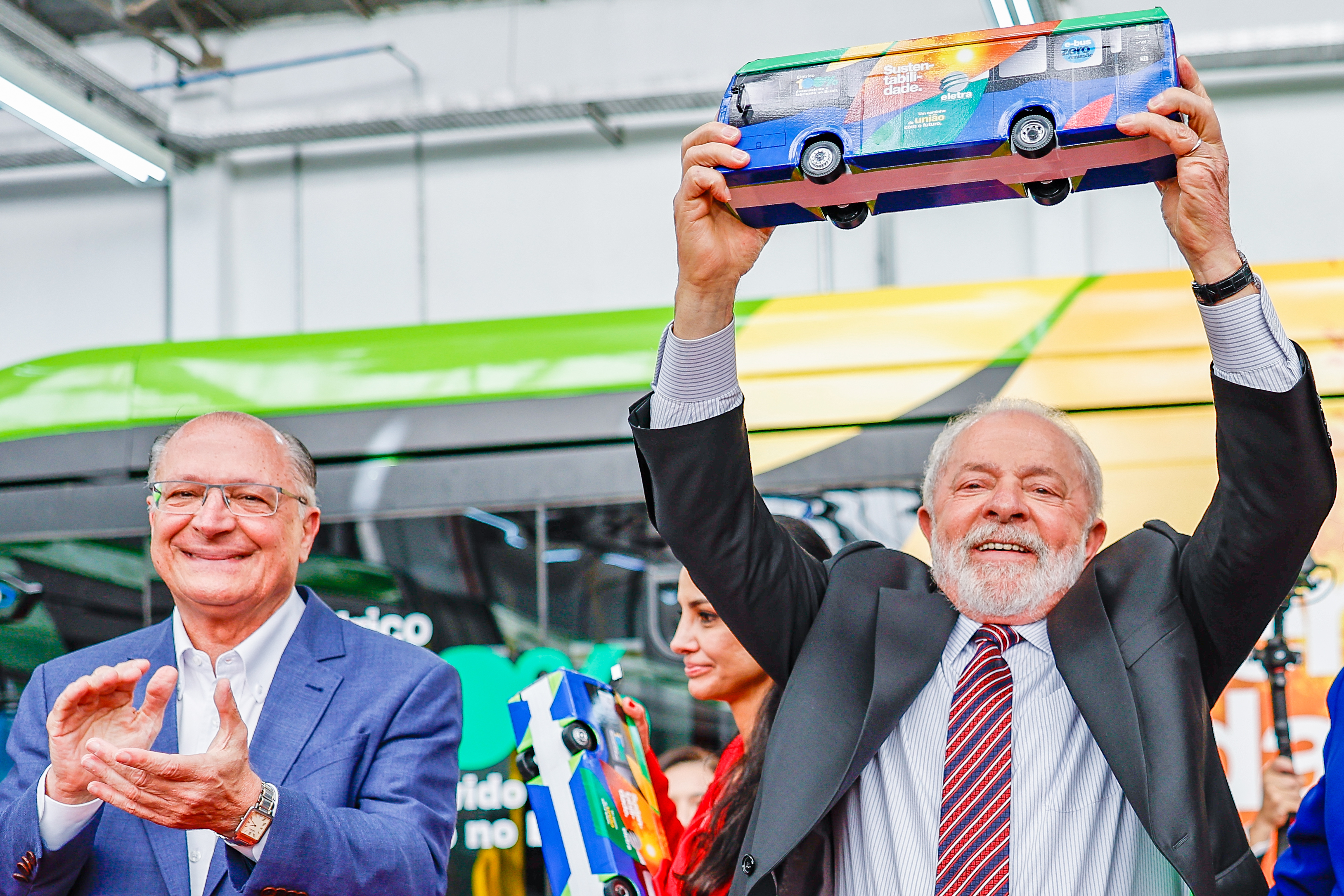
O vice-presidente Geraldo Alckmin e o presidente Lula da Silva na inauguração de uma fábrica de ônibus elétricos 100% nacional em São Bernardo do Campo, São Paulo, em junho de 2023

O governo defende um plano para reorganizar e reestruturar o funcionamento da indústria nacional, assim como fomentá-la: a chamada Neoindustrialização. Este plano reformula o processo de reindustrialização concebido para países em desenvolvimento a partir de uma lente focada no desenvolvimento de tecnologias e matriz energéticas sustentáveis, em prol da diversificação tecnológica e econômica sustentáveis. O plano pretende reverter a forte tendência de desindustrialização que o país vem enfrentando pós-1980. Apesar de representar apenas 23,9% do PIB, a indústria brasileira é a principal responsável brasileira pela exportação de bens e serviços, e do investimento empresarial em pesquisa e desenvolvimento, e é fundamental na construção de uma economia menos suscetível a flutuação de preços no mercado internacional.

#### Nova Indústria Brasil
O Nova Indústria Brasil é uma política industrial anunciada em janeiro de 2024 como plano elaborado para guiar a política industrial do país até o ano de 2033. O plano inclui a liberação até o ano de 2026 de 300 bilhões de reais para financiamentos direcionados a esta política de industrialização. Alckmin, Vice-presidente e ministro do Desenvolvimento, afirmou que com este crédito "a questão do financiamento para pesquisa e inovação está bem equacionada". O montante será gerido pelo Banco Nacional de Desenvolvimento Econômico e Social (BNDES), pela Financiadora de Estudos e Projetos (Finep) e pela Empresa Brasileira de Pesquisa e Inovação Industrial (Embrapii).
No dia 24 de janeiro de 2024, Lula reuniu-se com representantes de duas multinacionais fabricantes de automóveis: BYD e General Motors, os quais anunciaram investimentos de 3 e 7 bilhões de reais, respectivamente, no país. Ambas as empresas destacaram compromisso com a mobilidade sustentável, fomentação da economia local, maior produção de veículos sustentáveis a partir de energia limpa e o desenvolvimento de tecnologias para o mercado local. A chinesa, que pretende criar mais de 10 mil postos de trabalho, instalar-se-á em Camaçari, onde funcionava a antiga fábrica da Ford.
Em 22 de fevereiro, após encontro de Lula com o presidente-executivo global do grupo Hyundai, Eui-Sun Chung, este anunciou que a montadora pretende investir 1,1 bilhão de dólares no Brasil até 2032, com foco na produção de carros híbridos, elétricos e movidos a hidrogênio verde. Tal produção será convergente com o programa de Mobilidade Verde (Mover).
No dia 19 de abril, o Presidente Lula recebeu no Palácio do Planalto, o presidente da Honda, Arata Ichinose, o qual destacou que a Honda tem R$ 9 bilhões em estoque de investimentos no Brasil, considerando apenas o setor automotivo, que a companhia japonesa tem compromisso de completar sua transição para energias renováveis até 2050. O executivo acrescentou que será produzido no Brasil um novo modelo híbrido-flex de SUV, a ser lançado em 2025 e anunciou ao presidente Lula o novo ciclo de investimentos da Honda no Brasil de R$ 4,2 bilhões entre 2024 e 2030.

#### Programa mobilidade verde
Ao final de 2023, o presidente Lula assinou a MP que cria o programa nacional de Mobilidade Verde e Inovação (Mover). Esse programa tem como objetivo o incentivo da indústria nacional para o cumprimento de exigências sustentáveis direcionadas à indústria automobilística e energética. O novo programa promoverá a expansão de investimentos em eficiência energética, incluir limites mínimos de reciclagem na fabricação dos veículos e cobrar menos imposto de quem polui menos, criando o IPI Verde. O programa inclui a majoração do imposto de importação sobre carros elétricos importados, assim como de painéis de geração solar. A tributação destes produtos importados abrange os veículos elétricos (VE's) e híbridos, inclusive os híbridos do tipo plug-in, e financiará o programa Mover, que concede 19,3 bilhões em incentivo fiscal às montadoras nacionais que investirem em descarbonização no setor automotivo. De acordo com o governo, a elevação do tributo foi pensada como uma forma de incentivar o investimento na produção nacional de veículos elétricos e dar mais competitividade às fábricas instaladas no país, que têm condições de produzir e atender de forma gradativa a demanda nacional.
Falando sobre o programa, o vice-presidente Geraldo Alckmin disse que "o Mover vai ajudar o Brasil a cumprir seus compromissos com a descarbonização do planeta e com o enfrentamento às mudanças climáticas", e ainda adicionou que o programa está "alinhado ao nosso projeto de neoindustrialização, inovador, sustentável e exportador, e a outras medidas importantes do governo na direção de uma economia mais verde".

#### Investimento em refinarias
Como parte do processo de neoindustrialização, o governo Lula vê como central a nacionalização das refinarias de petróleo, privatizadas em gestões anteriores, para o financiamento da transição energética prevista pelo processo defendido. Privatizada em 2021, a Refinaria de Mataripe passou a pertencer à Mudbala, fundo de investimentos dos Emirados Árabes Unidos. A Petrobrás passou a negociar com o Mudbala a recompra da refinaria, negociando uma operação em parceria com o fundo de investimentos árabe para a operação de uma biorrefinaria.
Em medida mais controversa, as obras da Refinaria Abreu e Lima, da Petrobrás, envolvida na operação Lava-Jato, serão retomadas a partir de 2024. Atualmente, a refinaria produz 100 mil barris de petróleo por dia. A Petrobrás planeja investir 6 bilhões de reais na ampliação da capacidade, para refinar diariamente 260 mil barris de petróleo.

### Relação com Militares
Para combater tendências golpistas dentro das Forças Armadas, Lula adotou uma postura de conciliação e apaziguamento, rendendo-lhe críticas de seu próprio partido e aliados, que demandam correções mais rígidas e e combativas. Em março de 2024, ordenou que fosse cancelada uma demonstração pública que relembraria vítimas de perseguição da Ditadura Militar.

### Relação com o Congresso Nacional
Em 2025 a relação do governo e Congresso gerou um mal estar em razão do governo Lula anunciar em maio um decreto de aumento do Imposto sobre Operações Financeiras (IOF) com objetivo de arrecadar 61 bilhões de reais, sendo 20 bilhões em 2025 e 41 bilhões em 2026. Com forte rejeição de parlamentares e do setor empresarial o governo recuou parcialmente e em 11 de junho editou um novo decreto com arrecadação estimada em 30 bilhões. A medida foi anunciada pelo ministro dos Transportes Renan Filho.
Em junho de 2025, o Congresso Nacional por meio de votação derrubou o decreto, impedindo o aumento desse imposto.  Segundo o G1 foi uma derrota histórica do governo para o Congresso, a maior em número de votos, o que causou um mal estar na relação entre eles.
Posteriormente o governou ingressou com uma ação Ação Declaratória de Constitucionalidade (ADC) com aval da Advocacia-Geral da União (AGU), no Supremo Tribunal Federal (STF) para manter o decreto. Juristas divergiram sobre ação do governo contra derrubada do IOF. O relator da ação no Supremo foi o ministro Alexandre de Moraes que decidiu por suspender o decreto do governo e a votação do Congresso, voltando ao status quo, além de solicitar que o executivo e o legislativo justifiquem a razão da criação do decreto para aumento do IOF e derrubada pelo Congresso do mesmo decreto.
Diversas reações favoráveis e contrárias à derrubada do decreto ocorreram, com partido do presidente Lula incentivando influenciadores e a militância a aderirem uma guerra de versões contra o Congresso Nacional nas redes sociais. Na avaliação do ex-presidente do Banco Central (BC), Roberto Campos Neto, o IOF  não é um tributo para ricos e seu aumento pode encarecer toda a cadeia produtiva.
No dia 25 de junho de 2025, a Câmara dos Deputados aprovou, por 383 votos a favor e 98 contra, o projeto que derruba o decreto do governo federal que aumentava a alíquota do IOF. No Senado, a votação foi simbólica, quando não há necessidade de votar nominalmente.
Segundo a CNN Brasil, entre os votos favoráveis à derrubada da medida, 243 partiram de deputados pertencentes a partidos que integram a base do governo e comandam ministérios na Esplanada. Com isso, 63 por cento dos deputados de partidos com ministérios votaram contra o decreto do governo.
Dos 98 votos contrários à derrubada, 93 foram de deputados de siglas aliadas que têm ministérios. Apenas três partidos da base – PSOL, PCdoB e Rede – votaram de forma unificada com o governo, ou seja, todos os seus deputados votaram contra a derrubada do decreto.
Na votação que impediu o aumento do IOF, algumas das medidas foram mantidas pelo Congresso Nacional, dentre elas, o aumento da alíquota sobre bets, de 12% para 18% sobre a receita líquida (GGR), aumento da taxação dos juros sobre capital próprio (JCP), o aumento de zero para 5% na taxação dos títulos incentivados, como LCI, LCA, e o IR de 15% para 17,5% em aplicações financeiras.
No dia 4 de julho de 2025, o ministro do STF Alexandre de Moraes, determinou a suspensão dos atos do governo federal e do Congresso Nacional sobre o IOF e convocou uma audiência de conciliação entre os Poderes para discutir o tema. Moraes deu prazo de cinco dias para que Executivo e Legislativo expliquem os motivos para as decisões de aumentar e derrubar o reajuste do imposto. No dia 16 de julho, Moraes restaurou o aumento do IOF, com ressalva da retirada da vigência do "risco sacado", operação amplamente usada no varejo.

## Política externa

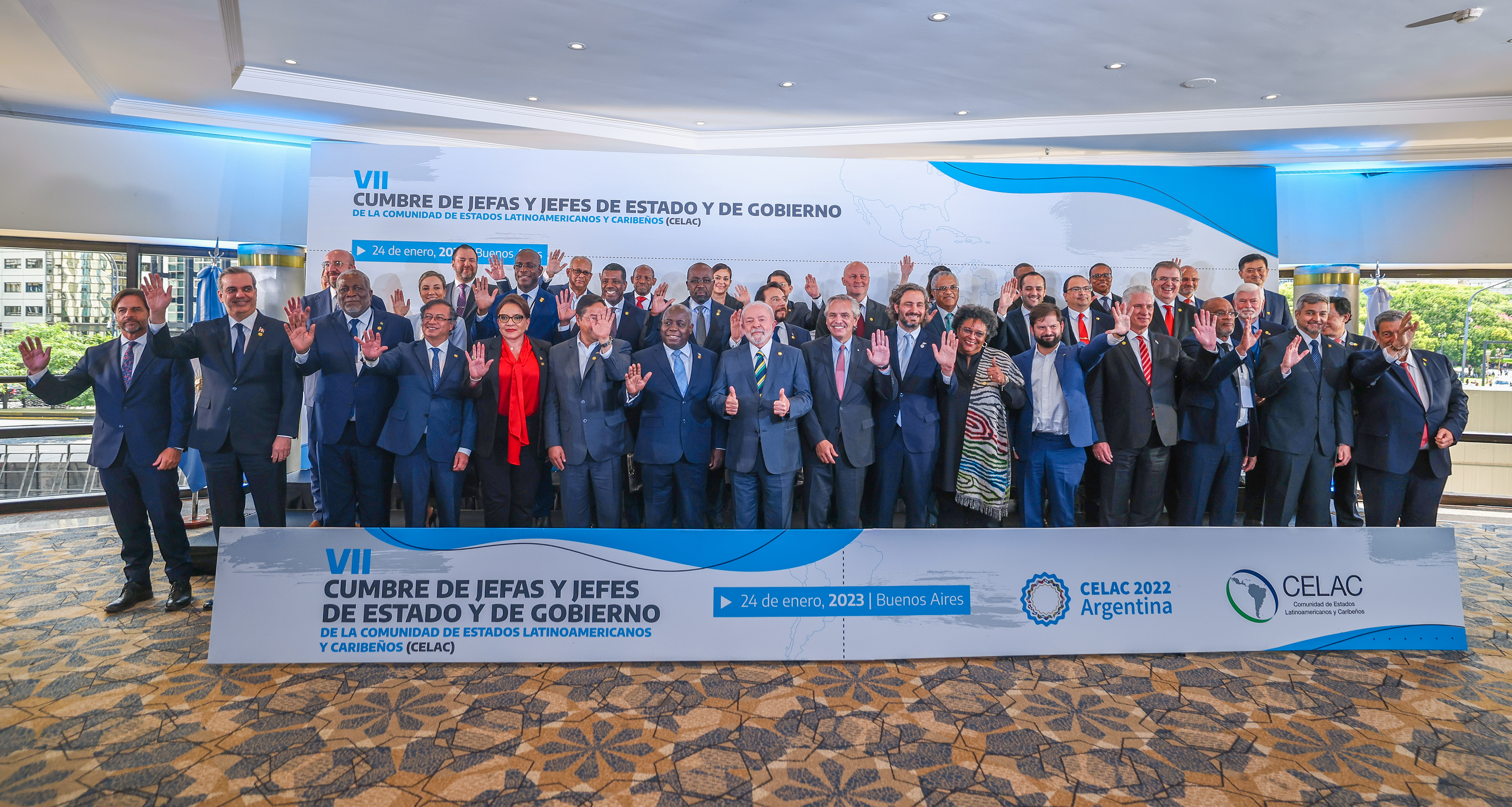
Lula e outros líderes latino-americanos na sétima Cúpula da Comunidade de Estados Latino-Americanos e Caribenhos em Buenos Aires, Argentina

Durante a campanha eleitoral de 2022 e após a posse, Lula afirmou que seu governo se concentrará consistentemente em "trazer o Brasil de volta ao cenário mundial", o que significa que o país buscará reconstruir os laços cortados ou danificados durante a presidência de Bolsonaro e expandir suas relações internacionais em todo o mundo. Em 9 de dezembro de 2022, Lula anunciou que havia escolhido o embaixador, diplomata e ex-chanceler Mauro Vieira para chefiar o Itamaraty. Com intuito de trazer mais participação feminina no cenário político, ele escolheu a embaixadora e diplomata Maria Laura da Rocha como Secretária-geral do Ministério das Relações Exteriores e Maria Luiza Ribeiro Viotti como embaixadora do Brasil nos Estados Unidos, ambas as primeiras mulheres a ocupar esses cargos. Espera-se também que mais mulheres sejam nomeadas para cargos de comando.
No período de dois meses (janeiro e fevereiro de 2023), o Ministro das Relações Exteriores, Mauro Vieira, havia feito mais de 50 reuniões bilaterais com representantes de outros países a fim de reposicionar o protagonismo do Brasil no cenário mundial. Diversas figuras internacionais mostraram contentamento com a volta do país na participação de temas de interesse global, tal como a vice-presidente executiva da Comissão Europeia, Margrethe Vestager; a ministra das Relações Exteriores da França, Catherine Colonna; o presidente francês, Emmanuel Macron; e o Presidente dos Estados Unidos da América, Joe Biden. Desse modo, o Brasil foi convidado a participar de várias reuniões e comitivas internacionais.

### Américas

#### Mercosul

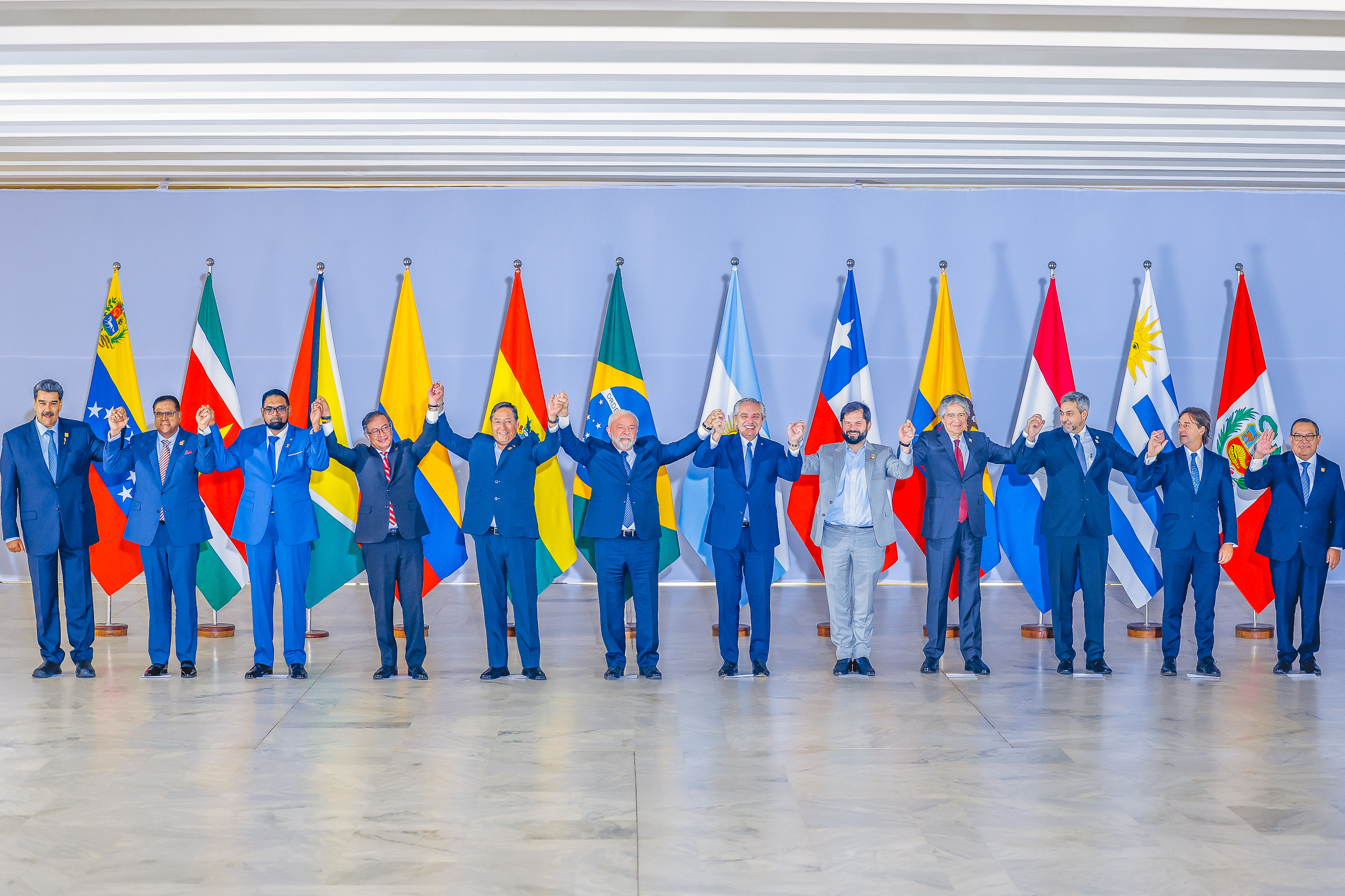
Lula e outros presidentes sul-americanos durante a Cúpula Sul-Americana de 2023 em maio de 2023, em Brasília

Após assumir a presidência, Lula fez sua primeira viagem ao exterior para Buenos Aires no dia 24 de janeiro, onde ocorreu a 7.ª Cúpula da CELAC, em que manifestou apoio à modernização da união aduaneira do Mercosul, anunciou que o Brasil retomaria as relações na América Latina e que o governo estaria disposto a voltar a financiar obras em países vizinhos através do BNDES, declarando: "Eu vou dizer para vocês uma coisa. O BNDES vai voltar a financiar as relações comerciais do Brasil e vai voltar a financiar projetos de engenharia para ajudar empresas brasileiras no exterior e para ajudar que os países vizinhos possam crescer e até vender o resultado desse enriquecimento para um país como o Brasil. O Brasil não pode ficar distante. O Brasil não pode se apequenar". Lula também defendeu a construção de um gasoduto entre Brasil e Argentina para transportar o gás de xisto extraído no campo de Vaca Muerta, ideia criticada por alguns especialistas ligados ao meio ambiente, e defendeu a criação de uma unidade de conta comum entre a Argentina e o Brasil, à qual outras nações sul-americanas também poderiam se unir para impulsionar a integração regional e evitar o domínio do dólar americano. O Ministro das Relações Exteriores, Mauro Vieira, anunciou o retorno do Brasil à Comunidade de Estados Latino-Americanos e Caribenhos (CELAC), o qual havia saído por decreto governo anterior.
No dia posterior, durante viagem ao Uruguai, Lula pediu a aprovação do acordo comercial Mercosul-União Europeia e um acordo comercial Mercosul-China. No mesmo dia, ele e o presidente uruguaio, Luis Lacalle Pou, conversaram sobre projetos de infraestrutura a serem desenvolvidos no Uruguai, incluindo uma administração conjunta uruguaio-brasileira do Aeroporto Internacional de Rivera.
Em 31 de janeiro, Lula mudou levemente seu posicionamento em relação à guerra na Ucrânia em comparação com seu período anterior à presidência. Declarou, desta vez, que a Rússia era a principal responsável pelo conflito com a Ucrânia. No entanto, manteve as críticas ao Presidente da Ucrânia, Volodymyr Zelensky, dizendo que ele estava se sentindo o "rei da cocada". Segundo ele, Zelensky teria parcela de culpa, pois, como afirmou Lula, "se um não quer, dois não brigam". Em 10 de fevereiro, em uma reunião com o presidente norte-americano Joe Biden, propôs a criação de um grupo de negociadores formado por países não envolvidos na guerra entre Rússia e Ucrânia, para buscar o fim do conflito.
No mesmo dia, afirmou que pretendia mudar a política externa relacionada à África, negligenciada no governo anterior, com o fechamento de vários postos diplomáticos no continente. Lula argumentou que o Brasil deveria manter uma boa relação com o continente africano devido a uma dívida cultural e histórica: "o Brasil deve muito de sua cultura ao continente africano."

#### Argentina
A primeira viagem feita como presidente do Brasil que Lula realizou foi para a Argentina, principal parceira comercial do Brasil na América do Sul. Durante a visita, Lula anunciou a normalização das relações do Brasil com seus vizinhos, extenuadas durante o governo anterior. Para este processo de normalização, Lula anunciou o retorno do financiamento de obras de infraestrutura para países vizinhos por meio do BNDES.
Em junho de 2023, durante visita a Brasília, o Presidente da Argentina, Alberto Fernández celebrou junto ao Presidente Lula os 200 anos de estabelecimento de relações diplomáticas entre Argentina e Brasil. Durante a cerimônia, Fernández recebeu a Ordem Nacional do Cruzeiro do Sul. Lula afirmou que Brasil e Argentina estavam investigando o desenvolvimento de um plano conjunto de desenvolvimento regional, assim como a criação de uma moeda regional voltada para trocas entre os dois países.

##### Eleições na Argentina
Em 2023, ocorreram as eleições presidenciais na Argentina para sucessão do peronista Alberto Fernández, amigo de Lula que, enquanto ainda era candidato, visitou-o na prisão. O Governo Lula apoiou abertamente o candidato governista Sergio Massa, derrotado no segundo turno pelo libertário Javier Milei, que, durante a campanha, referiu-se a Lula como "comunista" e "corrupto", afirmando que "por isso ele esteve preso".
O ministro da Secretaria de Comunicação Social, Paulo Pimenta, sugeriu que somente após Milei "ligar para se desculpar" é que haveria interlocução entre os mandatários. Dias após a vitória, Javier Milei, recuando-se, enviou uma carta ao presidente Lula, recebida por Mauro Vieira, na qual havia mudado o tom adotado durante a campanha eleitoral e o convidava para a posse presidencial. Lula, por sua vez, divulgou nas redes sociais uma mensagem protocolar na qual o nome do vencedor da eleição não foi citado, e não compareceu na cerimônia de posse; em seu lugar, enviou o chanceler Mauro Vieira.

#### Colômbia
Em julho de 2023, Lula e o presidente colombiano Gustavo Petro se encontraram na cidade de Letícia, na Colômbia amazônica. Lá, eles discutiram os detalhes para uma cúpula da Organização do Tratado de Cooperação Amazônica planejada para o mês seguinte. Ambos os presidentes também discutiram comércio e defesa entre Brasil e Colômbia.

#### Estados Unidos

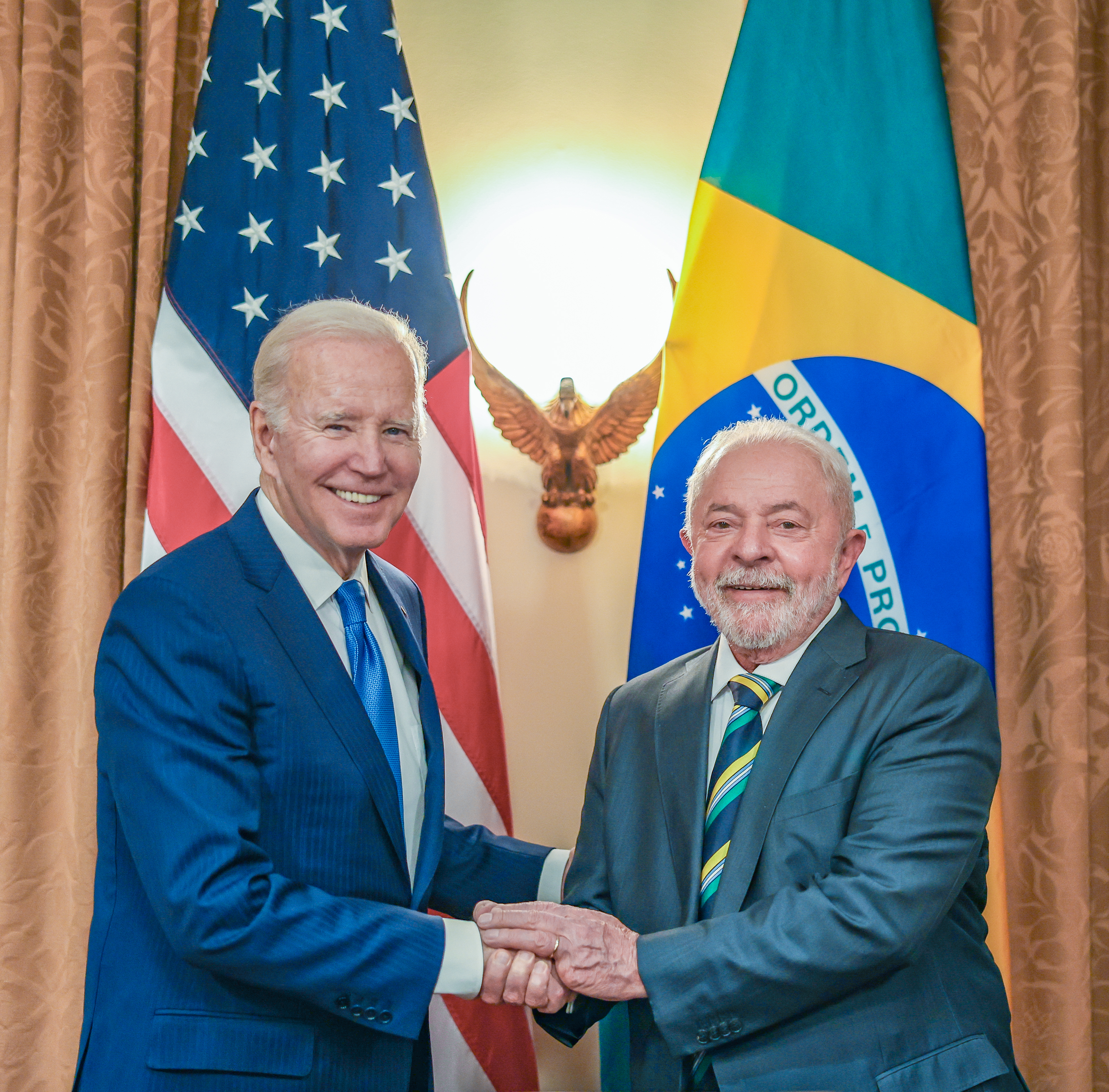
Presidente da República do Brasil, Luiz Inácio Lula da Silva, durante reunião com o Presidente dos Estados Unidos da América, Joe Biden. Casa Branca, Washington (EUA).

Em janeiro de 2023, o presidente estadunidense Joe Biden convidou Lula para um encontro em Washington D.C. em fevereiro de 2023 logo após os Ataques de 8 de janeiro em Brasília. A porta-voz da Casa Branca Karine Jean-Pierre confirmou o encontro e adicionou que o encontro abordaria "o apoio americano a democracia brasileira e como os dois países podem trabalhar juntos para promover inclusão e valores democráticos na região e no mundo". Questões sobre segurança, desenvolvimento econômico e Aquecimento global também foram discutidas.
Em fevereiro de 2023, Lula e uma delegação que incluía seu assessor especial Celso Amorim, ministro das relações exteriores Mauro Vieira, ministro da fazenda Fernando Haddad, ministra da igualdade racial Anielle Franco, ministra do meio ambiente e mudanças climáticas Marina Silva viajaram para os Estados Unidos. Durante a viagem, Lula também se encontrou com senadores e deputados dos EUA. Durante seu encontro com o presidente Joe Biden, Lula propôs a criação de um grupo de países não envolvidos na Guerra Russo-Ucraniana (seja direta ou indiretamente i.e. enviando armas e munições para qualquer um dos lados) para negociar um fim ao conflito. No dia 28 de fevereiro, durante visita ao Brasil, enviado especial para o Clima John Kerry se encontrou com a ministra Marina Silva para anunciar o retorno aos trabalhos do grupo criado em 2015 para debater assuntos entre os dois países em torno de questões de transição energética, Bioeconomia, Economia de baixo carbono, Mitigação das mudanças climáticas e proteção dos povos indígenas.

#### México
Em Março de 2023, o presidente Lula foi convidado pelo presidente mexicano Andrés Manuel López Obrador para visitar o México e discutir a expansão das relações comerciais entre Brasil e México, que incluiria a remoção de barreiras tarifárias entre os dois países. O presidente mexicano teria como objetivo na abertura de diálogo com o Brasil o estreitamento das relações comerciais regionais com a América Latina, sendo ambos os países responsáveis juntos pôr em torno de 65% do PIB latino-americano.

### África
Durante a campanha, Lula prometeu estreitar as relações com os países africanos, citando uma dívida histórica que o Brasil teria com estes países. Esta dívida, Lula afirmou, deveria ser paga não somente na forma de dinheiro, mas de intercâmbio entre conhecimento científico e tecnológico. Lula em 2023 viajou para três países: Angola, África do Sul e Moçambique. Em 2024 ele planeja viajar para dois países: Egito e Etiópia.

#### Angola
Em visita a Angola, maior país lusófono do continente africano, Lula encontrou com o presidente angolano João Manuel Lourenço, com o qual assinou sete acordos de cooperação envolvendo áreas da saúde, agricultura, educação, tecnologia da informação e empreendedorismo. Durante a visita de dois dias, Lula foi premiado do Estado angolano com a Ordem do Mérito. Ele também afirmou que o Brasil considera a possibilidade de abertura de um Consulado em Luanda.

### Ásia

#### China

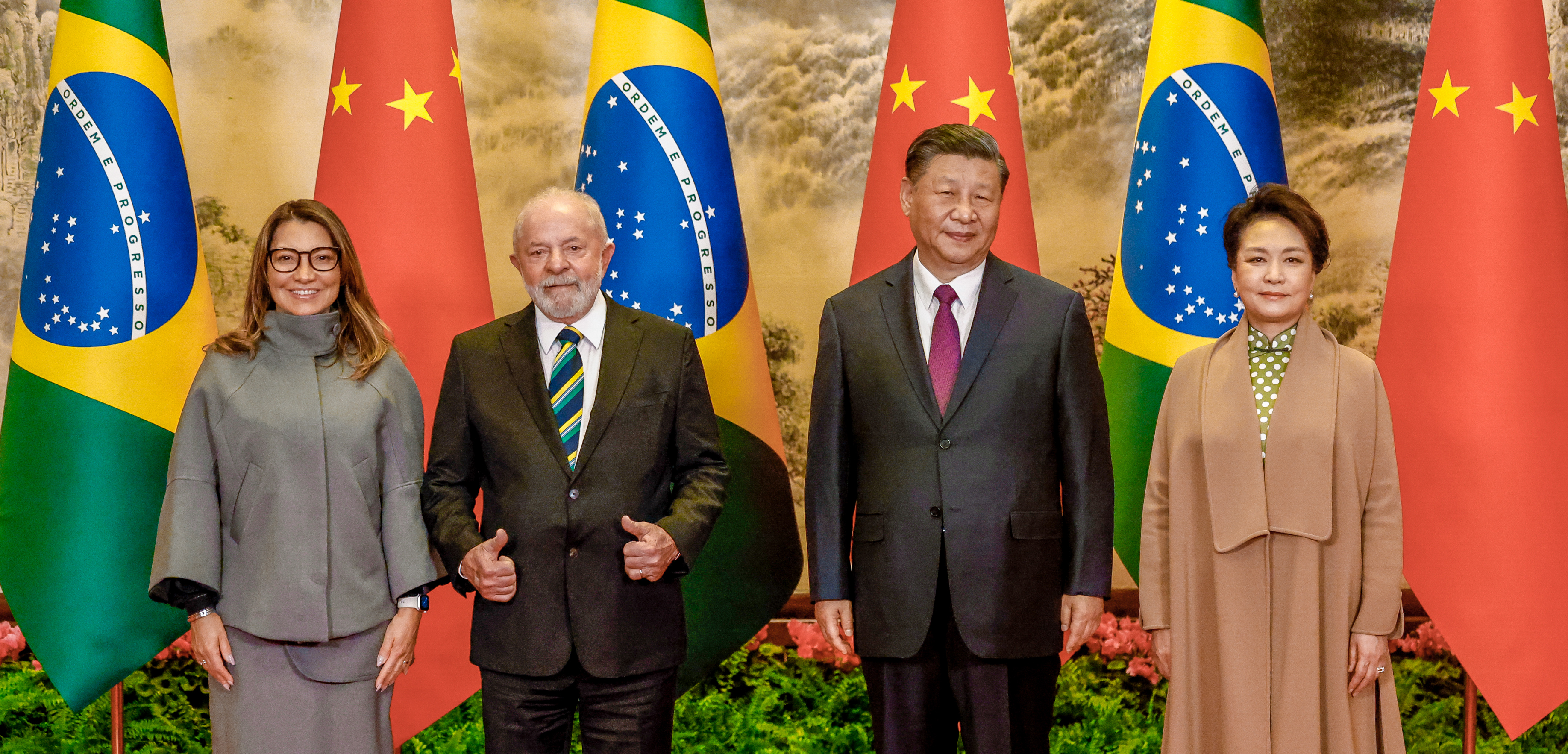
Lula e o Presidente da China, Xi Jinping, em abril de 2023, durante uma visita ao país asiático.

Com o objetivo de reaquecer as relações entre Brasil e seu principal parceiro comercial, a China, enfraquecidas durante o governo anterior, o governo Lula organizou a Cúpula Brasil-China de 2023, uma visita de Estado de quatro dias. A viagem se deu durante os dias 11-14 de abril. Durante esta viagem, Lula se encontrou com  Xi Jinping, Secretário-Geral do Partido Comunista Chinês e Presidente da China, com o qual discutiu diversas questões, desde acordos econômicos e tecnológicos, incluindo a assinatura de 15 acordos que incluiriam a construção de um sexto satélite para monitoramento da floresta amazônica, até questões de política internacional, tal   como a Guerra Russo-Ucraniana. Os acordos assinados no dia 14 foram estimados no valor de R$50 bilhões, compreendendo um esforço em torno da promessa de reindustrialização baseada em tecnologia e energia verde feita durante a campanha.
Durante a viagem, Lula também foi acompanhado de diversos ministros, governadores e deputados, que buscavam estreitar as relações comerciais com a China. Junto ao governador da Bahia, Jerônimo Rodrigues, e ao CEO da BYD Auto Lula negociou a abertura de uma nova fábrica montadora de veículos elétricos, preenchendo o espaço deixado pela saída da fábrica da Ford durante a administração anterior. Além da BYD, Lula também visitou a sede da Huawei em Xangai, onde também acompanhou a posse da nova presidenta do Novo Banco de Desenvolvimento, Dilma Rousseff. Lula também se reuniu com o presidente do Conselho da China Communications Construction Company (CCCC), Wang Tongzhou, a maior empresa de construção civil da China.
No dia 19 de janeiro de 2024, Brasil e China assinaram um acordo dobrando o período de validade do visto, de cinco anos para dez anos.

#### Japão

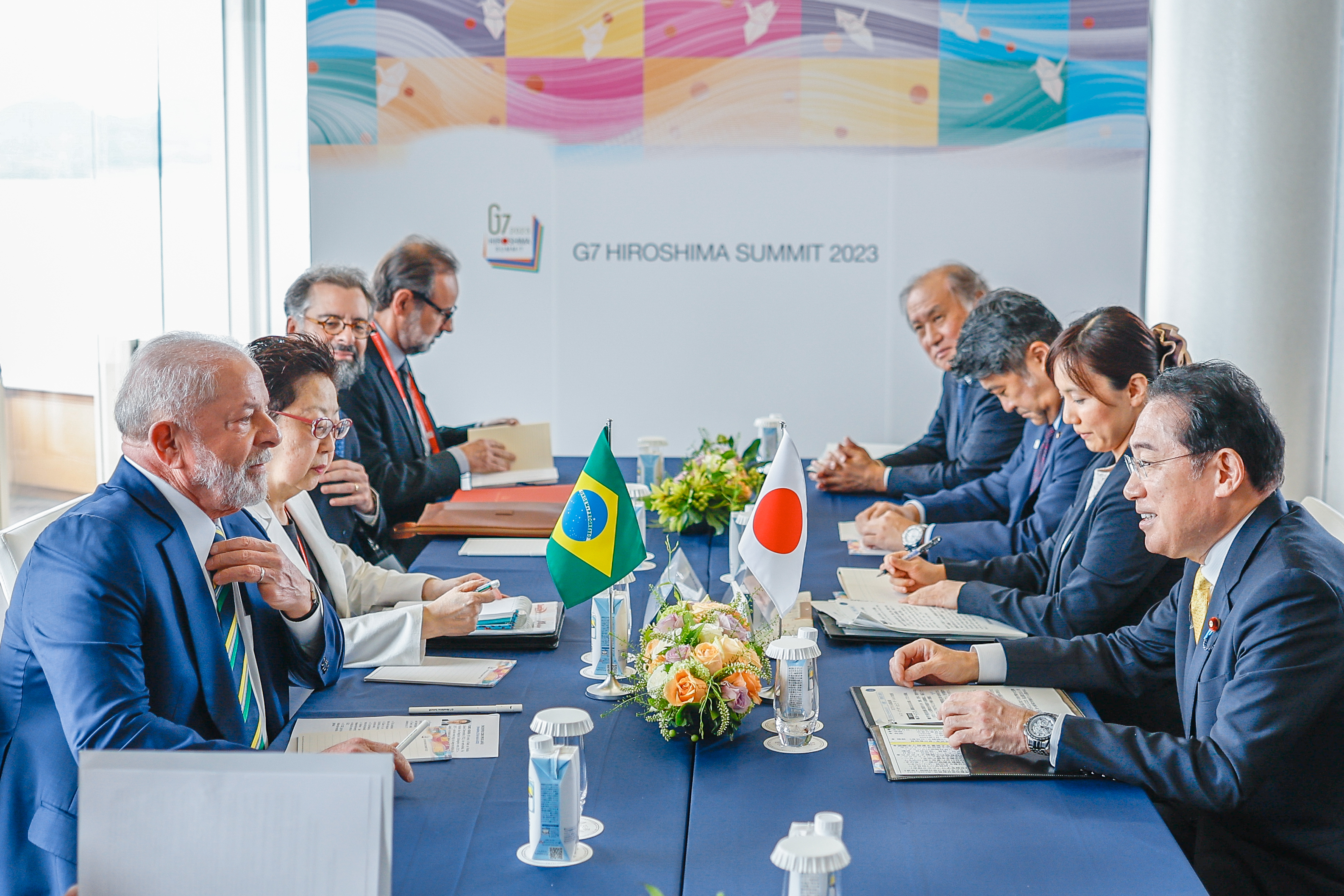
Lula em encontro com o Primeiro-Ministro do Japão, Fumio Kishida, em maio de 2023.

No dia 21 de Março de 2023, o Embaixador japonês no Brasil Teiji Hayashi confirmou o convite do primeiro-ministro japonês Fumio Kishida para a 49.ª reunião de cúpula do G7, que aconteceria entre os dias 19 e 21 de Maio de 2023, em Hiroshima. Durante a visita, Lula se encontrou com Kishida e anunciou a isenção do requerimento de vistos para brasileiros viajando para o Japão. Kishida também anunciou a abertura de uma linha de crédito de ¥30 bilhões para apoiar empresas de saúde e outros empreendimentos no Brasil por meio da Agência de Cooperação Internacional do Japão. Lula afirmou que o Brasil e Japão precisam aprofundar o desenvolvimento das relações comerciais, culturais, políticas e científicas, ainda afirmando que "nós temos fortes relações com o Japão e uma grande comunidade nipo-brasileira". Ambos os líderes também discutiram temas de grande relevância, como educação, paz, desenvolvimento e mudanças climáticas.

#### Conflito israelo-palestino
Em 7 outubro de 2023, houve o princípio do impasse geopolítico entre o Estado de Israel e o Hamas na região da Faixa de Gaza, o que abalou significativamente a comunidade internacional. O Brasil, a princípio, não classificou o Hamas como uma organização terrorista, visto que a política do país nessa questão compactua diretamente com a classificação da ONU, que também não o classificava como terrorista.
No mesmo dia, o Ministério das Relações Exteriores e o governo federal organizaram uma operação de busca aos brasileiros que estavam em Israel. Dias depois, ordenou-se que o Brasil enviasse aviões à região de Israel a fim de resgatar os brasileiros que estivessem nessa situação.
Em suas redes sociais, o presidente Lula fez uma postagem na qual condenou os ataques do Hamas e colocou o Brasil como apto para "encontrar um caminho para a paz". Lula ainda publicou que, além conversar com Isaac Herzog, presidente de Israel, teve contato com Mahmoud Abbas, Presidente da Autoridade Nacional Palestina, e com Abdul Fatah Khalil Al-Sisi, Presidente do Egito, ratificando o repúdio pelos acontecimentos.
No dia 18 de outubro do mesmo ano, o governo brasileiro levou ao Conselho de Segurança da ONU uma resolução que tratava da questão Israel-Hamas. Na proposta, planos de fornecimento de suprimentos básicos aos civis em situação de conflito, como água e medicamentos, apelo à libertação de israelenses feitos reféns pelo Hamas, criação de um corredor humanitário e proteção da integridade física dos civis foram algumas das pautas abordadas. A resolução obteve 12 votos a favor, mas foi vetada em razão do voto contrário dos EUA.
Em 20 de outubro, Lula se manifestou novamente nas redes sociais, classificando o ataque do Hamas como "ato de loucura" e "terrorismo contra Israel", e a resposta de Israel como "insana".
Em 18 de fevereiro de 2024, na Etiópia, antes de retornar ao Brasil, Lula comparou as ações de Israel na Palestina ao nazismo e a Hitler. Após tal declaração, o primeiro-ministro israelense, Benjamin Netanyahu, na manhã de 19 de fevereiro, classificou-o como persona non grata de Israel. Em contrapartida, Lula determinou o retorno do embaixador do Brasil em Israel, Frederico Meyer, ao Brasil. O Itamaraty convocou o embaixador de Israel no Brasil, Daniel Zonshine, para uma reunião.

### Europa

#### União Europeia

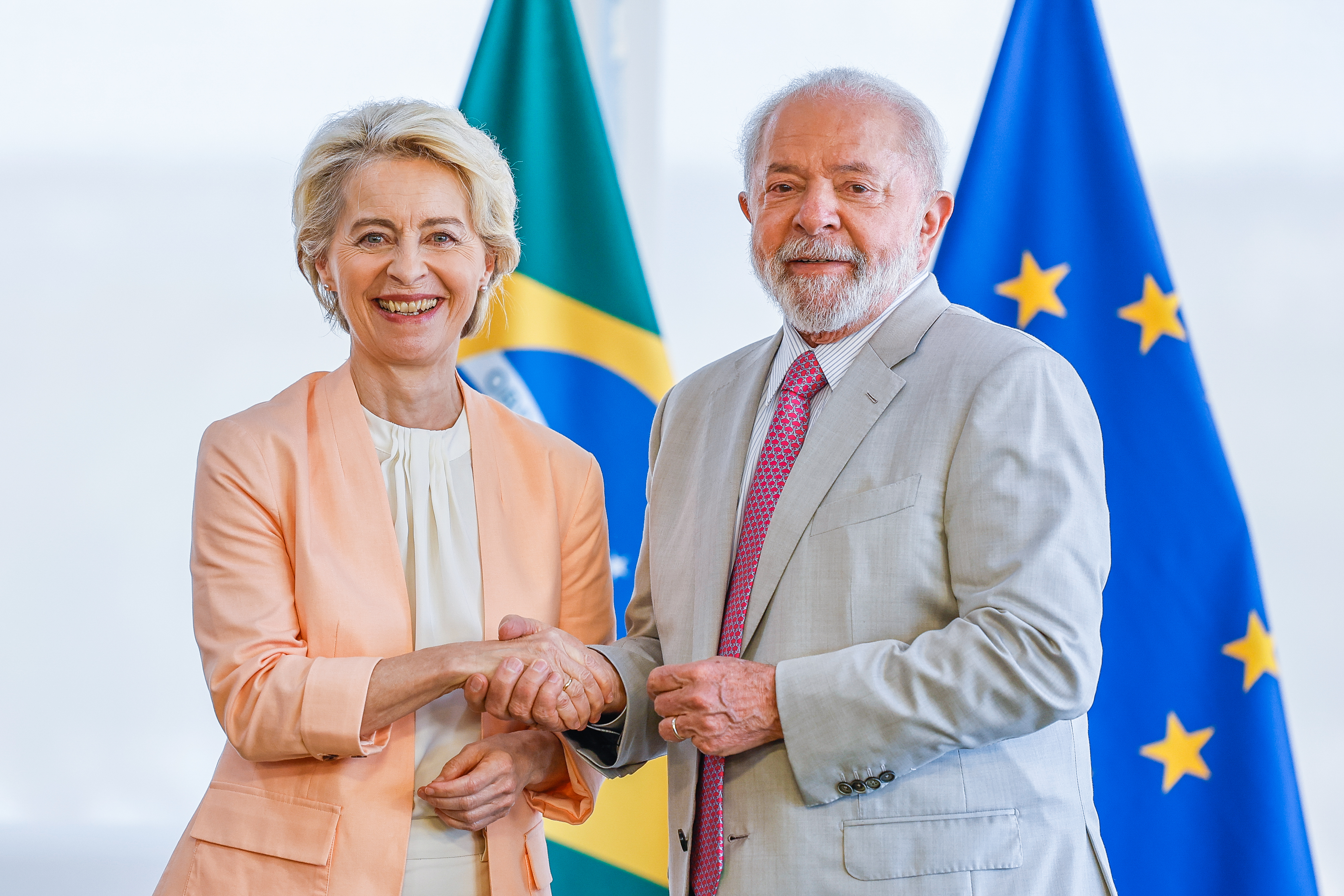
Lula e a Presidente da Comissão Europeia Ursula von der Leyen durante um encontro em Brasília, em junho de 2023

Em março de 2023, a comissária para competição da União Europeia Margrethe Vestager se encontrou com o vice-presidente Geraldo Alckmin e outros oficiais brasileiros para divulgar um novo plano bilateral de investimento entre UE e Brasil. A representante da UE também celebrou o retorno do Brasil a parceria com a UE e ao seu papel como líder global.
Em junho de 2023, Lula encontrou a presidente da União Europeia Ursula von der Leyen para discutir áreas como meio ambiente, comércio e tecnologia, em especial no que diz respeito ao Acordo de Associação Mercosul-União Europeia. Lula expressou preocupações com respeito a uma carta da UE propondo sancionar bens do Mercosul caso estes viessem a falhar com seus objetivos ambientais. Lula argumentou que esta proposta prejudicaria a confiança mútua necessária para o estabelecimento de um acordo comercial. Durante o encontro, a UE prometeu a doação de 20 milhões de Euros para o Fundo Amazônia.

#### Alemanha

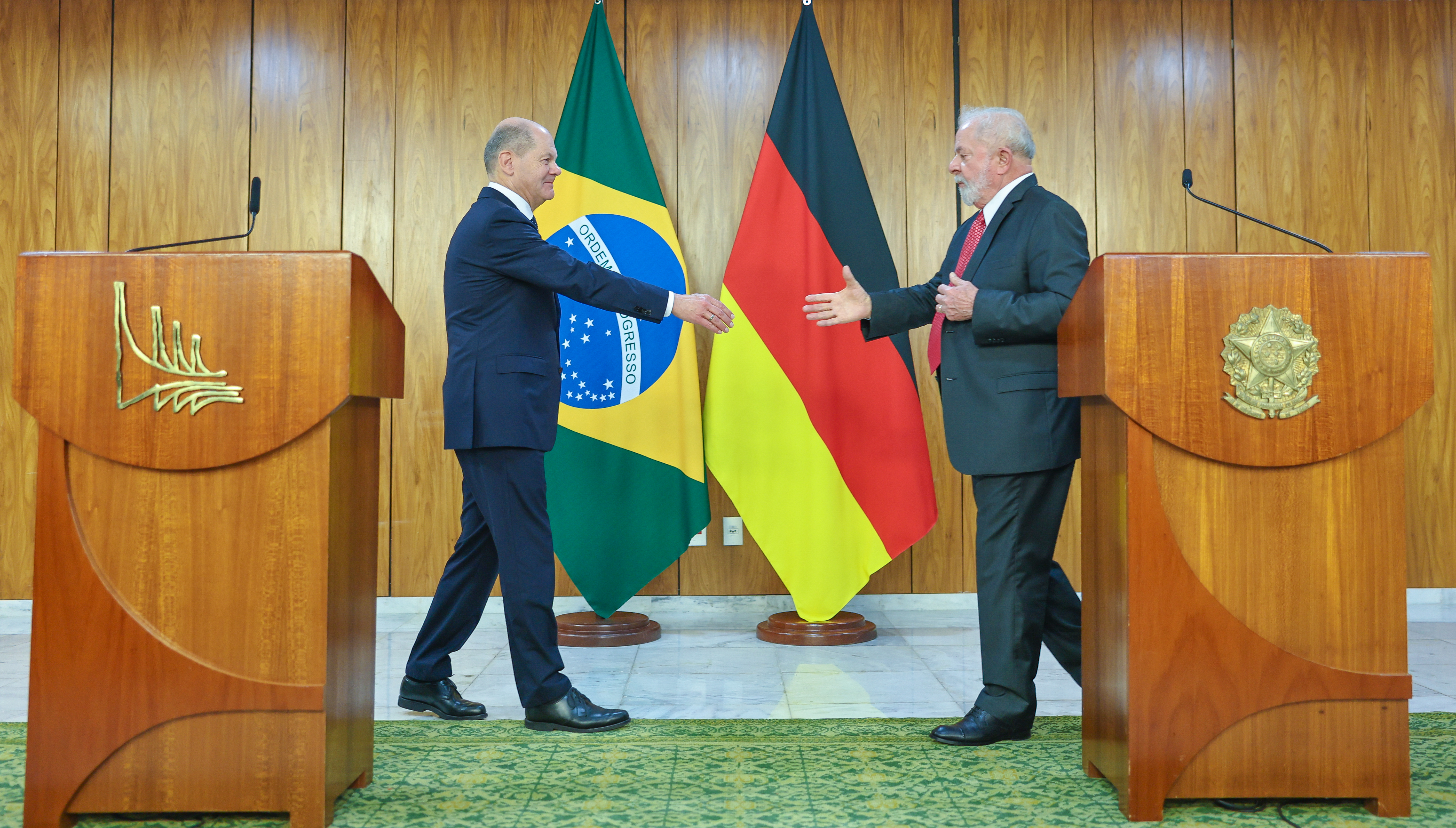
Olaf Scholz e Lula, em janeiro de 2023.

No dia 30 de janeiro de 2023, o Chanceler da Alemanha visitou o Brasil para se encontrar com o Presidente Lula, e discutir várias questões, como o reestabelecimento do Fundo Amazônia, o comércio entre os dois países, e a proposta de criação de um grupo para mediar o conflito entre Rússia e Ucrânia. O ministro do Desenvolvimento da Alemanha, Svenja Schulze, anunciou no dia da visita do Chanceler ao Brasil a doação de 204 milhões de Euros ao Brasil com o objetivo de restaurar áreas ambientalmente degradadas pela agricultura, assim como novas doações para o Fundo Amazônia.
Em março, o vice-Chanceler da Alemanha Robert Habeck visitou o Brasil junto ao ministro alemão da Agricultura Cem Özdemir para o Encontro Econômico Brasil-Alemanha, sediado em Belo Horizonte, onde se encontraram com o vice-presidente Geraldo Alckmin.

#### França

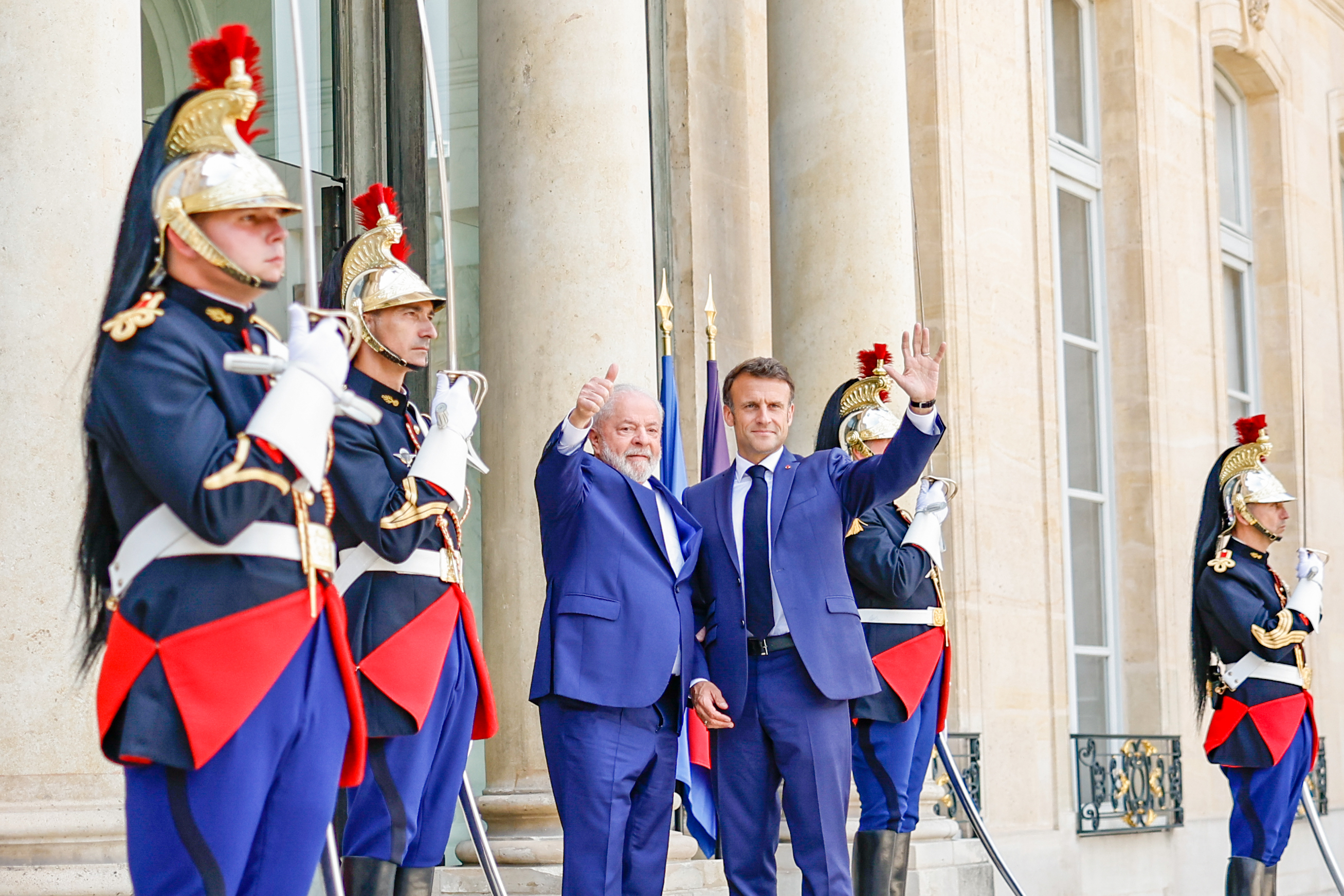
Lula e o Presidente francês Emmanuel Macron acenam à imprensa no Palácio do Eliseu em junho de 2023.

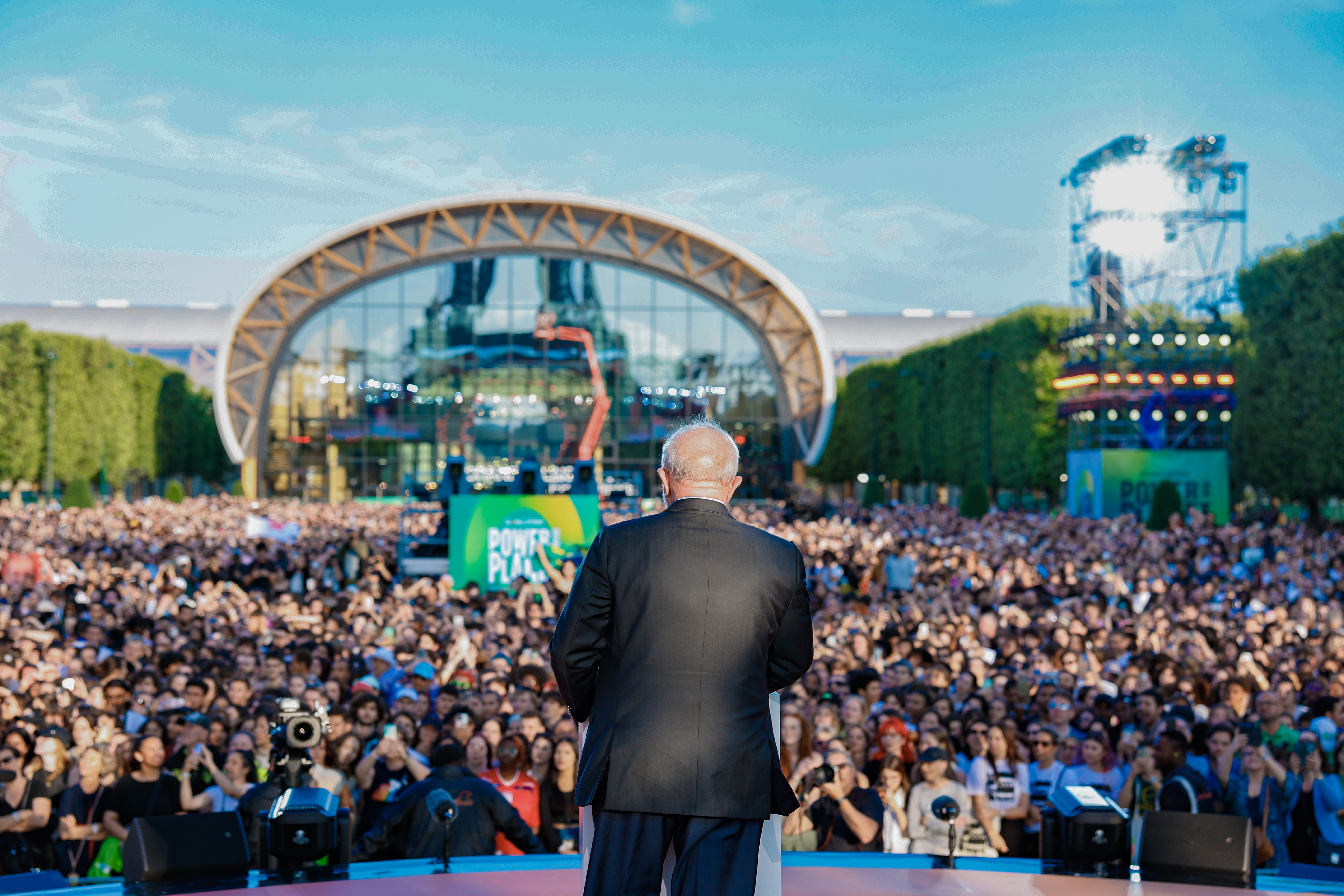
Lula faz um discurso durante o festival "Power Our Planet" no Campo de Marte (Paris), em junho de 2023

Em fevereiro de 2023, a ministra das relações exteriores da França, Catherine Colonna se encontrou com o presidente Lula e afirmou que o retorno do Brasil ao cenário de relevância internacional era bem-vindo, enfatizando as relações centenárias entre Brasil e França. Ela também afirmou que a França e União Europeia estavam considerando contribuições para o fundo Amazônia, e que endossariam a entrada do Brasil na OCDE. No dia 11 de fevereiro de 2023, o presidente Emmanuel Macron expressou apoio ao plano do governo Lula de desenvolver um grupo de países não alinhados para a mediação do conflito Russo-Ucraniano.
Em Junho de 2023, o presidente Macron confirmou que o presidente Lula visitaria a França para participar da "Cúpula para um Novo Pacto Financeiro Global", promovido pela França para "abordar a reforma dos bancos de desenvolvimento multilaterais, a crise da dívida, o financiamento de tecnologias verdes, a criação de novos impostos internacionais e instrumentos de financiamento", entre outros assuntos. No mesmo mês, o presidente Lula foi convidado pela banda Coldplay para o festival "Power Our Planet" em Paris, onde fez um discurso, afirmando "Na verdade, quem poluiu o planeta nestes últimos 200 anos foram aqueles que fizeram a revolução industrial e, por isso, têm que pagar a dívida histórica que têm com o planeta Terra", e clamando por Justiça climática para os povos da América Latina, África e Ásia e fazendo um convite para o mundo participar da COP30, que será no Brasil, na cidade de Belém.

#### Reino Unido

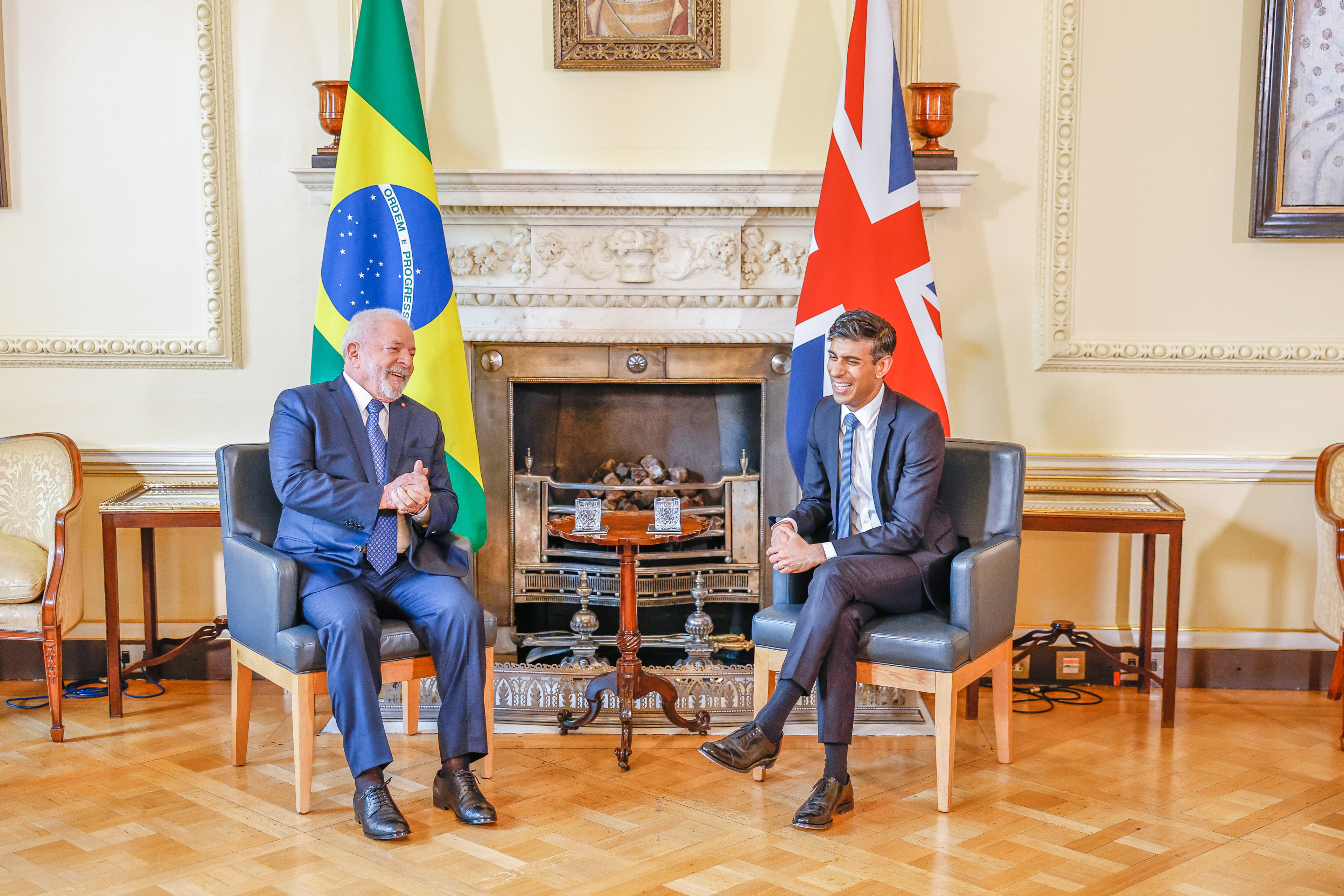
Encontro de Lula com o Primeiro-Ministro do Reino Unido, Rishi Sunak, em 5 de Maio de 2023

Em Maio de 2023, Lula e a primeira dama visitaram o Reino Unido para o comparecimento ao ato de Coroação de Carlos III do Reino Unido. Ainda durante esta visita, Lula se encontrou com o primeiro-ministro Rishi Sunak, que anunciou que o seu país estaria fazendo uma doação de R$500 milhões para o fundo Amazônia. Durante a viagem, Lula também criticou a prisão do jornalista e fundador do WikiLeaks Julian Assange, contestando a defesa da liberdade de expressão por parte dos países do norte global em contraste com este caso, onde Assange levou à tona casos variados de corrupção e espionagem internacionais, assim como violações de leis internacionais. Lula ainda instou a criação de um movimento midiático internacional para a libertação de Assange.

### Viagens de Estado

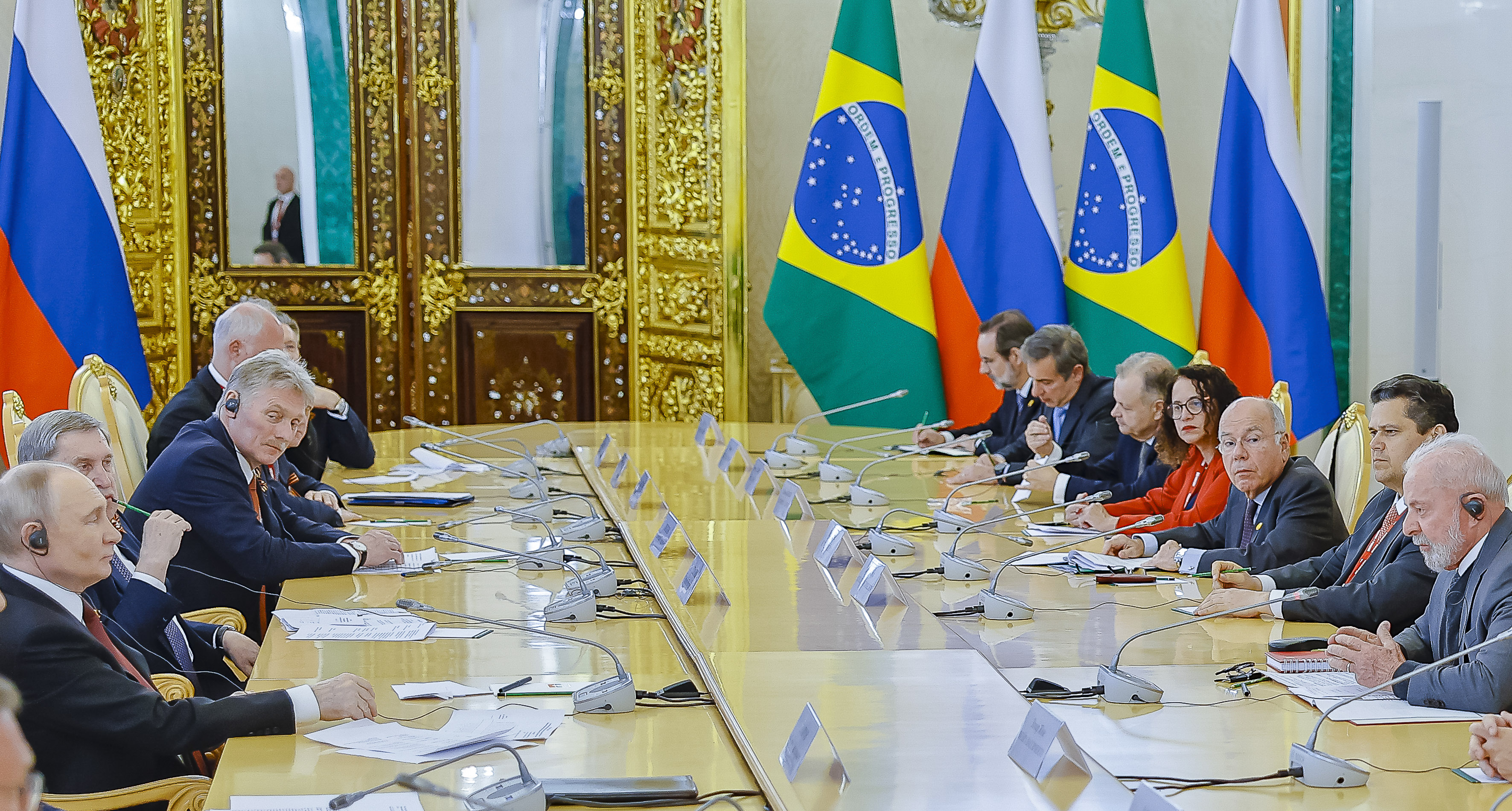
Lula e Vladimir Putin em Moscou, em maio de 2025

| Início                 | Fim                     | Destino                                      | Referência                      |
| ---------------------- | ----------------------- | -------------------------------------------- | ------------------------------- |
| 22 de janeiro de 2023  | 25 de janeiro de 2023   | Argentina · Uruguai                          | [ 476 ]                         |
| 9 de fevereiro de 2023 | 11 de fevereiro de 2023 | Estados Unidos                               | [ 476 ]                         |
| 11 de abril de 2023    | 15 de abril de 2023     | China · =Emirados Árabes Unidos              | [ 477 ] [ 478 ]                 |
| 20 de abril de 2023    | 26 de abril de 2023     | Espanha · Portugal                           | [ 476 ]                         |
| 5 de maio de 2023      | 6 de maio de 2023       | Reino Unido                                  | [ 479 ]                         |
| 17 de maio de 2023     | 21 de maio de 2023      | Japão                                        | [ 476 ]                         |
| 20 de junho de 2023    | 21 de junho de 2023     | Itália · Vaticano                            | [ 480 ]                         |
| 22 de junho de 2023    | 24 de junho de 2023     | França                                       | [ 481 ]                         |
| 3 de julho de 2023     | 8 de julho de 2023      | Argentina · Colômbia                         | [ 482 ] [ 483 ]                 |
| 16 de julho de 2023    | 19 de julho de 2023     | Bélgica · Cabo Verde                         | [ 484 ] [ 485 ]                 |
| 22 de agosto de 2023   | 27 de agosto de 2023    | África do Sul · Angola · São Tomé e Príncipe | [ 486 ] [ 487 ] [ 488 ] [ 489 ] |
| 9 de setembro de 2023  | 11 de setembro de 2023  | Índia                                        | [ 490 ] [ 491 ]                 |
| 16 de setembro de 2023 | 21 de setembro de 2023  | Cuba · Estados Unidos · Nações Unidas        | [ 476 ] [ 492 ]                 |
| 21 de setembro de 2024 | 1 de outubro de 2024    | Estados Unidos · México                      | [ 493 ]                         |

## Popularidade

### Índices de aprovação
Em pesquisa realizada pela Ipespe/Febraban e divulgada em fevereiro de 2023, o terceiro governo Lula foi classificado como bom ou ótimo por 40% dos brasileiros, regular para 27%, e ruim ou péssimo para 28%, enquanto 5% não responderam.
Já no mês posterior, entre os dias 2 e 6, o Ipec realizou uma análise que divulgada no dia 19; nela, 41% dos brasileiros avaliaram o governo como "bom ou ótimo", 30% consideraram a gestão "regular" e 24% acharam "ruim ou péssima"; 5% não sabiam ou preferiram não responder. Dessa forma, Lula inicia seu terceiro mandato com aprovação maior que a de seu antecessor, Jair Bolsonaro, que, em março de 2019, era considerado por 34% como "bom ou ótimo". Com relação à confiança em Lula, 53% da população afirmaram confiar nele, ao passo que 43% declararam que não confiam e 4% preferiram não opinar. E, por fim, a pesquisa apontou que o modo de governar do presidente tem a aprovação de 57% dos brasileiros.
Em 29 e 30 de março, o Datafolha entrevistou 2028 pessoas, em 126 municípios, e o governo Lula foi avaliado como ótimo ou bom por 38%, regular por 30% e ruim ou péssimo por 29% dos entrevistados. Em 23 de maio, segundo uma nova pesquisa, 54% dos entrevistados aprovam o governo, enquanto 39% dos entrevistados desaprovam o governo.
Em junho de 2023, segundo nova pesquisa da Ipec, o governo Lula tinha aprovação de 37% da população, enquanto 32% o consideravam regular, 28% o desaprovavam, e 3% não souberam opinar.
Entre 12 e 14 de junho, o Datafolha entrevistou mais 2010 pessoas em 112 municípios brasileiros, e o governo Lula recebeu avaliação boa ou ótima de 37% dos entrevistados, regular de 33%, e ruim ou péssima de 27%. Não opinaram 3% dos entrevistados. De acordo com a pesquisa, o terceiro mandato de Lula manteve um bom "equilíbrio" de aprovação e regularidade em cinco meses, superando a avaliação dos governos anteriores de Collor, Temer e Bolsonaro, mas ainda sendo ultrapassado pela avaliação dos governos de 1º mandato de FHC e Dilma.
Entre 15 e 18 de junho, o instituto Genial/Quaest entrevistou 2029 eleitores com idade superior a 16 anos, e a pesquisa mostrou um acréscimo da avaliação de 51% para 56% novamente na comparação com a pesquisa divulgada em abril deste ano. Essa porcentagem são aqueles que afirmam que Lula governa bem o país, e o decréscimo de 42% para 40% são os que afirmam que Lula governa mal o país.
No final de junho para o começo de julho, o terceiro governo Lula é mediado pelo jornal PoderData, com 2500 entrevistados de 262 municípios em todo o país, terminando o 1° semestre com o "equilíbrio" na aprovação. 51% dos entrevistados avaliam bem a gestão de Lula, enquanto 43% reprovam a gestão e 6% não souberam avaliar. O jornal também perguntou como era a avaliação de Lula governando o país aos entrevistados, e em 3 meses a porcentagem de boa governança foi para dois pontos crescentes (de 39% para 41%). A porcentagem de péssima governança teve uma queda de 35% para 32% e os que avaliam como governança regular cresceu de 22% para 25%.
Entre 10 e 14 de agosto, o instituto Genial/Quaest realizou sua 4ª pesquisa sobre o desempenho de Lula e de seu governo entrevistando 2029 eleitores, e os resultados foram que 42% avaliam positivamente o Governo Lula, enquanto 29% o classificam como regular e 24%, negativo. Os que não souberam ou não responderam foram 5%.
Um levantamento á mais pelo Ipec foi realizado entre os dias 1º e 5 de setembro com 2000 eleitores, respondendo em 127 municípios, todos com acima de 16 anos. Os entrevistados que afirmaram que o governo fosse ótimo ou bom foi 40% (3% crescentemente comparado a junho deste ano). Para aqueles que ainda acham um governo regular foi os mesmos 32% e os que afirmam o governo ser péssimo ou ruim foi 25% (3% decrescente). A mesma porcentagem de 3% vale para aqueles não souberam avaliar. A pesquisa também mostra que 56% dos brasileiros aprovam a maneira de Lula governar o país, enquanto 39% rejeitam e 6% não responderam.
Em pesquisa realizada pela Febraban/Ipespe divulgada em setembro de 2023, a popularidade do governo Lula aumentou 4 pontos percentuais, chegando a 55%. Já a desaprovação caiu em dois pontos percentuais, para 38%. Também, 59% dos brasileiros disseram que o país iria melhorar até o fim do ano, em contrapartida com 18% que se mostraram pessimistas. O maior índice de aprovação do governo foi no Nordeste (65%), entre pessoas com até o ensino fundamental completo (60%), que recebem dois salários-mínimos (59%) e entre mulheres (59%).
Em pesquisa realizada pelo PoderData entre 24 a 26 de setembro com 2,500 pessoas, margem de erro de 2 pontos percentuais e nível de confiança de 95%, o governo obteve 48% de aprovação e 45% de desaprovação. As regiões que mais aprovam o governo Lula são o Sudeste e o Nordeste, e seu governo é mais aprovado entre mulheres mais jovens e mais velhas pobres e classe média. Já o Lula como pessoa recebeu 36% de menções como ótimo ou bom, 25% como regular e 35% como ruim ou péssimo. Ainda, a pesquisa perguntou se os entrevistados gostavam mais da gestão de Lula do que a de Bolsonaro. 48% concordaram com a afirmação, 40% discordaram e 9% disseram que não havia diferença. Já entre os evangélicos, a aprovação do governo caiu dois pontos percentuais para 32%, e a rejeição subiu para 64%. Entre os católicos, a aprovação caiu 3 pontos percentuais, para 57%, e a reprovação subiu para 36%.
Em uma pesquisa divulgada pela Paraná Pesquisas no dia 13 de janeiro de 2025, revelou a avaliação negativa do governo do presidente Luiz Inácio Lula da Silva supera a positiva. Conforme os dados da pesquisa, 11,1% dos brasileiros consideram o governo ótimo e 22,7% classificam como bom, totalizando 33,8% de avaliação positiva. Por outro lado, 42,6% dos entrevistados avaliam o governo como ruim (8,4%) ou péssimo (34,2%). Além disso, 22,5% consideram a administração federal regular, enquanto 1,1% não souberam ou não opinaram. A pesquisa foi realizada com 2.018 pessoas aptas a votar, apresentando um grau de confiança de 95% e margem de erro de 2,2 pontos percentuais.
O instituto Quaest realizou uma pesquisa entre os dias 23 e 26 de janeiro de 2025, mostrando que pela primeira vez no instituto a desaprovação de Lula superou a sua aprovação. A desaprovação está em 49%, enquanto a aprovação está em 47%. Essa pesquisa ouviu 4,5 mil eleitores.
Em outra pesquisa realizada pelo PoderData entre 25 e 27 de janeiro de 2025, a avaliação negativa do presidente Lula atingiu 40%, o maior índice desde o início de seu terceiro mandato. Já a avaliação positiva ficou em 24%, enquanto 33% consideram seu governo regular. A pesquisa também apontou que 51% dos entrevistados desaprovam a gestão do presidente, contra 42% que a aprovam. A perda de apoio foi maior entre os eleitores que votaram no presidente, a taxa de desaprovação subiu de 10% para 23%. No Nordeste, seu principal reduto eleitoral, a rejeição aumentou 8 pontos percentuais. Fatores econômicos e políticos, como a alta do dólar e o impacto sobre os preços dos alimentos, além da polêmica da "taxação do pix", contribuíram para o desgaste da imagem do governo. A pesquisa ouviu 2.5 mil eleitores, com margem de erro de 2 pontos percentuais e índice de confiança de 95%.
A pesquisa Latam Pulse, realizada pela Atlasintel, divulgada em 11 de fevereiro, mostrou que o presidente Lula tinha 45,9% de aprovação e 51,4% de reprovação, a pior marca da série histórica. A rejeição é maior entre homens, jovens de 16 a 44 anos, evangélicos e moradores das regiões Centro-Oeste, Norte, Sul e Sudeste. No Nordeste, os índices estão equilibrados. A avaliação geral do governo também piorou, com 46,5% considerando a gestão ruim ou péssima. A preocupação com a economia dobrou, sendo citada por 29% dos brasileiros, atrás apenas da criminalidade (58%) e da corrupção (49%). A inflação é o maior problema econômico, mencionada por 75% dos entrevistados. Sobre a reforma tributária, 41,5% a consideram um avanço com necessidade de melhorias, 23% veem como um avanço e 35% a classificam como um retrocesso.
A pesquisa Datafolha, divulgada pela Folha de S.Paulo em 14 de fevereiro, aponta uma queda na aprovação do presidente Lula, registrando o menor índice de seus três mandatos. Segundo o levantamento, 24% dos entrevistados avaliam o governo como ótimo ou bom, enquanto 41% o consideram ruim ou péssimo. Outros 32% classificam a gestão como regular, e 2% não souberam responder. Em relação à pesquisa anterior, realizada em dezembro de 2024, a aprovação caiu de 35% para 24%, enquanto a reprovação aumentou de 34% para 41%. A queda foi observada em diferentes segmentos. Entre eleitores com renda de até dois salários mínimos, a aprovação recuou de 44% para 29%. Entre os que ganham acima de dez salários mínimos, passou de 32% para 18%. Entre católicos, a avaliação positiva diminuiu de 48% para 24%, e entre evangélicos, de 30% para 21%. No Nordeste, tradicionalmente uma região de maior apoio ao presidente, a aprovação caiu de 49% para 33%. A pesquisa foi realizada entre os dias 10 e 11 de fevereiro, com 2.007 eleitores de 113 cidades, e possui uma margem de erro de dois pontos percentuais.
No dia 29 de maio, o estudo "Vida Digital de Lula", lançado pela agência Ativaweb identificou que Lula perdeu um milhão de seguidores nas redes socais Instagram e Facebook. Segundo o estudo os motivos seriam a deflagração do esquema de fraudes no INSS iniciados em 2019 e a taxação do Imposto sobre Operações Financeiras (IOF). Segundo o portal O Antagonista, um dos motivos seriam os constrangimentos da primeira dama Janja.
A pesquisa AtlasIntel realizada em 30 de maio, mostrou que os índices de desaprovação do governo de Lula chegaram ao nível recorde de 53,7%, segundo a pesquisa feita em parceria com a Bloomberg. Essa é maior taxa de descontentamento com a atual gestão desde janeiro de 2024, em razão do início das investigações do esquema de fraudes no INSS. A aprovação do governo petista permaneceu estável em 45,5% — em abril, era 46,1% e, em março, de 44,9%. A pesquisa Quaest divulgada em 16 de julho, os números indicam recuperação na avaliação, segundo a pesquisa, pois a diferença entre aprovação e desaprovação foi de 17 pontos, em junho, para 10 agora. Desaprovação, entretanto, segue acima da aprovação, com 53% de desaprovação e 43% de aprovação.
Entre os dias 25 e 28 de julho, os índices de avaliação do governo Lula aumentaram e superaram desaprovação, com 50,3% de aprovação. Segundo AtlasIntel/Bloomberg, a recuperação dos índices de popularidade de Lula acontece em meio à postura firme adotada pelo presidente brasileiro diante do aumento de tarifas anunciado por Donald Trump, então presidente dos Estados Unidos, e das sanções impostas pelo governo norte-americano ao Brasil, grandemente articuladas por Eduardo Bolsonaro.

### Gráficos de aprovação

Gráfico de regressão local das pesquisas de opinião sobre o Governo Lula 2023-2026

| Pesquisa de Opinião | Data da coleta       | Pesquisados | Ótima/Boa (%)        | Regular (%)      | Ruim/Péssima (%) | Não sabe/Não respondeu (%) | Diferença (%) |   |      |     |      |
| ------------------- | -------------------- | ----------- | -------------------- | ---------------- | ---------------- | -------------------------- | ------------- | - | ---- | --- | ---- |
| Pesquisa de Opinião | Data da coleta       | Pesquisados | AtlasIntel Bloomberg | 19 - 23 mai 2025 | 4399             | 41,9                       | Diferença (%) | 6 | 52,1 | 0,1 | 10,2 |
| Datafolha           | 01 - 03 abr 2025     | 3054        | 29                   | 32               | 38               | 1                          | 6             |   |      |     |      |
| Genial Quaest       | 27 - 31 mar 2025     | 2004        | 27                   | 29               | 41               | 3                          | 12            |   |      |     |      |
| IPEC                | 07 - 11 mar 2025     | 2000        | 27                   | 30               | 41               | 2                          | 11            |   |      |     |      |
| CNT/MDA             | 19 - 23 fev 2025     | 2002        | 29                   | 26               | 44               | 1                          | 15            |   |      |     |      |
| Datafolha           | 10 - 11 fev 2025     | 2007        | 24                   | 32               | 41               | 3                          | 9             |   |      |     |      |
| Genial Quaest       | 23 - 26 jan 2025     | 4500        | 31                   | 28               | 37               | 4                          | 6             |   |      |     |      |
| Datafolha           | 12 - 13 dez 2024     | 2002        | 35                   | 29               | 34               | 2                          | 1             |   |      |     |      |
| IPEC                | 05 - 10 dez 2024     | 2000        | 34                   | 30               | 34               | 2                          | -             |   |      |     |      |
| Genial Quaest       | 04 - 09 dez 2024     | 8598        | 33                   | 34               | 31               | 2                          | 1             |   |      |     |      |
| CNT/MDA             | 07 - 10 nov 2024     | 2002        | 35                   | 32               | 31               | 2                          | 3             |   |      |     |      |
| Datafolha           | 07 - 08 out 2024     | 2029        | 36                   | 29               | 32               | 3                          | 4             |   |      |     |      |
| Genial Quaest       | 25 - 29 set 2024     | 2000        | 32                   | 33               | 31               | 4                          | 1             |   |      |     |      |
| IPEC                | 05 - 09 set 2024     | 2000        | 35                   | 28               | 34               | 3                          | 1             |   |      |     |      |
| Datafolha           | 29 - 31 jul 2024     | 2040        | 35                   | 30               | 33               | 2                          | 2             |   |      |     |      |
| Genial Quaest       | 05 - 08 jul 2024     | 2000        | 36                   | 30               | 30               | 4                          | 6             |   |      |     |      |
| IPEC                | 04 - 08 jul 2024     | 2000        | 37                   | 31               | 31               | 1                          | 6             |   |      |     |      |
| Datafolha           | 04 - 13 jun 2024     | 2008        | 36                   | 31               | 31               | 2                          | 5             |   |      |     |      |
| Genial Quaest       | 02 - 06 mai 2024     | 2045        | 33                   | 31               | 33               | 3                          | -             |   |      |     |      |
| CNT/MDA             | 01 - 05 mai 2024     | 2002        | 37                   | 31               | 30               | 2                          | 6             |   |      |     |      |
| Datafolha           | 19 - 20 mar 2024     | 2002        | 35                   | 33               | 30               | 2                          | 2             |   |      |     |      |
| IPEC                | 01 - 05 mar 2024     | 2000        | 33                   | 33               | 32               | 2                          | -             |   |      |     |      |
| Genial Quaest       | 25 - 27 fev 2024     | 2000        | 35                   | 28               | 34               | 3                          | 1             |   |      |     |      |
| CNT/MDA             | 18 - 21 jan 2024     | 2002        | 43                   | 28               | 28               | 1                          | 5             |   |      |     |      |
| Genial Quaest       | 14 - 18 dez 2023     | 2012        | 36                   | 32               | 29               | 3                          | 4             |   |      |     |      |
| Datafolha           | 05 dez 2023          | 2004        | 38                   | 30               | 30               | 2                          | 8             |   |      |     |      |
| IPEC                | 01 - 05 dez 2023     | 2000        | 38                   | 30               | 30               | 2                          | 8             |   |      |     |      |
| Genial Quaest       | 19 - 22 out 2023     | 2000        | 38                   | 29               | 29               | 4                          | 9             |   |      |     |      |
| CNT/MDA             | 27 set - 01 out 2023 | 2002        | 41                   | 30               | 27               | 2                          | 11            |   |      |     |      |
| Datafolha           | 12 - 13 set 2023     | 2016        | 38                   | 30               | 31               | 1                          | 7             |   |      |     |      |
| IPEC                | 01.- 05 set 2023     | 2000        | 40                   | 32               | 25               | 3                          | 12            |   |      |     |      |
| Genial Quaest       | 10 - 14 ago 2023     | 2029        | 42                   | 29               | 24               | 5                          | 13            |   |      |     |      |
| Genial Quaest       | 15 - 18 jun 2023     | 2029        | 37                   | 32               | 27               | 4                          | 10            |   |      |     |      |
| Datafolha           | 12-14 jun 2023       | 2010        | 37                   | 33               | 27               | 3                          | 4             |   |      |     |      |
| IPEC                | 01 - 05 jun 2023     | 2000        | 37                   | 32               | 28               | 3                          | 5             |   |      |     |      |
| CNT/MDA             | 11 - 14 mai 2023     | 2002        | 43                   | 28               | 25               | 4                          | 15            |   |      |     |      |
| Genial Quaest       | 13 - 16 abr 2023     | 2015        | 36                   | 29               | 29               | 6                          | 7             |   |      |     |      |
| IPEC                | 01 - 05 abr 2023     | 2000        | 39                   | 30               | 26               | 5                          | 9             |   |      |     |      |
| Datafolha           | 29 - 30 mar 2023     | 2028        | 38                   | 30               | 29               | 3                          | 8             |   |      |     |      |
| IPEC                | 02 - 06 mar 2023     | 2000        | 41                   | 30               | 24               | 5                          | 11            |   |      |     |      |
| Genial Quaest       | 10 - 13 fev 2023     | 2016        | 40                   | 24               | 20               | 16                         | 16            |   |      |     |      |

## Controvérsias e críticas

### Nomeação de ministros
Algumas nomeações de Lula para a composição dos ministérios foram objetos de controvérsias durante o primeiro mês de seu terceiro mandato. Algumas delas foram nomeações de ministros condenados pela justiça e ministros filiados ao partido União Brasil, de centro-direita.

#### Waldez Góes no Ministério da Integração Nacional
No começo de janeiro, a ONG Transparência Internacional emitiu um comunicado criticando a escolha de Waldez Goés, ex-Governador do Amapá e filiado ao PDT, como ministro da Integração Nacional, condenado à prisão por desvio de recurso público. Em seu perfil oficial do Twitter, a instituição publicou:
Esta semana, um condenado à prisão por desvio de recurso público foi empossado Ministro da Integração Nacional. Entrou pela cota do Centrão, que consegue achacar qualquer governo, à direita ou à esquerda. Em 2019, Waldez Goés foi condenado pelo STJ (Supremo Tribunal de Justiça) a 6 anos de prisão por peculato. Sua defesa apresentou recurso, que está parado no STF (Supremo Tribunal Federal) por pedido de vista do ministro Alexandre de Moraes. Ainda assim, apesar da gravidade do caso, foi empossado Ministro do Governo Lula.
De acordo com diversas fontes, Waldez foi apresentado e indicado por Davi Alcolumbre, do União Brasil, senador reeleito pelo Amapá em 2022 e ex-Presidente do Senado de 2019 a 2021. Faltando dois dias para deixar o governo do Amapá, Waldez anunciou uma obra de pavimentação de uma rodovia que liga a capital do Estado, Macapá, ao sul do estado. A obra, avaliada em R$ 100 milhões, sendo a mais cara de sua gestão, foi entregue à empresa Reflorestadora Rio Pedreira, pertencente a Breno Chaves Pinto, segundo suplente do senador Davi Alcolumbre, e terá a maior parte financiada por recursos do orçamento secreto enviados pelo próprio parlamentar.
Após tomar posse como ministro, Waldez licenciou-se de seu partido. Waldez também negou que se filiaria ao União Brasil, contrariando expectativas de parlamentares e aliados de Alcolumbre.

#### Daniela Carneiro no Ministério do Turismo
Com intuito de incluir o partido União Brasil no governo, de modo a aumentar sua aliança com partidos de diferentes posições políticas, o governo Lula incluiu uma integrante do partido, Daniela Carneiro, no Ministério do Turismo. Segundo matéria da Veja, Daniela, deputada federal mais votada no Rio de Janeiro em 2022, foi apresentada a Lula por Washington Quaquá, coordenador da campanha de Lula no Rio, e foi escolhida também por reunir outras características consideradas importantes para o PT: ser mulher e evangélica. Após a nomeação de Daniela, anteriormente conhecida como Daniela do Waguinho, veículos de imprensa começaram a publicar uma série de matérias que mostravam envolvimento do grupo político de Carneiro com milícias da Baixada Fluminense, as quais também já apresentavam envolvimento e ligação com outros políticos de partidos de direita. Em 3 de janeiro, o g1 publicou uma foto de 2018 de Daniela ao lado de Juracy Alves Prudêncio, mais conhecido como Jura, ex-sargento da PM apontado como chefe de uma milícia responsável por assassinatos na Baixada Fluminense. Juracy aparece em vídeos trabalhando como cabo eleitoral dela. Ele foi condenado a 26 anos de prisão por homicídio, passou para o regime semiaberto em 2017 e foi trabalhar na prefeitura de Belford Roxo, onde o prefeito era Wagner dos Santos Carneiro, o Waguinho, marido de Daniela.
Dois dias após a polêmica, o Metrópoles revelou que Waguinho nomeou para cargos na prefeitura de Belford Roxo a irmã e o pai do terceiro-sargento bombeiro Márcio Cardoso Pagniez, mais conhecido como Marcinho Bombeiro, ex-vereador do partido de direita à extrema-direita PSL — ex-partido de Bolsonaro que se fundiu com o DEM para formar o União Brasil —, preso em outubro de 2019 após o Ministério Público do Rio de Janeiro denunciá-lo por homicídio e por chefiar um grupo paramilitar que atuava na Baixada Fluminense.
De acordo com o jornal O Globo, a ministra também teve contato com outro miliciano que fez campanha e pediu fotos para Daniela em 2022. Trata-se de Fábio Augusto de Oliveira Brasil, conhecido como Fabinho Varandão. Ele é réu na Justiça, acusado de comandar um grupo paramilitar que monopoliza o sinal clandestino de televisão e internet, além da venda de gás de cozinha em 10 bairros de Belford Roxo. Brasil participou de caminhadas e comício da então candidata a deputada federal. Nas redes sociais, ele comemorou a indicação de Daniela ao Ministério do Turismo. Em 7 de janeiro, o UOL publicou em que o marido da ministra nomeou o ex-tenente da PM, Fernando Cardoso do Amaral, e sua esposa, Helen Borsoi Ribeiro do Amaral, para cargos comissionados na Secretaria Municipal de Saúde de Belford Roxo em 11 de fevereiro de 2022. O tenente Amaral, como ficou conhecido, foi preso em dezembro de 2011 sob a acusação de integrar um grupo de extermínio que atuava em Belford Roxo.
Outros dois milicianos foram identificados como apoiadores da campanha de Daniela Carneiro. Um deles é Cristiano de Oliveira Gouveia, conhecido como Babu, que, em vídeo publicado numa rede social, aparece com adesivo com o número de Daniela. Além disso, Babu aparece no palco de um comício ao lado de Daniela e de outros candidatos, durante as eleições de outubro. O outro é Eduardo Araújo, vereador de Belford Roxo afastado por ter sido nomeado secretário municipal de Energia Sustentável de Belford Roxo. Eduardo participou de carreatas com Daniela. O MP diz que ele era responsável por evitar prisões de outros integrantes da quadrilha.
Por sua vez, Daniela Carneiro negou tal envolvimento, afirmou não consentir com "qualquer ato ilícito" e que quem deve "julgar e punir" é a Justiça; além disso, afirmou ter recebido apoio de inúmeros eleitores provenientes de vários municípios durante sua campanha.
O deputado Marcelo Freixo, que ganhou notoriedade ao presidir a CPI das Milícias no Rio de Janeiro, foi indicado para a presidência da Embratur, agência subordinada à pasta do Ministério do Turismo. Questionado sobre a relação, Freixo disse que "cabia a ela [Daniela] falar sobre" e que "minha relação com ela é muito recente, mas muito boa e de muito diálogo".

Em 16 de fevereiro, Lula minimizou os elos da ministra com milícias entrevista à CNN Brasil, o presidente tratou o caso apenas como uma "fotografia":
Ela aparecia num caminhão lá com um cara miliciano. Eu sinceramente se for levar em conta pessoas que estão em fotografia ao lado de outras pessoas, a gente não vai conversar com ninguém, porque eu sou o cara que mais tiro fotografia no mundo.
Em 3 de março, Lula disse em entrevista ao jornalista Reinaldo Azevedo na BandNews FM ter "gratidão" pela Daniela devido ao apoio recebido por ela nas eleições presidenciais. Além disso, afirmou que a ministra seria demitida do cargo "se o elo com milícia for além de fotos":
Por enquanto eu acho que não é maior do que isso. Se aparecer evidência que seja [maior do que uma foto], sairá do governo.
Após desavenças com lideranças do próprio partido e pedir desfiliação do União Brasil, Daniela foi exonerada do Ministério do Turismo a pedido do partido e em 14 de julho foi substituída pelo deputado federal Celso Sabino (UNIÃO/PA). No entanto, em 29 de setembro, Daniela, agora filiada ao Republicanos, foi nomeada como vice-líder do governo no Congresso.

#### Juscelino Filho no Ministério das Comunicações
Após ter criticado duramente o orçamento secreto, prática legislativa controversa iniciada durante o Governo Jair Bolsonaro que consiste em destinar verbas do orçamento público a projetos definidos por parlamentares com pouca transparência, Lula nomeou Juscelino Filho, filiado ao União Brasil, para o Ministério das Comunicações. A partir do final de janeiro, uma série de denúncias recaiu sobre o ministro.
Apurou-se que Juscelino havia utilizado 5 milhões de reais do Orçamento Secreto em benefício próprio, realizando uma obra de asfaltamento em frente à sua fazenda que beneficia pelo menos oito pessoas ligadas a ele em Vitorino Freire, município do Maranhão já governado por seu pai e atualmente governado por sua irmã, onde cerca de 1/3 da população vive em ruas de terra.
Outra acusação contra Juscelino é relacionada à falsificação de informações sobre o pagamento de 385 mil reais em táxi-aéreo na campanha eleitoral de 2022. As informações foram publicadas pelo jornal O Estado de S. Paulo. Juscelino informou à Justiça Eleitoral que fez 23 viagens pela empresa Rotorfly Taxi Aéreo de agosto a setembro de 2022, durante a campanha. Na prestação de contas, é dito que 3 supostos cabos eleitorais teriam realizado os percursos.
Além disso, Juscelino é suspeito de ter favorecido a empreiteira Engefort em uma obra pública da Codevasf. O Tribunal de Contas da União aponta a construtora como a principal beneficiada de um suposto esquema de cartel de empresas de pavimentação na Codevasf iniciado durante o Governo Bolsonaro.
Outra polêmica envolvendo o nome de Juscelino Filho foi sua omissão ao Tribunal Superior Eleitoral em 2022 de 2,2 milhões de reais em cavalos de raça para sua declaração de campanha para deputado federal. Além disso, no fim de tarde da quinta-feira, 26 de janeiro, usou um avião da Força Aérea Brasileira para sair de Brasília com destino a São Paulo numa viagem que ele justificou como urgente. Seus compromissos oficiais duraram 2h30, porém a viagem se estendeu até 30 de janeiro. Durante esse fim de semana, o ministro, apaixonado por cavalos, dedicou-se a uma agenda inteiramente privada: assessorou compradores de animais, promoveu um dos seus, participou de leilões de cavalos de raça, recebeu o "Oscar" dos criadores e inaugurou uma praça em homenagem a um cavalo de seu sócio.

Em resposta ao Estadão, o Ministério das Comunicações divulgou nota com o posicionamento sobre a viagem. A nota afirma que o ministro tinha compromissos oficiais na viagem ao estado de São Paulo:
O ministro cumpriu agenda oficial nos dias 26 e 27 de janeiro, participando de reuniões com a operadora Claro, onde houve apresentação do plano de investimentos no país da mesma; [participou também de] reunião técnica com a equipe do escritório regional da vinculada Telebrás; reunião com o gerente regional da agência vinculada Anatel; e [participou] de visita e reunião com grupo BYD, em SP.
Em entrevista exclusiva ao jornalista Reinaldo Azevedo, na BandNews FM, Lula declarou:
Eu tentei essa semana conversar com Juscelino, o ministro Juscelino está viajando, está no exterior a serviço do ministério discutindo no encontro de telecomunicações. Já pedi para o ministro Rui Costa convocar ele para segunda-feira para gente ter uma conversa porque ele tem direito de provar sua inocência, mas se ele não conseguir provar sua inocência ele não pode ficar no governo. Eu garanto a todo mundo a presunção de inocência.
Pressionado por aliados e opositores sobre a permanência ou demissão do ministro, o presidente reuniu-se com Juscelino em 6 de março para cobrar explicações dele sobre as acusações. Após a reunião, Lula decide manter o ministro. Em seu perfil oficial do Twitter, Juscelino publicou:
Saí há pouco do Palácio do Planalto, onde tive uma reunião muito positiva com o presidente Lula. Na ocasião, esclareci as acusações infundadas feitas contra mim e detalhei alguns dos vários projetos e ações do Ministério das Comunicações. Temos muito trabalho pela frente.

### Criação de áreas para comunidades terapêuticas
Sob a pressão de entidades religiosas, Lula criou um Departamento de Apoio às Comunidades Terapêuticas voltado ao tratamento de dependentes químicos. Após a medida ser criticada por organizações ligadas aos direitos humanos, o Ministério do Desenvolvimento e Assistência Social, Família e Combate à Fome anunciou que revisaria a decisão. A Associação Brasileira de Saúde Mental também havia se manifestado contra a medida em uma nota de repúdio.

### Demissão do Ministro-Chefe do Gabinete de Segurança Institucional pós Ataques
O atual governo Lula, que iniciou em janeiro de 2023, enfrentou sua primeira crise com a queda do ministro-chefe do Gabinete de Segurança Institucional (GSI), o general Gonçalves Dias. A crise foi desencadeada pela divulgação de imagens da invasão ao Palácio da Presidência ocorrida em 8 de janeiro pela CNN Brasil, que levantaram dúvidas sobre a atuação do órgão durante o ataque golpista. As imagens mostraram ação colaborativa de agentes com golpistas e a presença do general Gonçalves Dias no local. A relação entre o presidente Lula e o general era antiga, com Gonçalves Dias atuando como chefe de segurança do petista durante seus dois primeiros mandatos. A queda do ministro foi aceita por Lula após uma reunião de emergência no Palácio do Planalto, onde ministros avaliaram que as imagens eram impactantes e deixavam evidente que a atuação do general havia estado abaixo do esperado para a segurança do palácio presidencial.

### Liberação da ozonioterapia
Em agosto de 2023, Lula sancionou a Lei n.º 14.648, que autoriza a ozonioterapia no território nacional. A sanção foi referendada apenas pelo Ministro da Justiça, Flávio Dino, não recebendo o autógrafo da Ministra da Saúde, Nísia Trindade, que recomendou seu veto, e foi recebida como negacionismo à ciência, visto que a prática carece de comprovação científica.

### Caso "Dama do Tráfico"
|             | Flávio Dino | Logo do X, uma letra X estilizada |
| @FlavioDino |             |                                   |

            Nunca recebi, em audiência no Ministério da Justiça, líder de facção criminosa, ou esposa, ou parente, ou vizinho.
De modo absurdo, simplesmente inventam a minha presença em uma audiência que NÃO SE REALIZOU em meu gabinete.
Sobre a audiência, em outro local, sem o meu conhecimento ou presença, vejam a história verdadeira no Twitter do
@EliasVazGyn
. Lendo lá, verificarão que não é o que estão dizendo por conta de vil politicagem.

13 de novembro de 2023

Em novembro de 2023, reportagem do Estadão divulgou que uma integrante do Comando Vermelho, Luciane Farias, conhecida como "dama do tráfico amazonense", compareceu ao Ministério da Justiça em duas ocasiões, sem registro nas agendas oficiais, sendo recebida, de acordo com o ministério, por secretários de Flávio Dino, Ministro da Justiça. Tendo, na segunda ocasião, suas diárias e suas passagens pagas pelo Ministério dos Direitos Humanos ao qual custam R$ 5.909,07 aos cofres públicos, posteriormente, confirmado pelo próprio Ministério.
Luciane é casada com Clemilson dos Santos Farias, o "Tio Patinhas", um dos chefes do Comando Vermelho no Amazonas. Condenada em segunda instância a dez anos de prisão por associação para o tráfico, lavagem de dinheiro e formação de organização criminosa. Após a publicação da reportagem, o ministério estabeleceu regras mais rígidas de controle de acesso, passando a ser necessária uma prévia conferência dos antecedentes criminais de quem ingressa no prédio para audiência com autoridades.
A jornalista Andreza Matais, responsável pela matéria, foi vítima de linchamento virtual por partidários do governo, em represália à reportagem.

A Associação Nacional de Jornais em nota se pronunciou sobre o caso:
A ANJ acompanha com preocupação e manifesta seu repúdio às tentativas de intimidação contra O Estado de S.Paulo e sua editora de Política, Andreza Matais, depois de o jornal ter divulgado o acesso da mulher de um líder do crime organizado no Amazonas a gabinetes do Ministério da Justiça.
O uso de métodos de intimidação contra veículos e jornalistas não se coaduna com valores democráticos e demonstra um flagrante desrespeito à liberdade de imprensa. Também evidencia uma prática característica de regimes autocráticos de, com o apoio de dirigentes políticos, sites e influenciadores governistas, tentar desviar o foco de reportagens incômodas por meio de ataques contra quem as apura e divulga.
A ANJ espera que tais métodos de intimidação, sobretudo contra jornalistas mulheres já empregados no passado recente, cessem imediatamente, em nome do respeito à liberdade de imprensa e à livre atuação do jornalismo e dos veículos de comunicação.

Associação Nacional de Jornais – ANJ

### Viagens de lazer pagas com dinheiro público
Os ministros Anielle Franco (Igualdade Racial) e André Fufuca (Esportes) transformaram a final da Copa do Brasil de 2023, em São Paulo, em evento oficial (assinatura de protocolo de intenções com a CBF) e utilizaram jatinho da Força Aérea Brasileira para comparecer à final, acompanhados de seus assessores, que receberam diárias em decorrência da viagem. Sílvio Almeida (Direitos Humanos) também compareceu, mas fez uso de voo comercial para seu deslocamento. Durante o evento, a chefe da Assessoria Especial do Ministério da Igualdade Racial, Marcelle Decothé, fez postagens no Instagram com ofensas de cunho racial que chamaram a atenção para o expressivo número de viagens internacionais da ministra e sua assessoria, em um período de 9 meses: Estados Unidos (três vezes), Portugal, Espanha, Colômbia, África do Sul e Angola, consumindo boa parte do orçamento da pasta. Marcelle Decothé foi exonerada do cargo em comissão.
Márcio Macêdo, ministro da Secretaria-Geral da Presidência da República, viajou em novembro de 2023 acompanhado de subordinados para participar de uma festa de "carnaval fora de época" em Aracaju, seu reduto eleitoral. A viagem foi realizada com recursos públicos, sob alegação de realização de um compromisso oficial na cidade vizinha. A festa foi registrada pelo fotógrafo oficial da Presidência da República e contou com a participação de Lurian, filha de Lula. O Ministério Público de Contas solicitou ao TCU a apuração de eventual irregularidade no emprego de recursos públicos para a viagem a lazer.
Após a polêmica, Macêdo trocou a secretária-executiva do ministério. Maria Coelho, então secretária a época, se negou a autorizar o uso do dinheiro público na viagem do carnaval fora de época, então, o próprio ministro teria assinado a autorização, assim, Maria pediu demissão do cargo sob o argumento de "divergências com o chefe da pasta". A nova secretária é Kelli Mafort, ex-coordenadora do MST.

### Manutenção do orçamento secreto
Durante a campanha eleitoral, Lula criticou reiteradamente a prática do Congresso Nacional de destinar parcela cada vez mais relevante do Orçamento da União para as emendas de relator, o que os críticos denominaram orçamento secreto, em decorrência da falta de transparência quanto aos valores de cada repasse e dos nomes dos parlamentares envolvidos, e que foi utilizada pelo Governo Bolsonaro para angariar apoio político no parlamento.
Após a eleição, Lula utilizou sua influência junto ao Supremo Tribunal Federal para obter uma decisão pela inconstitucionalidade do orçamento secreto, com apertada maioria. À época, o presidente da Câmara dos Deputados, Arthur Lira, alegou ter visto interferência de Lula no voto de Ricardo Lewandowski, que após sua aposentadoria foi convidado a integrar o governo, como Ministro da Justiça.
Apesar da declaração de inconstitucionalidade, o Congresso Nacional continuou em 2023 e 2024 com o mesmo nível de controle sobre o orçamento, sem transparência, substituindo as emendas de relator pelas emendas de comissão e pelas emendas Pix. Em 2024, as emendas sem transparência pagarão quase 25 bilhões de reais.

### Fiscalização Receita Federal
No início de janeiro de 2025, entrou em vigor uma normativa (IN RFB nº 2219/2024), que alterou a forma de monitoramento da Receita Federal de transações via Pix e cartão de crédito para reforçar o combate a operações ilícitas. Com essa medida, todas as instituições financeiras, incluindo bancos digitais e aplicativos de pagamento, passaram a ser obrigadas a reportar movimentações mensais acima de 5 mil reais para pessoas físicas e 15 mil para empresas. A Receita ressaltou que as transações financeiras não sofrerão acréscimos de impostos, apenas estarão sujeitas a uma fiscalização adicional para monitorar movimentações atípicas, como a não declaração de Imposto de Renda por indivíduos que movimentam mais de 5 mil reais mensais. Desde 2003, o monitoramento financeiro é realizado por meio do Decred (atual e-Financeira), sistema da Receita Federal que acompanha transações realizadas com cartões de crédito. Com a normativa que entrou em vigor em 2025, o monitoramento foi ampliado para incluir transações via Pix, vendas realizadas por máquinas de cartão, pagamentos com cartões de débito, cartões de loja e moedas virtuais, movimentações que seriam informadas à Receita Federal.
No entanto, com o início da fiscalização, começou a circular nas redes sociais uma fake news sobre a suposta taxação do Pix. De acordo com a falsa informação, a Receita Federal criaria ou aumentaria tributações sobre o sistema, o que levaria empresas a repassarem os custos aos consumidores. A notícia falsa, alimentada por desinformações, que circularam amplamente, foi desmentida tanto pelo governo quanto pela Receita Federal, pelo Banco Central e por veículos de comunicação.
Apesar dos desmentidos, a repercussão negativa afetou a confiança dos usuários, resultando na maior queda no uso do Pix desde a criação do sistema. Entre os dias 4 e 10 de janeiro de 2025, foram realizadas 1,25 bilhão de reais de transações via Pix, uma redução de quase 11% em comparação a dezembro. Essa foi a maior queda mensal registrada desde janeiro de 2022. No entanto, de acordo com o Banco Central, a queda não teria relação com a onda de fake news, mas sim com o Natal.
No dia 15 de janeiro de 2025, após a repercussão negativa, o ministro da Fazenda, Fernando Haddad, anunciou que o governo revogaria o ato que ampliava a fiscalização da Receita Federal sobre as novas transações financeiras. Haddad também afirmou que o presidente assinaria uma medida provisória para garantir que o Pix não possa ser tributado.

### Falas machistas
Em diversas ocasiões ao longo de seu terceiro mandato, Lula, ao falar de improviso, fez comentários machistas.
Em maio de 2024, ao anunciar medidas para os atingidos pela enchente no Rio Grande do Sul, disse que "uma máquina de lavar roupa é uma coisa muito importante para as mulheres". No dia seguinte, em uma cerimônia de entrega de imóveis, disse ter conversado com uma mulher de 27 anos, com 5 filhos, e perguntado "Quando vai fechar a porteira, companheira?".
Em reunião no Palácio do Planalto ocorrida em julho de 2024, Lula comentou o resultado de uma pesquisa que apurou que a violência contra as mulheres aumenta após os jogos de futebol, concluindo: "Inacreditável. Se o cara é corinthiano, tudo bem".
No evento marcando os 2 anos dos ataques de 8 de janeiro de 2023, disse "sou um amante da democracia, não sou nem marido, eu sou um amante da democracia, porque, na maioria das vezes, os amantes são mais apaixonados pelas amantes do que pelas mulheres".
Em março de 2025, em solenidade no Palácio do Planalto, Lula, disse ter colocado uma "mulher bonita" como ministra das Relações Institucionais para se aproximar dos presidentes do Senado e da Câmara.
Na abertura da 29ª Feira Internacional da Construção Civil e Arquitetura, ocorrida em de abril de 2025, Lula se referiu depreciativamente à diretora-geral do Fundo Monetário Internacional, Kristalina Georgieva, chamando-a de "uma mulherzinha".

### Desvio em aposentadorias e pensões
Em 23 de abril de 2025, a Polícia Federal (PF) e a Controladoria-Geral da União (CGU) deflagraram a Operação Sem Desconto, para combater um esquema criminoso que, desde 2019, vinha promovendo o desvio de mais de 6,3 bilhões de reais das aposentadorias e pensões pagas pelo Instituto Nacional do Seguro Social (INSS), mediante a inclusão, por entidades constituídas unicamente com esse propósito, de consignação diretamente no pagamento de seus benefícios, sem autorização do beneficiário.
A autorização legal para desconto de mensalidade de associações diretamente no pagamento dos aposentados e pensionistas existe desde 1991. De acordo com a  CGU e o Ministério da Justiça, entidades de classe, como associações e sindicatos, formalizavam Acordos de Cooperação Técnica (ACT) com o INSS, o que justificava o desconto em folha dos beneficiários do órgão. Os descontos investigados pela operação começaram em 2016, atravessando os governos Michel Temer e Bolsonaro; no entanto, a autorização para o desconto, em muitos casos, era fraudada. Dessa forma, a CGU deu início a uma série de apurações após identificar a disparada da arrecadação das entidades e dos valores descontados a partir de 2023. Dentre os motivos para o aumento dos descontos, cita-se o afrouxamento das regras, motivado por lobbies no Congresso Nacional, por falhas do INSS no controle e na fiscalização e por indicações políticas para o órgão.
Apesar dos alertas feitos ainda em 2023 ao Ministro da Previdência Social, Carlos Lupi, por uma das conselheiras do Conselho Nacional de Previdência Social, e em 2024 pela CGU, nenhuma providência concreta foi adotada para coibir os descontos fraudulentos.
A entidade que mais recebeu valores repassados pelo INSS foi a Confederação Nacional dos Trabalhadores na Agricultura (CONTAG) suspeita de desviar 2 bilhões de reais dos aposentados e pensionistas desde 2019, segundo a PF.
Uma das entidades envolvidas, o Sindicato Nacional dos Aposentados, Pensionistas e Idosos, tem como vice-presidente José Ferreira da Silva, irmão de Lula, também conhecido como Frei Chico, que já foi investigado anteriormente na Operação Lava Jato.
Por decisão judicial, o presidente do INSS, Alessandro Stefanutto, nomeado em julho de 2023 no lugar de Glauco Wamburg, que presidia interinamente a instituição, foi afastado do exercício da função, junto com outras autoridades do INSS. Posteriormente ao afastamento, foram exonerados por Lula.

### Cartão corporativo
Segundo o Tribunal de Contas da União (TCU), entre janeiro de 2023 e abril de 2025 foram gastos mais de 55 milhões reais pela Presidência com cartões corporativos. De acordo com a Revista VEJA, de todo o montante, 99,55 por cento são despesas classificadas como sigilosas, o que impede que órgãos de controle avalie como estão sendo gastos os valores.